# 横浜市
横浜市（よこはまし）は、神奈川県東部に位置する市。神奈川県の県庁所在地および日本で人口が最多の市で、政令指定都市である。日本屈指の港湾都市・商工業都市でもある。
東京大都市圏（首都圏）に属する。市の人口は約377.2万人で全国の市区町村としては最多の人口である。市域の過半は旧武蔵国で、南西部は旧相模国鎌倉郡（戸塚区、泉区、栄区、瀬谷区 )の全域と港南区、南区、金沢区の一部）。

## 概要
横浜市は東京都心から南南西に約30 kmから40 km圏内にある。東京湾に面し、日米修好通商条約により1859年（安政6年）に開港した横浜港を有する港湾工業都市である。神奈川県のみならず日本最大の基礎自治体である。
横浜市の都市機能は中区と西区に集積しており、行政の中心地は横浜開港以来の中心地域である関内地区（中区の関内駅周辺及び桜木町駅周辺）で、横浜市最大の商業地は相模鉄道（相鉄）による再開発で発展した横浜駅西口を中心とする横浜駅周辺地域（西区南幸・北幸・高島一帯）であり、横浜駅からみなとみらい・北仲通にかけての海岸沿いには超高層ビル群を形成している。太平洋戦争前までは関内地区に隣接する関外地区（伊勢佐木町周辺）が横浜市最大の商業地・繁華街であった。しかし連合国軍最高司令官総司令部（GHQ）による接収解除が1961年まで遅れたため、1970年ごろには再開発が進んだ横浜駅周辺地域にその座を奪われた。新都心「横浜みなとみらい21」エリアは中区と西区にまたがっており、行政の中心である関内地区と商業・交通の中心である横浜駅周辺という2つの中心地（ツインコア）を統合する役割で、横浜港の再整備と都市再開発により作られた。
横浜市では都市再開発が進められており、横浜市内の各地区の結び付きを強化する計画が進行中である。経済活動の中心地であり、繁華街の横浜駅周辺地域は、横浜市政の中心地である関内地区から北北西に約 3 kmの所にあり、両地域間は事実上分断されており、横浜市政は両地区の中間に位置する横浜みなとみらい21地区（桜木町駅周辺）の開発を進めて、横浜都心の一体的発展を進めている。また、横浜都心臨海部（インナーハーバー）に位置する東神奈川臨海部周辺（東神奈川駅周辺及び山内埠頭周辺）地区、横浜駅周辺地区、みなとみらい地区、関内・関外地区、山下埠頭周辺地区では長期的な都市の再生計画が進行中で、これらの五地区を連節バスやLRT（次世代型路面電車システム）で結ぶ案も検討されている。
横浜市域は広大であり、横浜市政が指定する都心（ツインコア）は、横浜都心（関内・関外地区、横浜みなとみらい21 (MM21) 地区、横浜駅周辺地区） と新横浜都心（城郷地区（小机駅周辺地区）、羽沢地区（羽沢横浜国大駅周辺地区）、新羽地区（新羽、北新横浜駅周辺地区）、新横浜地区（新横浜駅周辺地区）） である。また、主要な生活拠点（旧:副都心）としては、鶴見駅周辺、港北NT（港北ニュータウン）センター、二俣川駅・鶴ヶ峰駅周辺、戸塚駅周辺、上大岡駅周辺が指定されている。港北NTセンターを除く各地区は、JR東海道線、横浜線、京急本線、相鉄本線の鉄道駅を中心として古くから発展してきた街である。特に、新橋駅（後の汐留駅） - 横浜駅（現在の桜木町駅）間を結ぶ東海道本線は日本最古の鉄道路線である。港北NTセンターは、1965年に策定された横浜市六大事業の一つとして、当時の港北区（当時）に計画的に開発された街である。都心（ツインコア）と各主要な生活拠点（旧:副都心）間は、横浜市営地下鉄のブルーラインおよびグリーンライン（横浜環状鉄道）、横浜環状道路を中核とした自動車専用道路によって、計画的に結ばれる予定となっている。
観光地としても人気があり、横浜中華街や山下公園、元町などがある関内地区を筆頭に、横浜みなとみらい21地区や山手地区などが有名である。また、人工海浜の海水浴場を併設する海の公園や、八景島シーパラダイスという水族館もあり、古くからの観光地としては三溪園などがある。食の名物は洋食、横浜中華街の中華料理、崎陽軒のシウマイ弁当、横浜家系ラーメン、サンマーメンなどがある。
市内北東部の鶴見区・神奈川区・中区・磯子区・金沢区などの臨海部を中心に、隣接する川崎市や東京都大田区などとともに京浜工業地帯の一角を成しており、多数の重化学工業の工場や大小様々な事業所が立地している工業都市でもある。2017年度の工業品出荷額では豊田市、川崎市に次いで全国3位である。近年では日産自動車やいすゞ自動車本社の本社移転、部品メーカーの本社・研究開発施設（R&D）といった自動車関連企業の集積が進んでおり、自動車産業都市という新たな側面も持つ。
2010年代以降、首都直下型地震発生の危険性が高まっている。2020年には、今後30年間で震度6弱以上の揺れに見舞われる確率が38%と算出されている。

### 沿革
横浜市域は、南に接する鎌倉に鎌倉幕府が置かれた鎌倉時代から本格的に開発され始めた。江戸時代には江戸幕府が置かれた江戸に近いため、幕府直轄地（天領）や旗本知行地が大部分を占め、藩は小規模な六浦藩（金沢区）のみが置かれた。また、大きな港を持たない鎌倉幕府（鎌倉市）の海の玄関口として六浦湊（金沢区六浦）が、江戸湾（東京湾）内海交通の要衝として神奈川湊（東海道の宿場町である神奈川宿）が、早くから栄えた。江戸時代末期には、神奈川沖、小柴（旧:六浦湊外周部）で締結された日米修好通商条約により「神奈川」を開港場にすることが定められた。実際には神奈川湊の対岸にある当時の横浜村に新たに港湾施設が建設され、横浜港として短期間に国際港の体裁を整えた。開港以前は横浜村一帯は単なる漁村にすぎなかったが、1859年7月1日に開かれた横浜港は「金港」とも呼ばれ、横浜港開港以降は生糸貿易港、商業港、旅客港として、また工業港として近代的な都市へと急速に発展し、横浜市を日本を代表する国際港湾都市の1つへと発展させる礎となった。欧米から多くの舶来品がもたらされ、神戸港を擁する神戸市とともに欧米文化の発信基地となった。ガス灯やアイスクリームなどは横浜が日本における発祥の地である（「文明開花」も参照）。元来は別々の地域であった「神奈川」と「横浜」ではあるが、横浜市の急速な拡大に伴い、神奈川は現在の神奈川区として横浜市に組み込まれながら一体的な市街地（コナベーション）を形成していった。
1889年4月1日に市制が施行され、横浜市となった。市域の面積は、市制施行時には横浜港周辺の5.4 km² にすぎなかったが、6次にわたる拡張と沿岸部の埋立てにより437.71 km² （2020年）となっている。1922年には東京市・名古屋市・京都市・大阪市・神戸市とともに六大都市に指定された。1923年に発生した関東大震災では震源により近かったことから東京以上の被害を受け、市街地は壊滅したが震災の復興計画で日本初の臨海公園である山下公園などが建設された。1927年の区制施行で市域は5区に分けられ、周辺町村の合併と区域の再編を経て、行政区の数は18区となっている。市制施行時の横浜市の人口は約12万人だったが、その後は東京都市圏の拡大と東京一極集中の影響で第二次世界大戦中の一時期を除いて増加の一途をたどり、現在では約377万人となった。これは日本の市区町村では最も多く、人口集中地区人口も東京23区（東京特別区）に次ぐ。これは市の面積が大阪市の2倍程度、名古屋市の約1.5倍程度と広大なこと、市内に山地や湖など居住に適さない地形がほとんどないこと、市内全域が東京都心への通勤圏内であるために東京のベッドタウンとして市内の多くが宅地化されていることといった要因によるものである。ただし人口密度は大阪市、川崎市などのほうが高い。1956年には政令指定都市に、1988年には業務核都市、2011年には環境未来都市と国際戦略総合特区に指定され、2012年には横浜駅周辺地区などが特定都市再生緊急整備地域 に指定された。

### 特徴

#### 異国情緒溢れる港町
幕末に開港された横浜港を擁する港湾都市であり、外国資本が積極的に当地に進出（詳しくは後述）。そのため近代日本において東北地方や関東甲信地方で生産された生糸の輸出を通して有数の外資獲得力を誇った。外国資本の進出とともに、市内には多くの外国商社が立ち並び、英国総領事館やフランス領事館も置かれるなど外国の空気の色濃く香る景観が形成された。横浜港は舶来品の玄関口となり、街中にガス灯などがいち早く導入された横浜は文明開化の中心基地となる。現在でも西洋近代建築の歴史的建造物が多く残され、山手の旧外国人居留地や横浜赤レンガ倉庫などは観光地にもなっている。
関東大震災後は政府による積極的な振興政策により、隣接する川崎市などとともに京浜工業地帯の中核都市となった。第二次世界大戦後は本牧地区など旧市域の広範囲が在日米軍に接収されたが、結果としてジャズなどのアメリカ文化が広まり、隣接する横須賀とともに日本国内におけるそれらの発信地となった。1989年の横浜博覧会 (YES'89) 以降、ウォーターフロント計画の横浜みなとみらい21が本格始動し、歴史的建造物や自然環境に配慮しつつ、高層ビルが立ち並ぶ先進的な街造りが行われた。その中には横浜ランドマークタワーやコスモクロック21、横浜赤レンガ倉庫と言った横浜のランドマーク的建築物も存在する。景観の良さからドラマのロケ地に選ばれることも多くなっており、現代では首都圏的な先進性の中にも自然環境と異国情緒が残る、「お洒落で海が近い街」「近代的な港町」といったイメージを持たれている。一方で、これらの港町的なイメージに合致する街は、市制が施行された1889年当時の旧市域（西区や中区の沿岸部）の一部であり、市の大部分は山や丘である。

#### 東京の衛星都市としての横浜
横浜市は横浜中心部を核とする県内最大の自治体であると同時に、東京の衛星都市・ベッドタウンとしての側面も強いことが特徴であり、市内の多くは丘陵地の閑静な住宅街である。昼間人口は約342万人と夜間人口に比べ約30万人市外に流出しており、昼間人口に関しては約354万人の大阪市を下回る。2015年度の東京都へ通勤・通学する15歳以上の就業者及び通学者の割合は25.3%であり、いわゆる「横浜都民（神奈川都民）」が多い。2020年国勢調査によると、横浜市の昼夜間人口比率は91.1と、政令指定都市かつ県庁所在地でありながら100を下回っている。近年は昼夜間人口比率が上昇しているものの、それは定年退職によって東京都心部に通勤しなくなった者が年々増加していること、少子化の影響で東京都内などに通学する学生・生徒が年々減少したことによるもので、業務機能を集積させて拠点性を高めて昼間人口を増やしたというものとはいえない。郊外の区では首都圏への人口集中によりスプロール化した市街地が散在しており、都市基盤整備が推進されている。青葉区など東急田園都市線沿線の多摩田園都市をはじめとした市内北西部の新興住宅地は、鉄道網も横浜駅を経由しない東京からの放射線が軸となるため、東京都心のベッドタウンとしての性格がさらに強い。2020年の南区の昼間人口の人口比率は74.0であり、横浜市の行政区の中では最も低い。横浜市の人口は約376万人と日本の市区町村の中で最も多いが、東京電力やJR東日本など地域ブロックのインフラ会社やその他関東地方を統括する大企業の本社・関東支社は東京23区に置かれることが多く、また前述の通り通勤・通学時に東京に流出する人口が多いため、夜間人口と比べて業務機能（オフィス）の集積は比較的少ない。実際に、京阪神大都市圏に属する神戸市や京都市が都市雇用圏を形成しているのに対して、横浜市は単独で都市雇用圏を形成するには至っていない。しかし、都市雇用圏の基準となっている通勤通学率が10%以上の地域は横浜市への通勤通学率が高い順に逗子市、鎌倉市、横須賀市、葉山町、大和市、藤沢市、三浦市、綾瀬市、海老名市、茅ヶ崎市、川崎市、そして川崎市の二次圏に稲城市、茅ヶ崎市の二次圏に寒川町があり、2015年の国勢調査の時点での総人口は725万7866人と面積が1000k㎡弱であるにもかかわらず、名古屋都市圏を大きく上回っており人口密度は7,259.1人/k㎡と名古屋都市圏の4倍である。一方で、横浜市の市内総生産（GDP）は14.5兆円であり、関西地方の中心である大阪市（人口約276万人）21.2兆円の3分の2ほど、横浜市より140万人ほど人口が少ない名古屋市（人口約232万人）と市内総生産(GDP)が同程度であり、人口比で市内総生産をみると名古屋市のほうが高いことがわかる。

#### 居住区としての人気
横浜市内には、大企業の本社や工場が多数存在する商工業の拠点である一方、多くの観光地が存在し、市外の湘南海岸や三浦半島、丹沢山地や箱根山にも1時間程度でアクセス可能など、アウトドアにも利便性がある立地である。青葉区や緑区には東急が開発した多摩田園都市、都筑区には港北ニュータウンといった大規模な新興住宅街が造成され、東京23区と比べて不動産価格も安い事から、居住区としては常に人気上位にあり、2018年から2024年に掛けて複数のアンケート調査結果で、2位以下の地区と大差を付けて、住みたい街（駅）ランキングの第1位に輝いている（生活ガイド.com、SUUMO、LIFULLなどのアンケート調査結果）。この人気については、全国的に認知され、利便性も高い横浜駅周辺に集中している。しかし西区や中区などの中心部を除けば、基本的に丘陵地帯であり、郊外の区にはスプロールした住宅街も多く、これらの他に内陸工業団地や農地、山林も点在し、多摩田園都市や港北ニュータウンのような区画整理が実施された住宅街も港から離れた丘陵地帯を造成し区画整理していることから、「異国情緒漂うお洒落な港町」という一般的な横浜のイメージとは大きな差がある。
横浜駅は全国最多である6社局の鉄道事業者が乗り入れる一大ターミナルであり、駅周辺には全国有数の規模を誇る繁華街が広がっている。西口には全国百貨店売上高でトップ10に入る横浜髙島屋、東口には開店当時東洋一の店舗面積と開店資金を誇った横浜そごうなどの大手百貨店も存在し、他にもルミネ横浜、JR横浜タワー（NEWoMan横浜、CIAL）、相鉄ジョイナス、横浜岡田屋モアーズ、マルイシティ横浜、横浜スカイビル、横浜ベイクォーターといった駅ビル・ファッションビル・専門店街などの大型商業施設が集積している。駅近辺には広大な地下街や飲食店街が広がり、さらにはJR横浜タワー内のT・ジョイ横浜（シネマコンプレックス）やアソビルなどのアミューズメント施設も充実しており、ヨドバシカメラ、ビックカメラ、エディオンなどの大型家電量販店も存在するため、これらを統合すると多岐にわたる様々なジャンルの店舗が集まっており、衣食住のブランドが完備された便利な環境であるため、人気の要因のひとつとなっている。大学の郊外移転ブーム期に移転してきた大学も多く、さらに専門学校や大手予備校、学習塾、各種資格学校なども集積しているため、学生街の一面もある。

## 地理

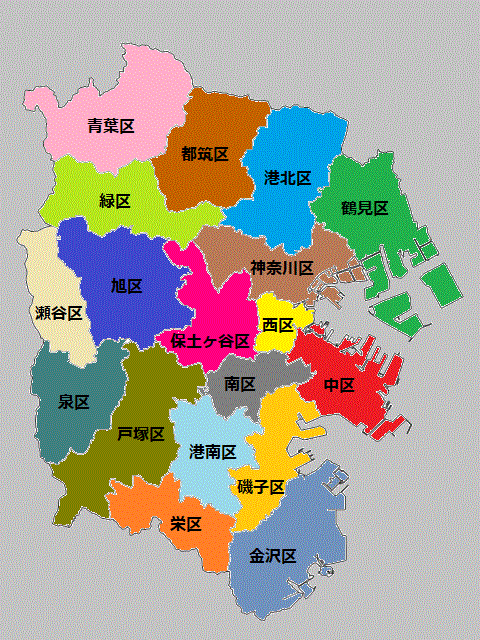
横浜市18区 色分け地図

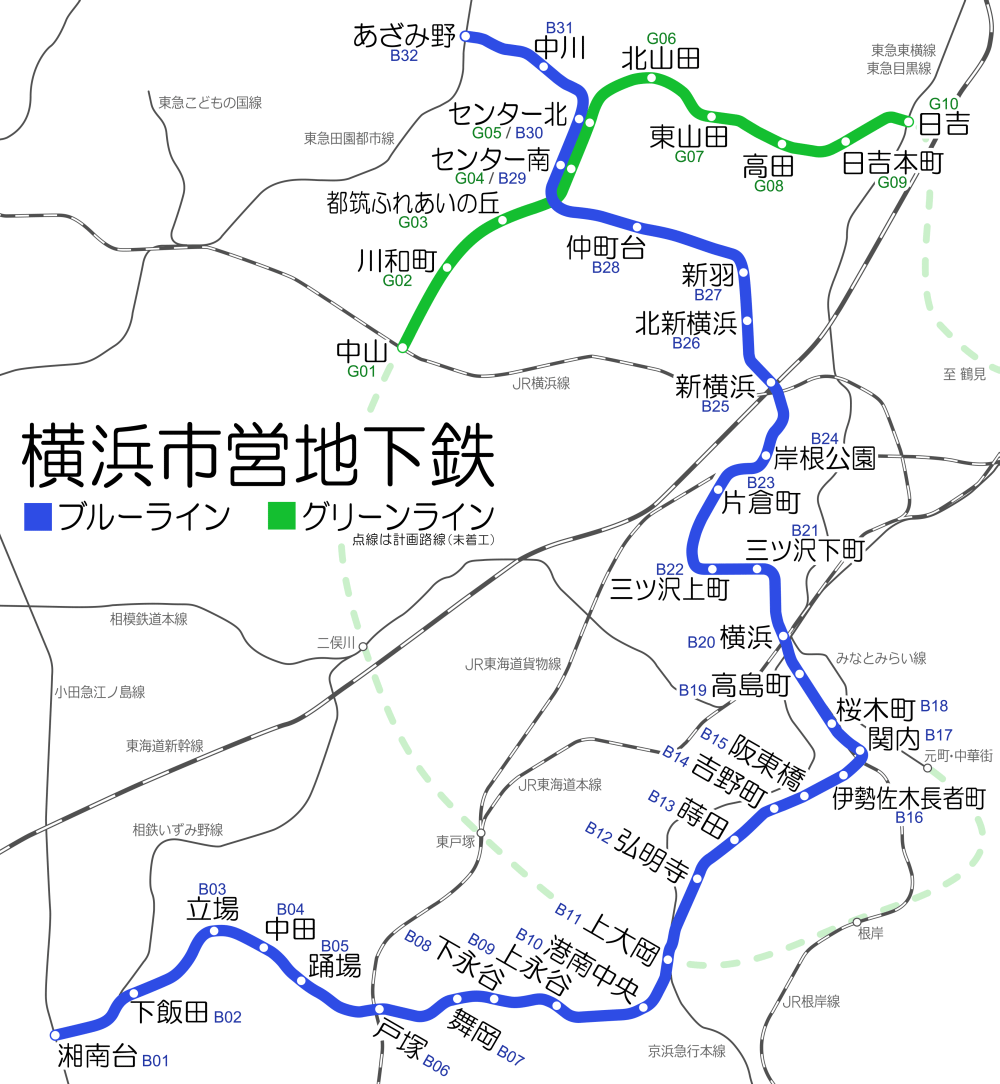
横浜市営地下鉄路線図

市域は神奈川県の東部にあたり、東経139度43分31秒（鶴見区扇島）から139度27分52秒（瀬谷区目黒町）、北緯35度35分33秒（青葉区美しが丘西）から35度18分44秒（金沢区六浦南）に位置する。東は東京湾に面し、北は川崎市、西は大和市・藤沢市・東京都町田市、南は鎌倉市・逗子市・横須賀市に接する。市域の面積は神奈川県の約18%を占め、県内の市町村で最も広い。

### 地形
横浜市域の地形は、丘陵、台地、低地、埋立地に分けられる。
丘陵は、市域のやや西寄りを南北に縦断する。保土ケ谷区・旭区などを流れる帷子川付近を境に、北側が多摩丘陵、南側が三浦丘陵となり、性質を異にする。多摩丘陵側の標高は60mから100mで北に向かって高くなり、三浦丘陵側の標高は80mから160mで南に向かって高くなっており、三浦丘陵側のほうが標高が高く起伏も激しい。鎌倉市最高峰の大平山の尾根筋が横浜市最高地点（栄区上郷町、標高159.4m）となっており、横浜市最高峰の大丸山（金沢区釜利谷町、標高156.8m）や円海山（磯子区峰町、標高153.3m）も三浦丘陵側に位置する。一方、多摩丘陵側は高尾山（緑区長津田町、標高100.4m）が最高で然程高い山はない。
台地は、丘陵の東西に分布し、東側は下末吉台地、西側は相模野台地となる。下末吉台地は鶴見区の地名である下末吉から取られ、標高は40mから60mで鶴見川付近まで続く。本牧付近で台地が海に突き出し、その南側は根岸湾と呼ばれる。横浜駅周辺も幕末まで袖ヶ浦と呼ばれる入り江だった。相模野台地は瀬谷区・泉区・戸塚区のそれぞれ西端を流れる境川に沿って形成され、標高は30mから70mで南に向かって低くなっている。
低地には、丘陵や台地を刻む河川の谷底低地と沿岸部の海岸低地がある。谷底低地は鶴見川に沿って広がり、平坦な三角州性低地を形成する。また、海岸部には埋立地が造成され、海岸線はほとんどが人工化されている。金沢区の小さな入り江平潟湾は、鎌倉幕府が江戸湾側の海の玄関口とした天然の良港であった。島としては金沢区の野島（扇島・八景島は人工島）があり、野島海岸が横浜で唯一の自然海浜となった。
河川
鶴見川、鳥山川、早渕川、砂田川
帷子川、今井川、中堀川
境川、柏尾川、㹨川、宇田川、和泉川
大岡川、堀割川、中村川
入江川、侍従川、富岡川、大川、滝の川
山
南部の港南区・磯子区・栄区・金沢区境付近の標高が高く、大丸山（標高156m）、円海山（標高153m）などがある。

### 気候

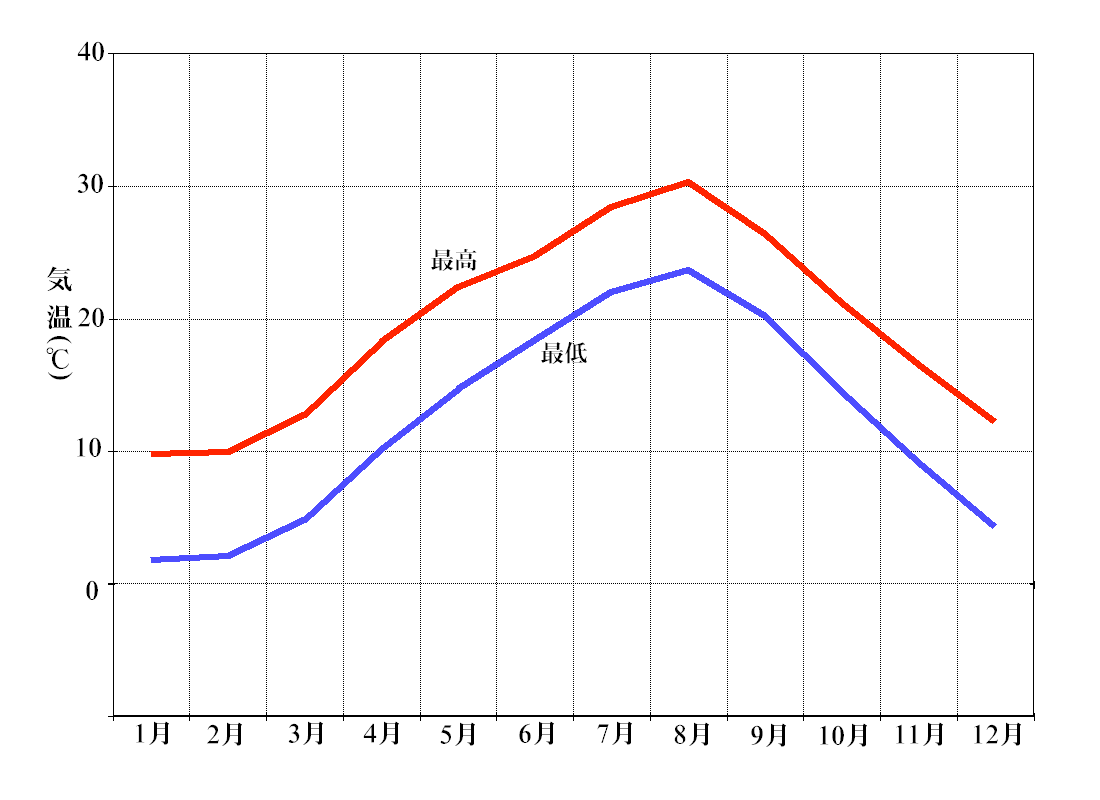
横浜の平年気温（月ごとの値）

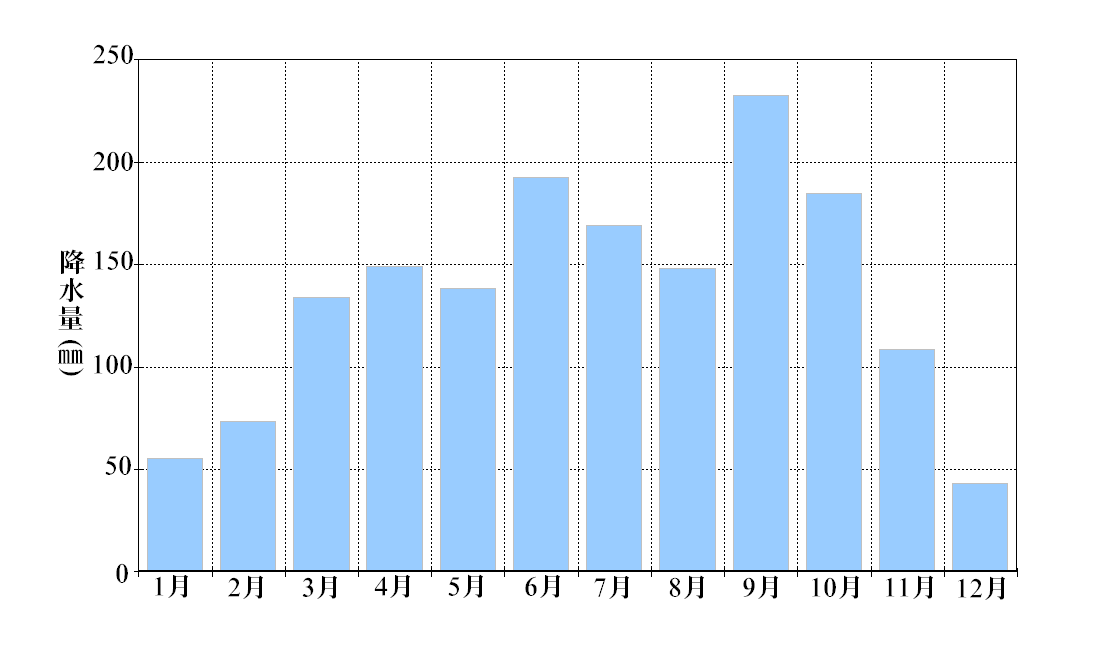
横浜の平年降水量（月ごとの値）

本州のほぼ中央、太平洋岸に位置し、ケッペンの気候区分では温帯の温暖湿潤気候(Cfa)に属する。気温の年較差は大きく、四季は明瞭。1日の寒暖の差は小さく、1年を通じて穏やかな気候である。横浜では、梅雨時と秋雨・台風の時期に降水量が多い。夏は名古屋以西の都市と比べると暑さが穏やかで、冬は晴れる日が多く、積雪は南岸低気圧によるもので年1-3回程度だが、積もるときには比較的まとまる（10cm以上）ことが多い。
一方、西部に位置する緑区の長津田地域や旭区の二俣川地域などは30cm以上の積雪となる事も少なくない。平成26年の大雪では旭区で60cm～70cmの積雪を観測した。
横浜の平均気温はヒートアイランド現象により年々上昇傾向にあり、その傾向は特に冬の最低気温に顕著に現れる。
近年では氷点下まで冷え込むことも稀となっており、冬日は年に数日程度である。
一方で旭区や瀬谷区など横浜市西部は緑被率が高く、内陸部に位置することから市中心部と比較して気温は低い。特に冬季の最低気温では横浜気象台より5度程度低く、氷点下5度以下を記録することも多い。
中心部と比較して積雪も多い。
夏季は、鶴見区や港北区など北東部ほど平均気温が高くなる一方、緑地のまとまって存在する西部の旭区・緑区や、南部の栄区・港南区などの平均気温は低くなり、最大で2度程度の差が開く事もある。
横浜の年平均降水量は1730.8mmで、月平均降水量の最高は9月の241.5mm、最低は1、2月の64.7mm。年平均気温は16.2°Cで、月平均気温の最高は8月の27.0°C、最低は1月の6.1°C。年平均相対湿度は67%で、月平均相対湿度の最高は6、7月の78%、最低は1月の53%。年平均風速は3.5m/sで、最大は3、4月の3.9 m/s、最小は6月の3.2 m/s。6月から8月にかけて南西風が卓越する他は、北風が卓越する。年平均の合計日照時間は2018.3時間で、最多は8月の206.4時間、最少は6月の135.9時間。大気現象の年平均日数は、雪が17.7日、霧が4.0日、雷が13.8日となっている。
横浜地方気象台の観測史上、最高気温は2025年8月6日の38.1°C、最低気温は1927年1月24日の−8.2°C。同じく、日降水量が最も多かったのは1958年9月26日（狩野川台風）の287.2mm、年降水量が最も多かったのは1941年の2535.2mm。
横浜の初雪の平年値は12月15日で、初霜は12月10日、初氷は12月12日。桜（ソメイヨシノ）の開花日の平年値は3月26日で、満開日は4月3日となっている。
| 横浜市（横浜地方気象台、標高39.1m）の気候                    | 横浜市（横浜地方気象台、標高39.1m）の気候 | 横浜市（横浜地方気象台、標高39.1m）の気候 | 横浜市（横浜地方気象台、標高39.1m）の気候 | 横浜市（横浜地方気象台、標高39.1m）の気候 | 横浜市（横浜地方気象台、標高39.1m）の気候 | 横浜市（横浜地方気象台、標高39.1m）の気候 | 横浜市（横浜地方気象台、標高39.1m）の気候 | 横浜市（横浜地方気象台、標高39.1m）の気候 | 横浜市（横浜地方気象台、標高39.1m）の気候 | 横浜市（横浜地方気象台、標高39.1m）の気候 | 横浜市（横浜地方気象台、標高39.1m）の気候 | 横浜市（横浜地方気象台、標高39.1m）の気候 | 横浜市（横浜地方気象台、標高39.1m）の気候 |
| 月                                                           | 1月                                       | 2月                                       | 3月                                       | 4月                                       | 5月                                       | 6月                                       | 7月                                       | 8月                                       | 9月                                       | 10月                                      | 11月                                      | 12月                                      | 年                                        |
| ------------------------------------------------------------ | ----------------------------------------- | ----------------------------------------- | ----------------------------------------- | ----------------------------------------- | ----------------------------------------- | ----------------------------------------- | ----------------------------------------- | ----------------------------------------- | ----------------------------------------- | ----------------------------------------- | ----------------------------------------- | ----------------------------------------- | ----------------------------------------- |
| 最高気温記録 °C （°F）                                       | 20.8 (69.4)                               | 24.8 (76.6)                               | 26.9 (80.4)                               | 28.7 (83.7)                               | 31.3 (88.3)                               | 36.1 (97)                                 | 37.3 (99.1)                               | 38.1 (100.6)                              | 36.2 (97.2)                               | 32.4 (90.3)                               | 27.3 (81.1)                               | 24.5 (76.1)                               | 38.1 (100.6)                              |
| 平均最高気温 °C （°F）                                       | 10.2 (50.4)                               | 10.8 (51.4)                               | 14.0 (57.2)                               | 18.9 (66)                                 | 23.1 (73.6)                               | 25.5 (77.9)                               | 29.4 (84.9)                               | 31.0 (87.8)                               | 27.3 (81.1)                               | 22.0 (71.6)                               | 17.1 (62.8)                               | 12.5 (54.5)                               | 20.2 (68.4)                               |
| 日平均気温 °C （°F）                                         | 6.1 (43)                                  | 6.7 (44.1)                                | 9.7 (49.5)                                | 14.5 (58.1)                               | 18.8 (65.8)                               | 21.8 (71.2)                               | 25.6 (78.1)                               | 27.0 (80.6)                               | 23.7 (74.7)                               | 18.5 (65.3)                               | 13.4 (56.1)                               | 8.7 (47.7)                                | 16.2 (61.2)                               |
| 平均最低気温 °C （°F）                                       | 2.7 (36.9)                                | 3.1 (37.6)                                | 6.0 (42.8)                                | 10.7 (51.3)                               | 15.5 (59.9)                               | 19.1 (66.4)                               | 22.9 (73.2)                               | 24.3 (75.7)                               | 21.0 (69.8)                               | 15.7 (60.3)                               | 10.1 (50.2)                               | 5.2 (41.4)                                | 13.0 (55.4)                               |
| 最低気温記録 °C （°F）                                       | −8.2 (17.2)                               | −6.8 (19.8)                               | −4.6 (23.7)                               | −0.5 (31.1)                               | 3.6 (38.5)                                | 9.2 (48.6)                                | 13.3 (55.9)                               | 15.5 (59.9)                               | 11.2 (52.2)                               | 2.2 (36)                                  | −2.4 (27.7)                               | −5.6 (21.9)                               | −8.2 (17.2)                               |
| 降水量 mm （inch）                                           | 64.7 (2.547)                              | 64.7 (2.547)                              | 139.5 (5.492)                             | 143.1 (5.634)                             | 152.6 (6.008)                             | 188.8 (7.433)                             | 182.5 (7.185)                             | 139.0 (5.472)                             | 241.5 (9.508)                             | 240.4 (9.465)                             | 107.6 (4.236)                             | 66.4 (2.614)                              | 1,730.8 (68.142)                          |
| 降雪量 cm （inch）                                           | 4 (1.6)                                   | 4 (1.6)                                   | 0 (0)                                     | 0 (0)                                     | 0 (0)                                     | 0 (0)                                     | 0 (0)                                     | 0 (0)                                     | 0 (0)                                     | 0 (0)                                     | 0 (0)                                     | 0 (0)                                     | 9 (3.5)                                   |
| 平均降水日数 （≥0.5mm）                                      | 5.7                                       | 6.3                                       | 11.0                                      | 10.7                                      | 11.1                                      | 13.5                                      | 12.0                                      | 8.8                                       | 12.7                                      | 12.1                                      | 8.6                                       | 6.2                                       | 118.8                                     |
| 平均降雪日数 （≥0cm）                                        | 4.9                                       | 7.0                                       | 3.4                                       | 0.1                                       | 0                                         | 0                                         | 0                                         | 0                                         | 0                                         | 0                                         | 0                                         | 2.3                                       | 17.7                                      |
| % 湿度                                                       | 53                                        | 54                                        | 60                                        | 65                                        | 70                                        | 78                                        | 78                                        | 76                                        | 76                                        | 71                                        | 65                                        | 57                                        | 67                                        |
| 平均月間日照時間                                             | 192.7                                     | 167.2                                     | 168.8                                     | 181.2                                     | 187.4                                     | 135.9                                     | 170.9                                     | 206.4                                     | 141.2                                     | 137.3                                     | 151.1                                     | 178.1                                     | 2,018.3                                   |
| 出典：気象庁（平均値：1991年 - 2020年、極値：1896年 - 現在） |                                           |                                           |                                           |                                           |                                           |                                           |                                           |                                           |                                           |                                           |                                           |                                           |                                           |

| 平均気温の推移                                                 |                                                                |
| -------------------------------------------------------------- | -------------------------------------------------------------- |
| 現在、技術上の問題で一時的にグラフが表示されなくなっています。 |                                                                |
|                                                                | 現在、技術上の問題で一時的にグラフが表示されなくなっています。 |

|  | 現在、技術上の問題で一時的にグラフが表示されなくなっています。 |

|  | 現在、技術上の問題で一時的にグラフが表示されなくなっています。 |

|  | 現在、技術上の問題で一時的にグラフが表示されなくなっています。 |

|  | 現在、技術上の問題で一時的にグラフが表示されなくなっています。 |

|  | 現在、技術上の問題で一時的にグラフが表示されなくなっています。 |

|  | 現在、技術上の問題で一時的にグラフが表示されなくなっています。 |

|  | 現在、技術上の問題で一時的にグラフが表示されなくなっています。 |

|  | 現在、技術上の問題で一時的にグラフが表示されなくなっています。 |

|  | 現在、技術上の問題で一時的にグラフが表示されなくなっています。 |

|  | 現在、技術上の問題で一時的にグラフが表示されなくなっています。 |

|  | 現在、技術上の問題で一時的にグラフが表示されなくなっています。 |

|  | 現在、技術上の問題で一時的にグラフが表示されなくなっています。 |

|  | 現在、技術上の問題で一時的にグラフが表示されなくなっています。 |

|  | 現在、技術上の問題で一時的にグラフが表示されなくなっています。 |

|  | 現在、技術上の問題で一時的にグラフが表示されなくなっています。 |

|  | 現在、技術上の問題で一時的にグラフが表示されなくなっています。 |

|  | 現在、技術上の問題で一時的にグラフが表示されなくなっています。 |

## 歴史

### 現市域各地の前史
横浜市内における遺跡（周知の埋蔵文化財包蔵地）の分布状況は、市教育委員会刊行の『横浜市文化財地図』や、市の公開する行政地図情報（遺跡地図） で参照可能だが、市域内の遺跡数はおよそ2500か所にのぼる。ただし大都市横浜にあって、この内の1700か所はすでに全域的または部分的に開発などによる破壊を受けているという（1998年時点）。
旧石器時代の遺跡は、矢指谷遺跡や北川貝塚・花見山遺跡・けんか山遺跡など、およそ25か所発見されている。
縄文時代の遺跡は市内各所にみられるが、市北部の都筑区では、1970年代から80年代に港北ニュータウン開発に伴って200を超える遺跡が一斉に発掘調査された結果（港北ニュータウン遺跡群）、南堀貝塚や北川貝塚をはじめ三の丸遺跡・二ノ丸遺跡・月出松遺跡・神隠丸山遺跡・華蔵台遺跡など、縄文時代全時期に亘る多数の集落遺跡（貝塚含む）が発見されている。
弥生時代の遺跡は、弥生中期までは少ないが、中期後半以降は、都筑区の大塚・歳勝土遺跡（国の史跡）・大原遺跡（おっぱらいせき）・権田原遺跡（ごんたっぱらいせき）、青葉区の朝光寺原遺跡、港北区の日吉台遺跡群など、方形周溝墓を伴う環濠集落が現れる。
市内における古墳時代の古墳の出現は3世紀後半とされ、現在確認されている市内最古の古墳は2005年（平成17年）に発見された港北区の新羽南古墳（3世紀後半の円墳）である。なお4世紀段階では、弥生時代以来の方形周溝墓のほか、弥生墳丘墓から古墳へと発展する過渡的な特徴を持つ陸橋付き方形周溝墓が併存しており、青葉区の稲ヶ原遺跡などでこの種の方形周溝墓が検出されている。その後4世紀～7世紀にかけて市内各所に古墳（群）や横穴墓（群）が出現したほか、矢崎山遺跡など、同時代の集落遺跡も形成されるようになる。青葉区の朝光寺原古墳群・稲荷前古墳群・市ヶ尾横穴墓群・荏子田横穴、港北区の観音松古墳（日吉台古墳群の1つ。神奈川県内最大級の前方後円墳）、戸塚区の富塚古墳、西区の軽井沢古墳などはこの時代の遺跡である。磯子区の三殿台遺跡（国の史跡）は、縄文時代・弥生時代・古墳時代の集落が同じ台地上に営まれた複合遺跡として知られる。
市域の地名に関する文献上の初出は、『日本書紀』の安閑天皇元年（534年）の条とされる。武蔵国に住む豪族が、橘花（たちばな。橘樹郡）、倉樔（くらす。後に久良（くらき）郡、さらに久良岐郡）ほか4か所を屯倉として献上したと記される。
飛鳥・奈良時代以降は律令制導入に伴い横浜市域にも郡（評）が置かれ、7世紀後半までに市域には武蔵国橘樹郡・久良岐郡・都筑郡、相模国鎌倉郡が置かれた。青葉区の長者原遺跡は、8世紀に成立した都筑郡衙跡とされる。なお、都筑郡の名が見える最古の記録は『万葉集』である。
古代鎌倉郡にあたる栄区の㹨川流域には横穴墓群遺跡が発達し㹨川流域横穴墓群という約20群200基以上にのぼる横穴墓群が点在していた。㹨川上流には上郷深田遺跡という古代関東有数の製鉄遺跡があった。近くの上郷猿田遺跡は製鉄作業に携わる人々のムラだという。
平安時代には各所の開発も進み、坂東八平氏や武蔵七党など、関東武士の力が蓄えられた。市域には、平子氏、榛谷（はんがや、はりがや）氏、稲毛氏、綴党（つづきとう）などの武士団が勢力を張った。今に残る弘明寺、宝生寺など、平安時代以前の建立とされる寺院は、これら有力武士団の支援を受けていたものと考えられる。
延長5年（927年）には、都筑郡の杉山神社が、式内社とされた。この杉山神社には論社がいくつかあり、位置は確定されていない。

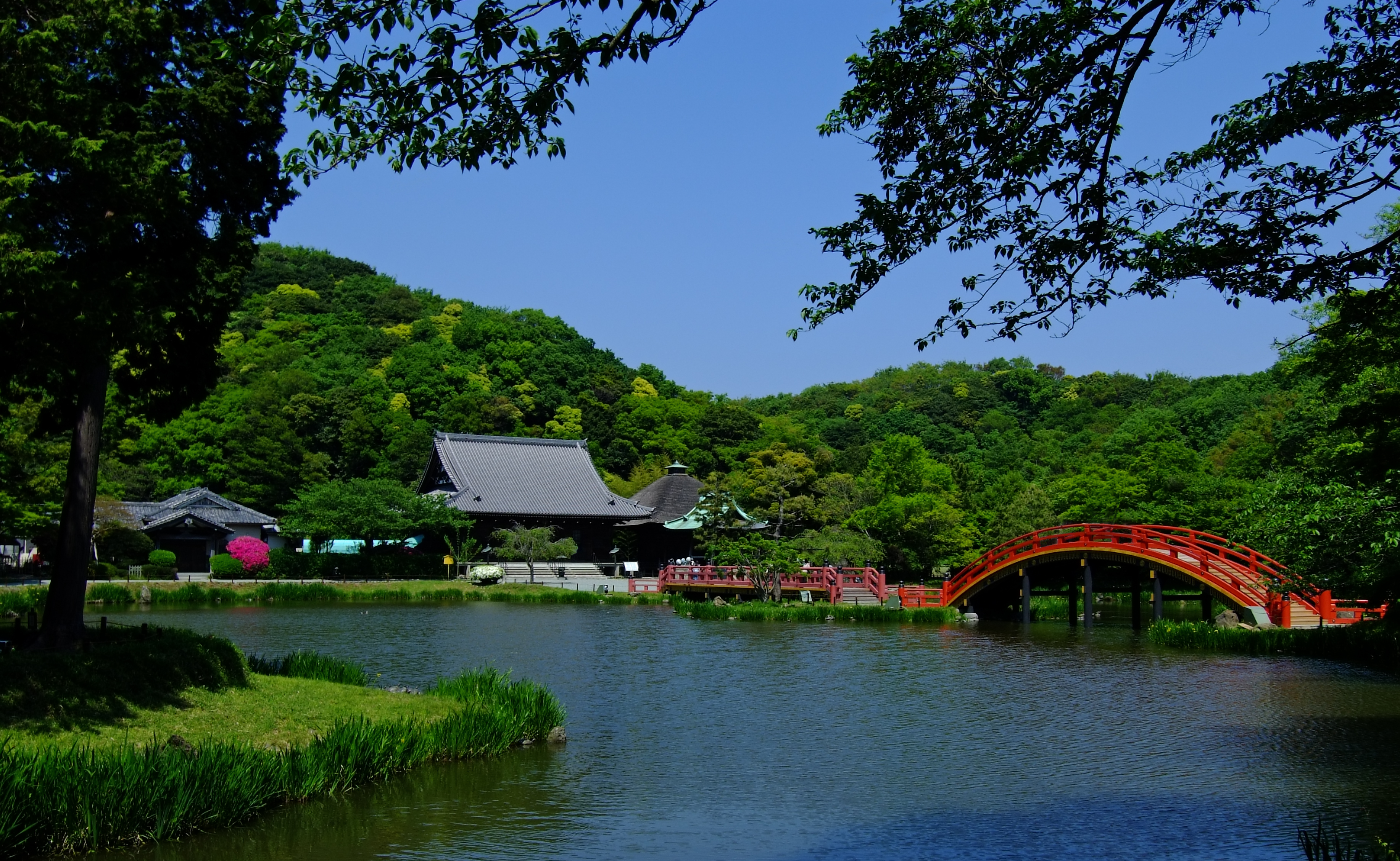
称名寺庭園（金沢区）

市域は、鎌倉に鎌倉幕府が開設された12世紀末（鎌倉時代開始）から本格的に開発が始まった。鶴見川や柏尾川などの河川流域では農業が発達し、13世紀前半には、現在の新横浜周辺地域に当たる小机郷鳥山（港北区小机町・鳥山町）から、多摩川・鶴見川周辺地域が、幕府によって大規模に開発された。また、東京湾に面する六浦湊（金沢区六浦）が鎌倉の玄関口として文化・交易・産業の中心地となり、中国大陸（南宋）との貿易（日宋貿易）や内湾の交易によって栄え、武士や商人・職人・宗教者などが多く集まり賑わいを見せ、東海道に接して栄えた神奈川湊（神奈川区神奈川）とともに漁業と海運業の発達へと繋がっていった。
横浜の名の初出は、室町時代中期の嘉吉2年（1442年）の文献である。この年、平子氏の家臣と思われる市川季氏と比留間範数の両名が、石河宝金剛院（現、南区の宝生寺）に、横浜村の薬師堂免田畠を寄進する旨の文書が残されている。ただしこの横浜は現在の横浜(市政の中心街になっている関内地区)と異なるとされ、現在の横浜市の原型となった武蔵国久良岐郡横浜村は1667年に完成した吉田新田に役場を設置している。
戦国時代に入ると、相模国の伊勢氏が市域を支配下に置いた。伊勢氏改め北条氏にとって小机城と本牧村は重要な拠点であり、小机には「小机衆」と呼ばれる家臣団が、本牧には水軍として編成された漁民達が置かれていた。

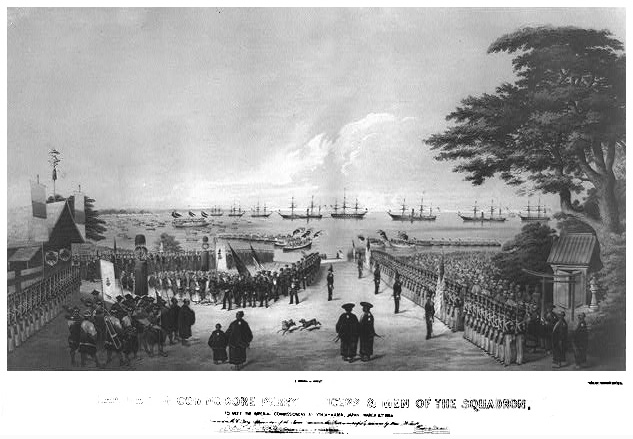
ペリー一行の上陸

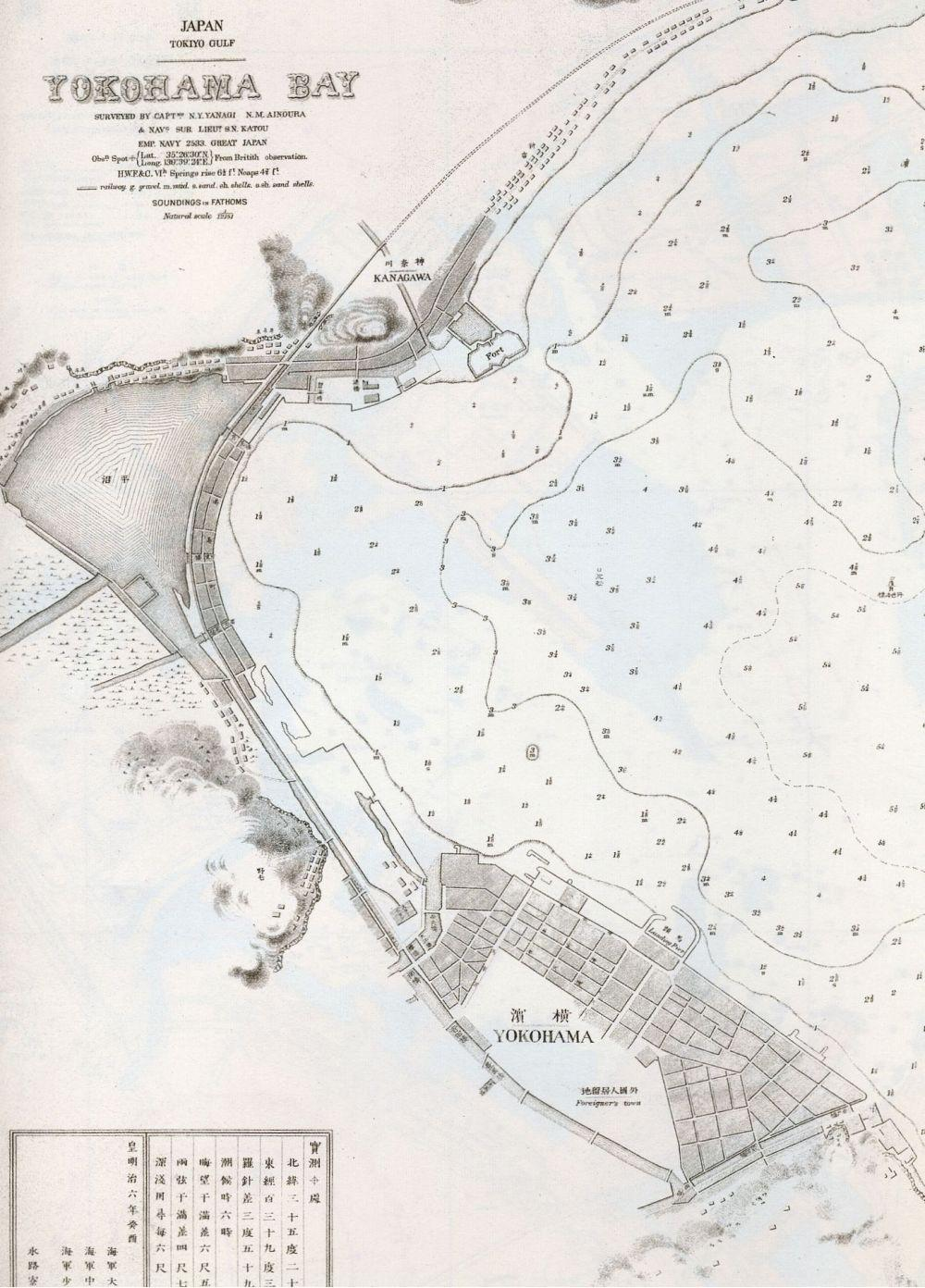
日本海軍水路寮作成海図「武藏國横濱灣」の一部、1874年（明治7年）刊行

江戸幕府が置かれた17世紀以降は、東海道の宿場とされた神奈川宿、程ヶ谷宿（保土ヶ谷宿）、戸塚宿を中心に発展する。特に、神奈川湊を持つ神奈川宿が江戸湾（東京湾）内海交通の要衝の一つとして栄え、対する六浦湊は、歌川広重が金沢八景を浮世絵としたように、風光明媚な景勝地としての色合いを濃くしていった。なお、江戸時代末期までの横浜村は、前出2つの湊とは対照的に、戸数わずか100戸足らず の砂州上に形成された半農半漁の郷村であった。

### 神奈川開港と都市横浜の誕生・発展
横浜村の運命を一変させたのは、当時国交を持たなかったアメリカのマシュー・ペリー率いる黒船の来航であった。太平洋航路の拠点として、また、捕鯨の際の供給基地として日本の港を利用することを望んだアメリカ海軍の黒船一行は六浦藩小柴村沖（現在の金沢区八景島周辺）に無許可のまま2か月間投錨し、幕府の対応を待った後に横浜沖へと進み入り、その後幕府は横浜村に設営した応接所で外交交渉を行った。交渉の結果、嘉永7年/安政元年（1854年）に横浜村で日米和親条約が締結され、安政5年（1858年）には神奈川沖・小柴（現・八景島周辺）のポウハタン号上で日米修好通商条約が締結された。この通商条約に「神奈川」を開港するよう定めたことが、横浜の都市開発の発端となった。
幕府は、東海道に直結し、当時既に栄えていた神奈川湊を避け、外国人居留地を遠ざけるため、対岸の横浜村を「神奈川在横浜」と称して開港地とした。横浜村には、短期間で外国人居留地、深谷市在の笹井万太郎による波止場、運上所（税関）など国際港の体裁が整えられ、安政6年6月2日（1859年7月1日）に横浜港は開港した。横浜市では、6月2日を開港記念日としている。しかし勅許は6年遅れた。文久/元治元年（1864年）には安政五カ国条約の相手国へ横浜鎖港談判使節団を派遣するも失敗。薩英戦争まで起こった。騒然とした世相にもかかわらず、横浜にはジャーディン・マセソン(怡和洋行)、デント商会、そしてオリエンタル・バンクが進出してきた。慶応2年（1866年）には香港上海銀行も支店を出した。明治5年（1872年）にはドイツ銀行までやってきた。

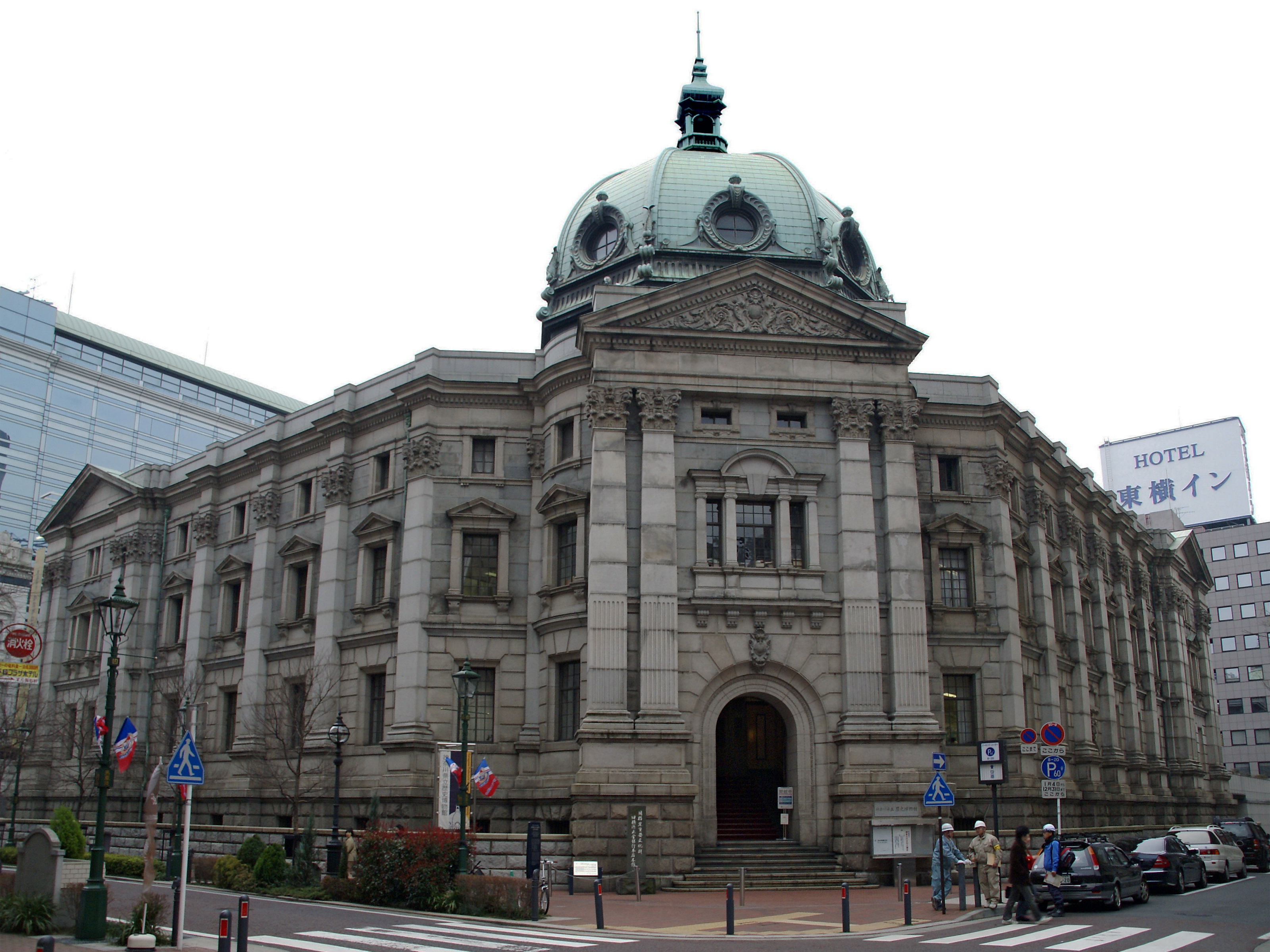
神奈川県立歴史博物館（旧横浜正金銀行本店、中区）

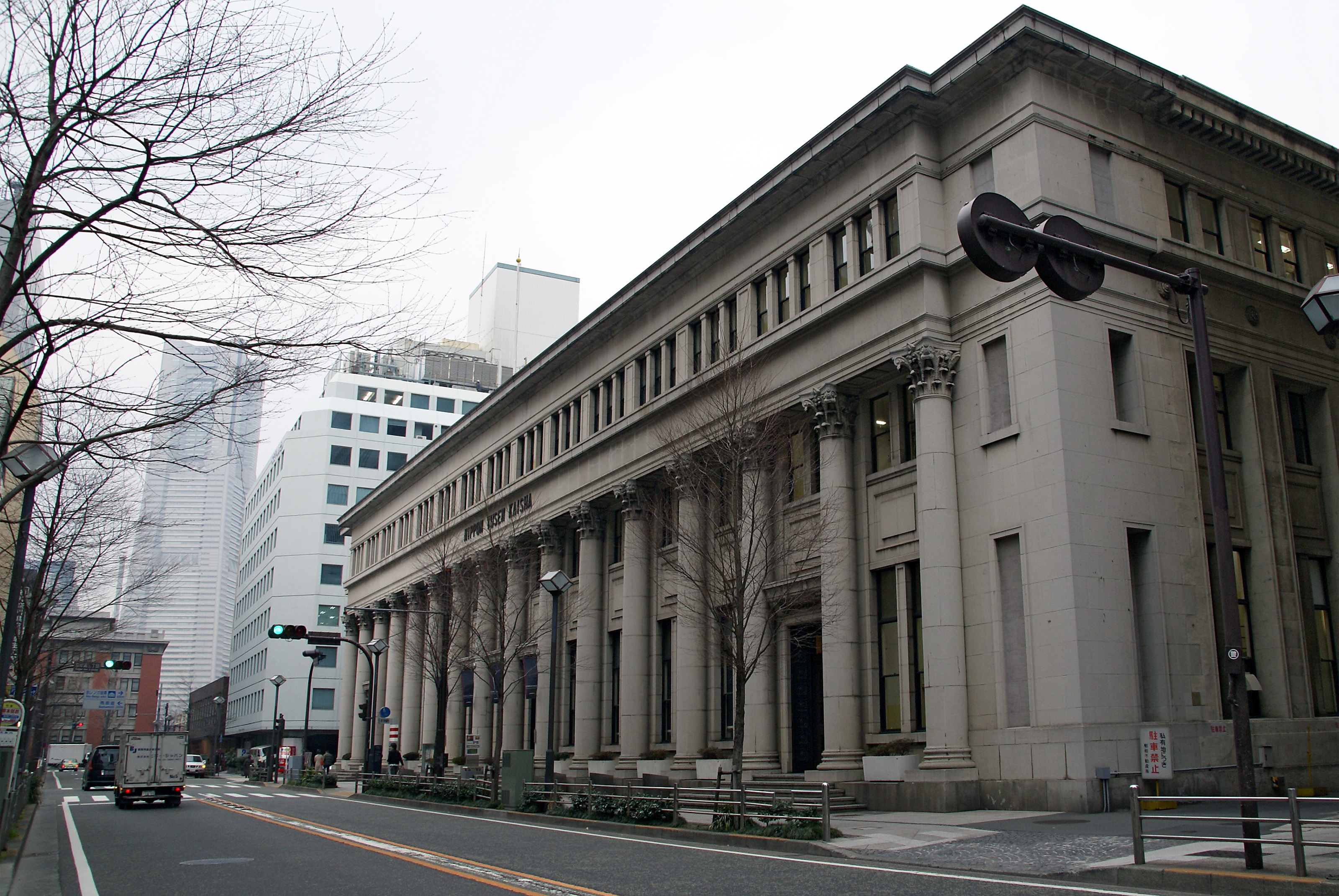
日本郵船横浜支店（中区）

横浜村は幕府が設置した運上所（税関）を境に、以南を外国人居留地（横浜居留地）、以北を日本人居住区とした。境界には関所が置かれ、関所から外国人居留地側を関内、以外を関外と呼んだ。外国人居留地には、イギリスやフランス、ドイツやアメリカを中心とした各国の外国商館が立ち並んだ。今に残る横浜中華街は、外国人居留地の中に形成された中国人商館を起源とする。一方、日本人居住地は横浜町と名付けて5区域に分割し、各区域に名主を置いて総年寄が町全体を統括、初代横浜総年寄には保土ヶ谷宿本陣家第10代当主の苅部清兵衛悦甫が就いた。明治6年、横浜町は第1区1番組に編入され、1874年（明治7年）6月14日大区小区制により第1大区1小区となり、1878年（明治11年）11月21日に郡区町村編制法に基づき、第1大区が横浜区となり、久良岐郡から分離して横浜区長が管轄することとされた。そして、1889年（明治22年）4月1日、市制が施行されると同時に横浜区は市となり、横浜市が誕生した。当時の市域面積は、横浜港周辺の5.4 km²。面積は狭いものの、市制施行当時、すでに戸数27,209戸、人口121,985人（1889年末時点）に達した。その後、関内地区は市政と商業の中心地として発展する。
開港当初の横浜港には、東波止場（イギリス波止場）と西波止場（税関波止場）が設置され、東西波止場はその形から「象の鼻」と呼ばれた。象の鼻は、現在の大さん橋の付け根部分にあたる。ここでの貿易は、生糸、茶、海産物が輸出され、絹織物、毛織物が輸入された。明治3年4月15日（1870年5月15日）には、当時神奈川県知事であった井関盛艮の進言により、横浜及び横浜港の守り神として、野毛山に伊勢山皇大神宮が国費を以て創建され、この日は横浜市の祝日と定められた。明治5年9月12日（1872年10月14日）には、新橋（後の汐留駅。現在は廃止）と横浜（現在の桜木町駅）を繋ぐ日本初の官設鉄道が開通し、新橋・横浜それぞれの会場で盛大に開業式典が執り行われた。同年には、神奈川駅（現在の横浜駅近傍）と鶴見駅も開設されている。当時、生糸貿易の主導権は外国商館にあった。そのため、横浜商人と呼ばれた日本人貿易商は、1873年（明治6年）には生糸改会社を設立して競争力を高め、1881年（明治14年）には生糸荷預所を設立して生糸貿易の主導権確立に努めた。また、横浜商人たちは、県営水道の設置（1887年（明治20年））、横浜共同電灯会社の設立（1890年（明治23年））、十全病院の設立（1891年（明治24年））、生糸検査所、商業会議所の設立（1895年（明治28年））など、都市基盤の整備と商業の発達に大きく寄与した。
1909年（明治42年）には開港50周年を迎え、この年の7月1日から3日間にわたって、横浜開港50年祭と銘打った数々の記念行事が催され、「全市は殆ど家族打連れて外出せしやの観あり」と伝えられた。できたばかりの新港埠頭で行われた式典では、森鷗外の作詞による『横浜市歌』が、市内小学生の合唱によって初めて披露され、各国艦船は祝砲を放った。また、この時、市章の「浜菱」が制定され、市民の寄付による開港記念横浜会館（1917年（大正6年）竣工。現・横浜市開港記念会館、ジャックの塔）の建設が計画されるなど、市制施行20周年と併せて盛大に祝われた。大正時代に入ると、鶴見川河口の埋立が始まって京浜工業地帯が形成され始め、横浜港は工業港としての性格をも持ち始めることとなる。

### 震災と戦災、接収の時代

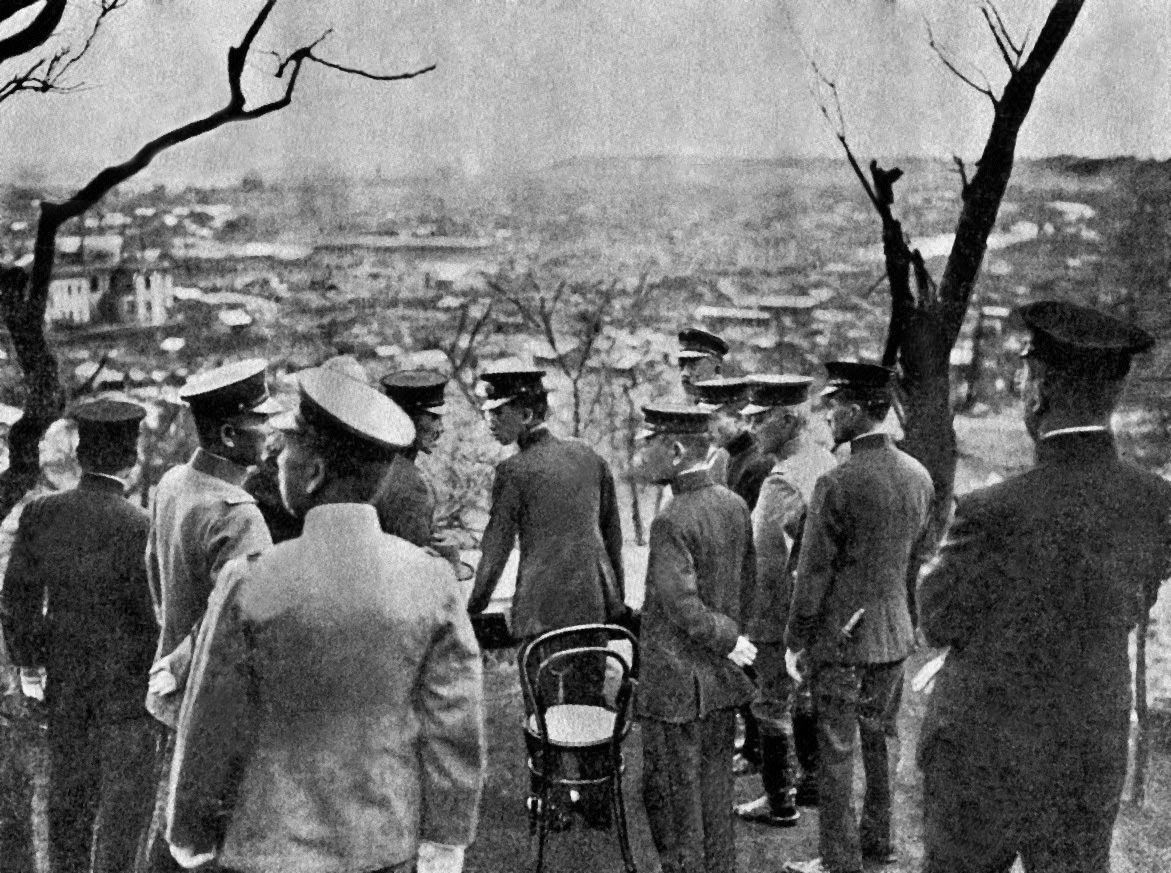
関東大震災直後の横浜を視察する摂政宮（後の昭和天皇）

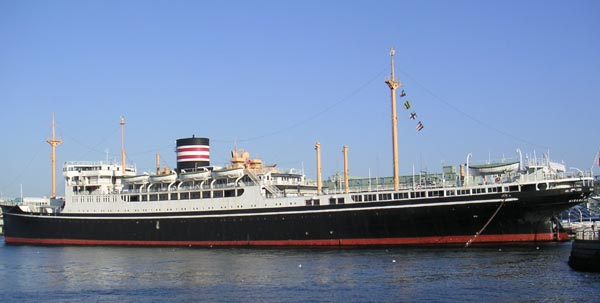
氷川丸（中区）

1923年（大正12年）9月1日に起きた関東大震災（大正関東地震）では、横浜港、関内を始め、市内全域で甚大な被害を受けた。東京より震源に近く、ほぼ直下型地震の直撃を受けた横浜市内は特に壊滅的な被害を受け、各国領事館の建物は全て倒壊。山手（横浜）地区の洋館群も壊滅的被害を受け、港湾機能・対外貿易都市としての機能は完全にマヒした。その後、震災復興事業により、日本大通りの拡幅、山下公園の造成、横浜三塔に数えられる神奈川県庁舎（キングの塔）や横浜税関庁舎（クイーンの塔）の建設などが行われ、1929年（昭和4年）にはほぼ旧状に復した。
昭和時代に入り、1927年（昭和2年）4月に第3次市域拡張が行われ、同年10月には区制が施行されて、鶴見区、神奈川区、中区、保土ケ谷区、磯子区の5区が置かれた。以降も第6次まで続く市域拡張（1939年（昭和14年））と東京湾岸の埋立により市域は拡大し、市域面積は437.38 km²（2006年（平成18年））、行政区の数は18区となっている。1930年（昭和5年）前後には、現在山下公園に係留されている氷川丸など、豪華客船の就航が相次ぎ、横浜港は太平洋航路の乗船地として、客船黄金時代の一翼を担った。また、このころの横浜港は、生糸貿易港から工業港へと変貌し、輸出、輸入とも、機械類・金属製品、鉄鋼の割合が高まった。この傾向は、第二次世界大戦中の軍需生産期、戦後の高度経済成長期を経て、より強まっていった。
第二次世界大戦末期の1945年（昭和20年）5月29日の横浜大空襲では、磯子区から鶴見区に至る沿岸部が焼き尽くされ、中区、西区の中心市街地は壊滅した戦時中を通じての空襲による被害は、罹災面積6,940,000坪、罹災人口399,187人、罹災戸数98,361戸、死者5,830人、負傷者14,215人に及び、市街地の46%が被害を受けた。同年8月の終戦によりイギリス軍やアメリカ軍、ソビエト連邦軍を中心とした連合国軍が進駐し、横浜の中心市街地と横浜港は接収され、都市機能は麻痺した。連合国軍は、横浜税関ビルに連合国軍最高司令官総司令部（GHQ、後に東京の第一生命ビルに移転）と太平洋陸軍総司令部（AFPAC）を置き、軍事拠点とした。戦争末期に連合艦隊司令部など（日吉台地下壕）が置かれた港北区日吉の慶應義塾大学キャンパスもアメリカ軍に接収された。空襲とそれに引き続く接収により、横浜の復興は大幅に遅れた。
1950年（昭和25年）、横浜国際港都建設法が制定され、復興に向けた取り組みが本格化する。1951年（昭和26年）には、サンフランシスコ講和条約が締結され日本の連合国による占領体制が終わり、新たに市長となった実業家で元貴族院議員の平沼亮三の下、接収解除に向けて動き始めた。また、この年には、横浜港の管理が国から市に移管された。条約が発効した翌1952年（昭和27年）以降、大さん橋や山下公園などが次々と接収解除された。1957年（昭和32年）には横浜国際港都建設総合基幹計画が決定され、今日に至るまでの都市計画の骨子となった。なお市域には150万m²余の在日米軍施設がある（2021年（令和3年）1月1日現在）。

### 戦後の発展
1956年9月1日、制度の開始とともに、政令指定都市に指定される。このころから、相模鉄道を中心とした横浜駅西口の開発が始められた。1959年に行われた開港100周年記念祭では、横浜公園平和野球場（現・横浜スタジアム）で、横浜出身の美空ひばりや草笛光子が3万人の観客を前に歌った。1964年5月には根岸線（桜木町 - 磯子）が開通し、同年10月には東海道新幹線の開業に伴い、横浜線との交点に新横浜駅が開設された。横浜駅西口地下街が完成したのもこの年で、横浜駅西口は急速に発展し始めた。また、1960年代後半には中区の元町商店街が活況を呈し、元町ブランドで固めた山手の女子高生たちのファッションは、後に1970年代後半のハマトラ（横浜トラディショナル・ファッション）ブームへと繋がっていく。また、1966年には東急田園都市線（溝の口駅-長津田駅）が開業し、今まで寒村であった市北部が東京のベッドタウンの多摩田園都市として発展し始めた。

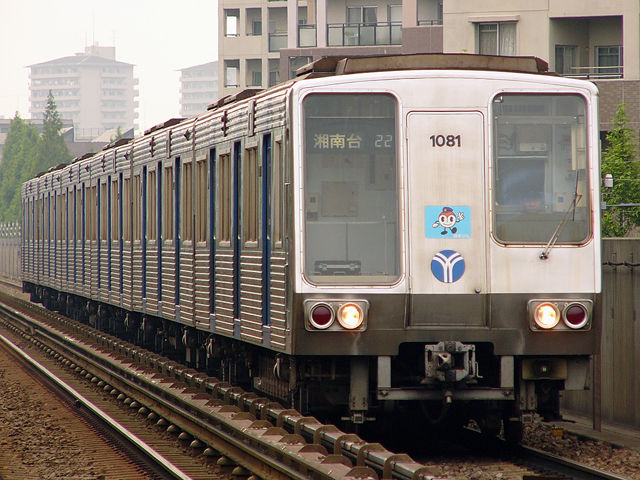
開業時の横浜市営地下鉄車両

1963年、日本社会党の衆議院議員であった飛鳥田一雄が市長となり、「革新首長」のリーダー的存在となった。1965年1月、飛鳥田市政下、横浜市六大事業と呼ばれる都市計画プロジェクトに着手した。これは、(1) 横浜みなとみらい21に代表される都心部強化、(2) 金沢地先埋立事業による中小企業の集約化、(3) 港北ニュータウンの建設によるスプロール現象の抑制と良質な住宅街の提供、(4) 横浜市営地下鉄である高速鉄道建設事業、(5) 高速道路建設事業、(6) 横浜ベイブリッジ建設の6事業からなり、都市基盤の整備と中枢管理機能の充実を図るものである。
まず、高速道路建設に取りかかり、1968年には神奈川県道高速横浜羽田空港線（浅田 - 東神奈川）が開通する。1972年には横浜市営地下鉄（上大岡駅 - 伊勢佐木長者町駅）が開通した。また、1979年には横浜横須賀道路日野―朝比奈間が開通し、1981年には狩場―日野間を、1982年には朝比奈―逗子間と逗子―衣笠間を供用開始した。

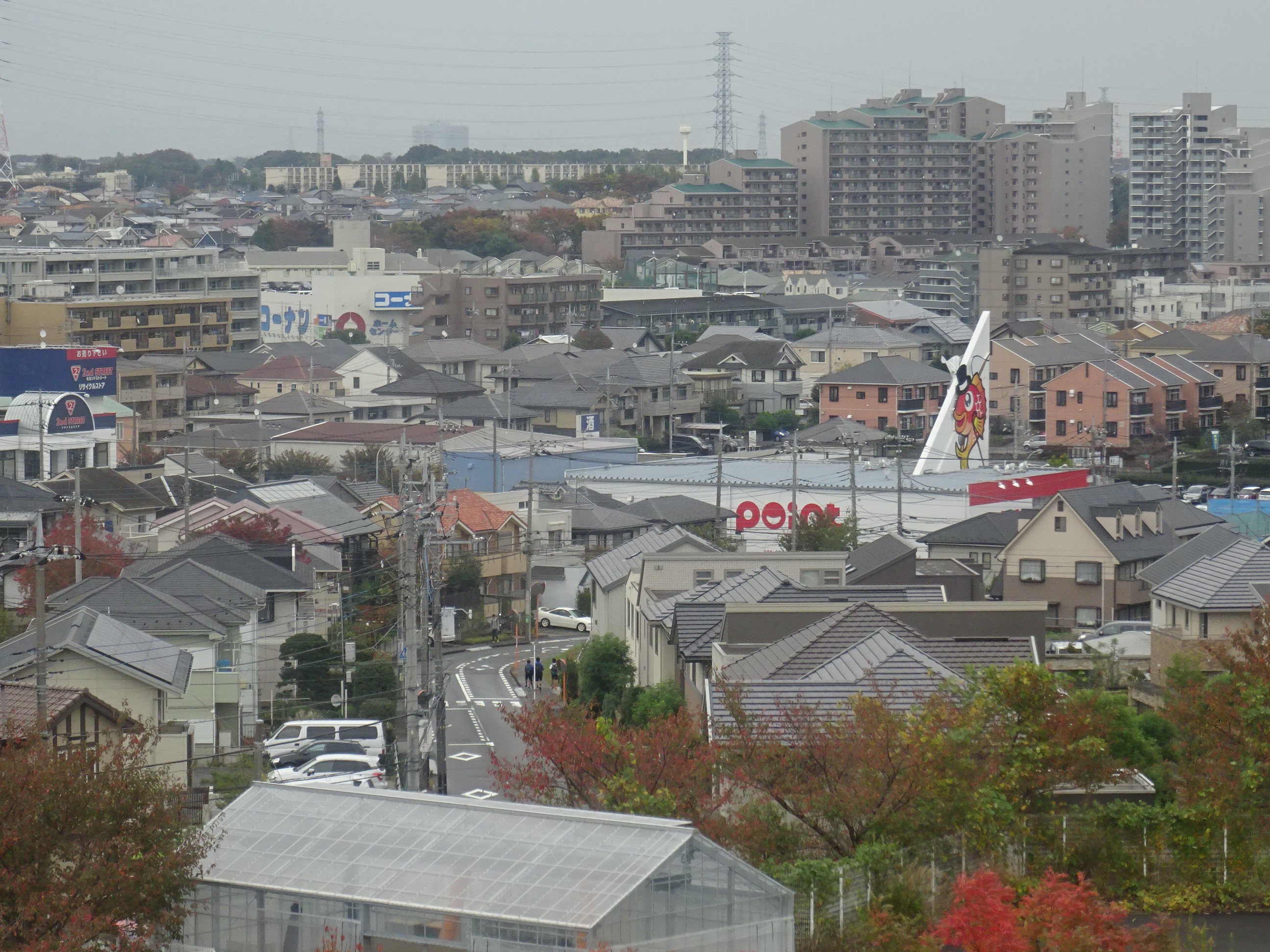
港北ニュータウン（都筑区）

1977年には金沢地先埋立が完成し、1990年に大黒埠頭の埋立（第2期）が完成すると、横浜の東京湾沿岸における大規模埋立事業は一段落した。日本社会党委員長として国政に復帰した飛鳥田のあとを受けて、1978年に市長となった細郷道一も、六大事業の推進に力を注いだ。1980年（昭和55年）には港北ニュータウンの入居が始まり、1985年には人口が300万人を超えた。また、1978年には横浜スタジアムが完成し、横浜大洋ホエールズ（現・横浜DeNAベイスターズ）の本拠地となった。
1989年、市制100年と開港130年を記念して、横浜博覧会が開催された。同年には横浜ベイブリッジも開通し、1994年の鶴見つばさ橋開通と合わせて、首都高速湾岸線の整備・延伸が進んだ。1990年、急逝した細郷のあとを引き継いで市長となった高秀秀信は、六大事業の中心となる都心部強化、横浜駅周辺地区と関内地区の間を繋ぐ横浜みなとみらい21地区の整備を本格化させた。1993年には、みなとみらい21地区のシンボルとなる横浜ランドマークタワーが完成した。

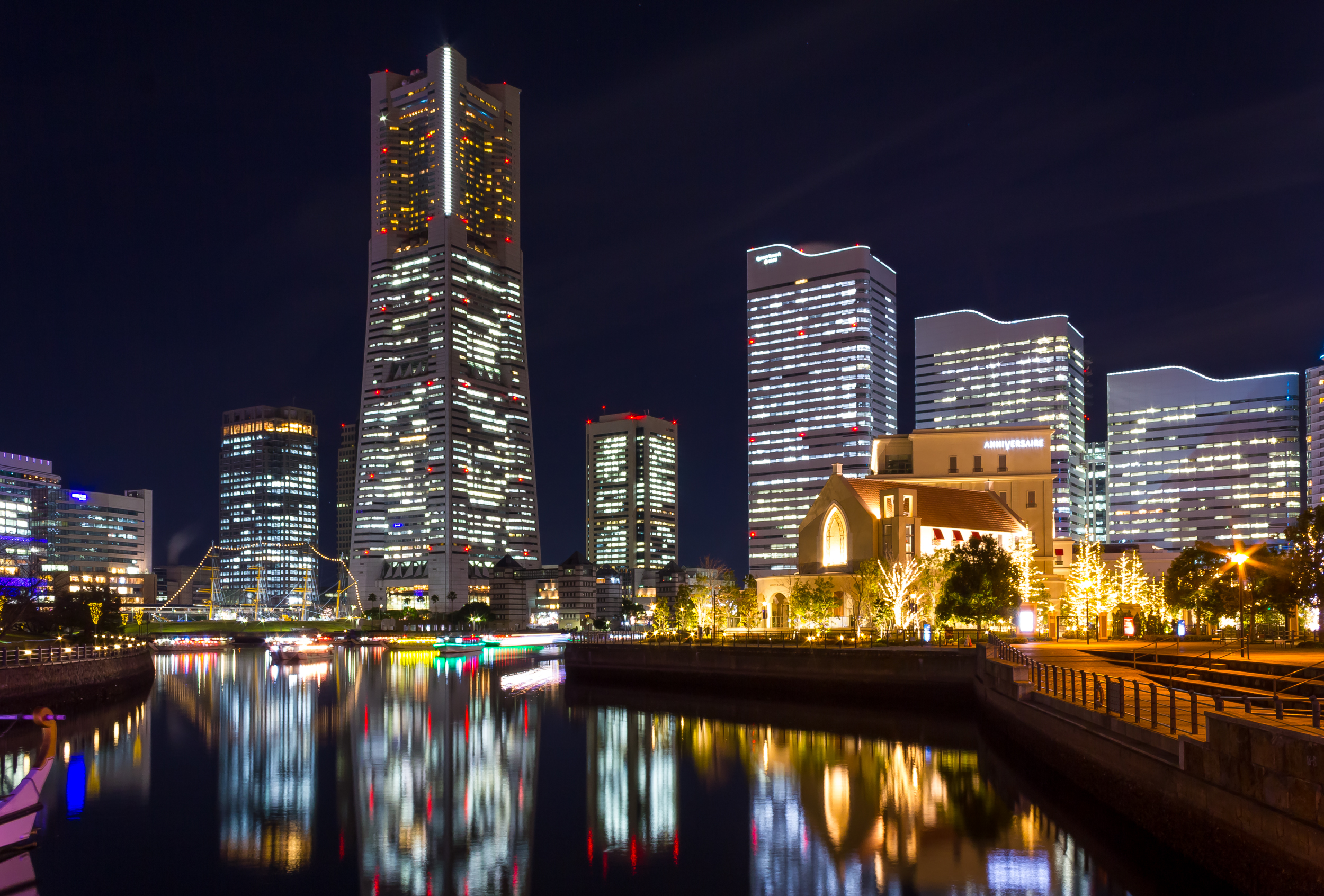
みなとみらい21（西区・中区）

高秀は、六大事業の継続に加え、港北ニュータウンや新横浜などにおける横浜市北部での新規事業を追加した。1999年（平成11年）よこはま動物園ズーラシアが開園し、1998年に完成した横浜国際総合競技場（現在の日産スタジアム）と横浜国際プールは高秀市政の象徴となった。2002年には、国際総合競技場で2002 FIFAワールドカップの決勝が行われ、国際プールではパンパシフィック水泳選手権が行われた。また、2002年には、横浜港大さん橋国際客船ターミナルの建替が完成した。横浜国際港都建設法に基く国際港都建設事業である横浜市内の都市計画道路は戦後進捗が遅れていたが、高秀市政期に事業化された区間も多く、一定の進歩が見られた。2004年2月には、横浜高速鉄道みなとみらい線が開業した。
2002年、高秀と争って新たに市長となった中田宏は財政改革、行政改革、医療と教育の民営化を軸にした政策を打ち出した。主な政策としては家庭廃棄物の分別収集、外郭団体の見直しや統廃合、公立病院や保育園の民営化、交通局や水道局の構造改革、新緑税導入、横浜都心の立地企業増加に向けた企業立地促進条例の制定、横浜港への客船寄港促進などを実施。2008年度（平成20年度）には、1961年度以来47年ぶりに、普通交付税の不交付団体となるなど成果に現れた。また国際コンベンションも積極的に誘致し、2010年日本APECの開催を実現した。一方では都市計画道路整備の予算が減少し、事業速度の低下がみられた。
2009年、開港150周年・市制施行120周年を迎え、横浜市などが設立した財団法人横浜開港150周年協会が中心となって、様々な記念事業・祝祭イベントが行われた。同年4月28日から9月27日まで横浜みなとみらい21新港地区で開国博Y150が始まり（7月4日から9月27日まで、ヒルサイドエリア（横浜動物の森公園）でも開催）、4月19日には横浜動物の森公園で第20回全国「みどりの愛護」の集いが開催された。5月31日には横浜国際平和会議場（パシフィコ横浜）国立大ホールにおいて横浜開港150周年記念式典が挙行された。このほか、開港150周年を記念したプロジェクトとして、「象の鼻」地区を中心とした広場や緑地の整備、「開港150周年の森」づくり、横浜マリンタワーの再整備、横浜市立横浜サイエンスフロンティア高等学校の開校 などが実施された。また、同年7月に任期途中で中田が市長職を辞任した。第45回衆議院議員総選挙と同じ同年8月30日に行われた市長選挙で、東京日産自動車販売代表取締役社長の林文子が新たな市長に選ばれた。
2010年11月13日から14日には、パシフィコ横浜が2010年日本APECの参加国首脳会議の会場になった。2011年3月11日の東日本大震災では、市内各所で震度5強の揺れを観測。ごく少数ではあるものの、地震動による建造物の全半壊、液状化現象による建物損壊がみられ、大規模な停電が発生し、少数の死傷者などの被害が発生した。また、福島第一原子力発電所事故により放出された放射性物質が市域にも降下したため、土壌の除染などの対応が採られた。
2013年5月には、保育所待機児童数がゼロとなったことを発表した。これは、「横浜方式」と呼ばれる一連の待機児童解消政策の成果とされる。また同月、人口が370万人を突破した。
2019年8月には、第7回アフリカ開発会議（TICAD7）がパシフィコ横浜で開催された。また9月から11月にかけて、ラグビーワールドカップが日本で開催。横浜国際総合競技場では、決勝戦を含む6試合が開催された。10月には、客船ターミナルを中核とした複合施設、横浜ハンマーヘッドがオープン。11月には、相鉄・JR直通線が開業した。
横浜市の中心部は企業集積が進み、2020年に横浜市単独で福岡・札幌・京都・神戸の都市雇用圏の合計人口を超えるなど、発展を続けている。6月には、超高層ビルの8代目にあたる新市庁舎に正式移転。10月、横浜市は、カジノを含む統合型リゾート施設（IR）の経済波及効果を公表。経済波及効果は年間7,400億から9,700億円、自治体への増収効果は年間860億から1千億円。雇用創出効果は年間91,000人から1190,00人。しかし、2021年8月、市長に山中竹春が就任。9月にはIR誘致の撤回を表明した。
コロナ禍の2021年、横浜市は、22年ぶりに東京都からの移動が転入超過に転じた。東京23区からの転入者が目立つ。神奈川県内でも、横浜市よりも「東京23区に近い川崎市」からの転入者が転出者を上回った。横浜市の政策局に拠れば、「東京に近いエリアで流れが変わった」という。
2024年、一般社団法人夜景観光コンベンション・ビューローが主催した、日本新三大夜景都市で2位を獲得。

### 行政区域の変遷

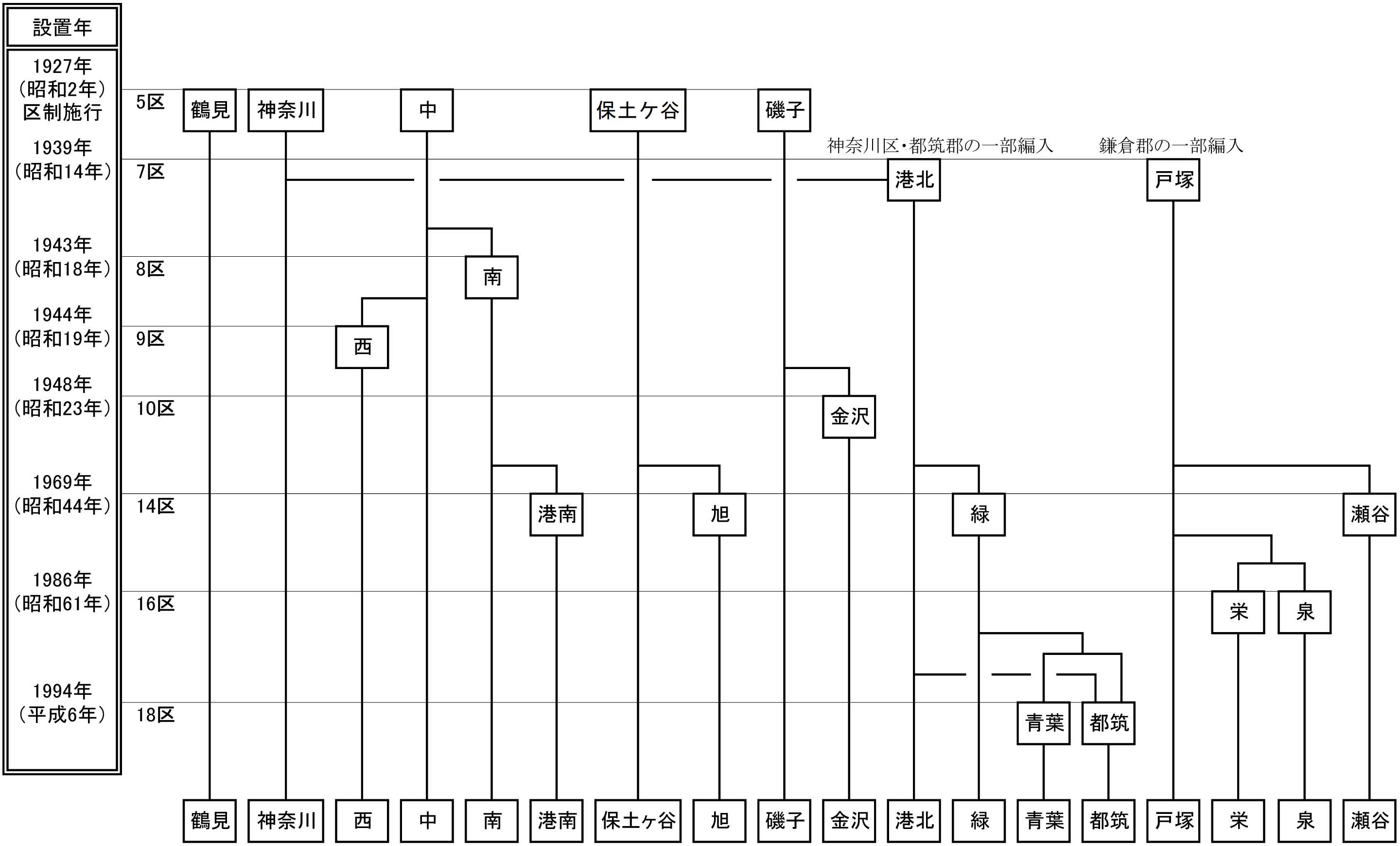

市制施行時の町名
1889年（明治22年）に横浜区が市制を施行した時の138町の町名。海岸通、駿河町、富士見町は2か所に存在。
その後の変遷
「市政記録」（2007年版）、第1部市勢編より
| 年月日                    | 事柄 | 面積 (km²) |
| ------------------------- | --- | ---------- |
| 1889年（明治22年）4月1日  | 市制施行 | 5.40       |
| 1901年（明治34年）4月1日  | 第1次市域拡張（橘樹郡神奈川町、久良岐郡戸太町・中村・本牧村・根岸村を編入） | 24.80      |
| 1911年（明治44年）4月1日  | 第2次市域拡張（橘樹郡子安村の一部（大字子安）、久良岐郡屏風浦村の一部（大字磯子、滝頭、岡）・同郡大岡川村の一部（大字堀ノ内、井土ケ谷、蒔田、弘明寺、下大岡）を編入） | 36.71      |
| 1927年（昭和2年）4月1日   | 第3次市域拡張（橘樹郡鶴見町・保土ケ谷町・旭村・大綱村・城郷村、久良岐郡屏風浦村・大岡川村・日下村、都筑郡西谷村を編入） | 133.88     |
| 同年10月1日               | 区制施行。鶴見区、神奈川区、中区、保土ケ谷区、磯子区の5区を置く。 | -          |
| 1936年（昭和11年）10月1日 | 第4次市域拡張（久良岐郡金沢町・六浦荘村を磯子区に、鎌倉郡永野村を中区に編入）これによって、久良岐郡が消滅。 | 168.02     |
| 1937年（昭和12年）4月1日  | 第5次市域拡張（橘樹郡日吉村の一部（大字駒林、駒ケ橋、箕輪と矢上、南加瀬の各一部）を神奈川区に編入） | 173.18     |
| 1939年（昭和14年）4月1日  | 第6次市域拡張（都筑郡都岡村・二俣川村を保土ケ谷区に編入。同郡川和町・新治村・田奈村・中里村・山内村・中川村・新田村を編入し、港北区（1代目）を新設。鎌倉郡戸塚町・中川村・川上村・豊田村・本郷村・中和田村・瀬谷村・大正村を編入し、戸塚区を新設）。鎌倉郡から戸塚区、都筑郡から港北区（1代目）を新設。これによって、都筑郡が消滅。 | 400.97     |
| 1943年（昭和18年）12月1日 | 中区から南区を分区新設。神奈川区の一部を中区に編入。 | -          |
| 1944年（昭和19年）4月1日  | 中区から西区を分区新設。 | -          |
| 1948年（昭和23年）5月15日 | 磯子区から金沢区を分区新設。 | -          |
| 1956年（昭和31年）9月1日  | 政令指定都市に指定。 | -          |
| 1969年（昭和44年）10月1日 | 南区を（新）南区と港南区に分割。戸塚区を（新）戸塚区と瀬谷区に分割。保土ケ谷区を（新）保土ケ谷区と旭区に分割。港北区（1代目）を港北区（2代目）と緑区（1代目）に分割。港北区の一部（上菅田町、新井町）を（新）保土ケ谷区に編入。 | 417.29     |
| 1986年（昭和61年）11月3日 | 戸塚区を（新）戸塚区と栄区と泉区に分割。 | 430.80     |
| 1994年（平成6年）11月6日  | 港北区（2代目）と緑区（1代目）を再編し、港北区（3代目）、緑区（2代目）、青葉区、都筑区を新設。 | 433.20     |
| 2008年（平成20年）4月1日  | - | 437.38     |

行政区制の沿革

## 人口
| 横浜市（に相当する地域）の人口の推移 \| 1970年（昭和45年） \| 2,238,253人 \| \| \| 1975年（昭和50年） \| 2,621,771人 \| \| \| 1980年（昭和55年） \| 2,773,674人 \| \| \| 1985年（昭和60年） \| 2,992,926人 \| \| \| 1990年（平成2年） \| 3,220,331人 \| \| \| 1995年（平成7年） \| 3,307,136人 \| \| \| 2000年（平成12年） \| 3,426,651人 \| \| \| 2005年（平成17年） \| 3,579,628人 \| \| \| 2010年（平成22年） \| 3,688,773人 \| \| \| 2015年（平成27年） \| 3,724,844人 \| \| \| 2020年（令和2年） \| 3,777,491人 \| \| |             |  |
| 総務省統計局 国勢調査より |             |  |
| 1970年（昭和45年） | 2,238,253人 |  |
| 1975年（昭和50年） | 2,621,771人 |  |
| 1980年（昭和55年） | 2,773,674人 |  |
| 1985年（昭和60年） | 2,992,926人 |  |
| 1990年（平成2年） | 3,220,331人 |  |
| 1995年（平成7年） | 3,307,136人 |  |
| 2000年（平成12年） | 3,426,651人 |  |
| 2005年（平成17年） | 3,579,628人 |  |
| 2010年（平成22年） | 3,688,773人 |  |
| 2015年（平成27年） | 3,724,844人 |  |
| 2020年（令和2年） | 3,777,491人 |  |

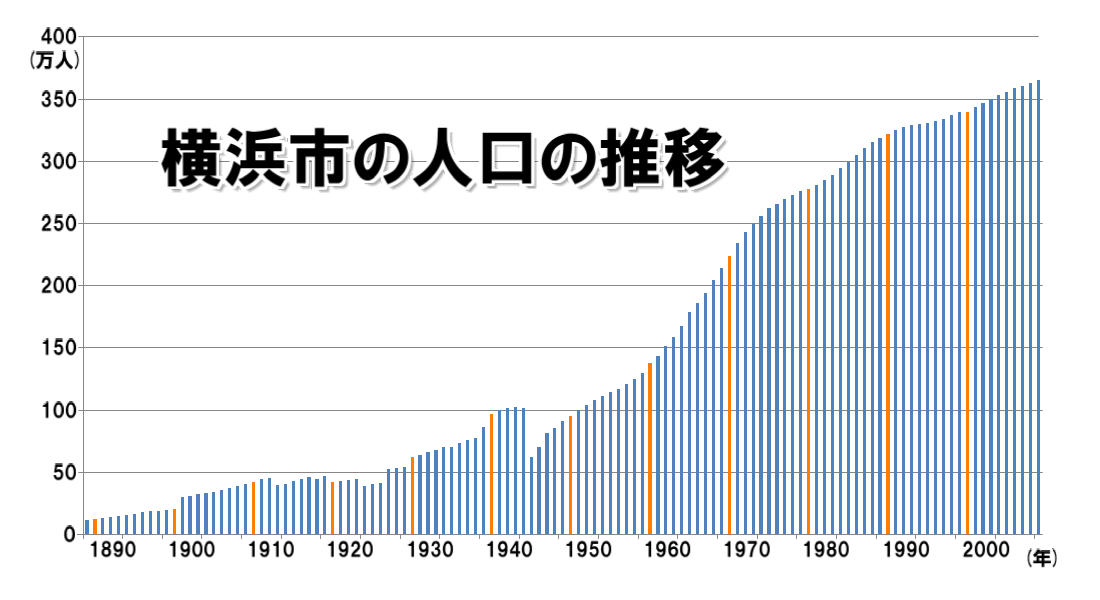
横浜市の人口の推移（1889年（明治22年）から2009年（平成21年）まで）

横浜市の人口は、1920年（大正9年）の第1回国勢調査では同じ国際港湾都市の神戸市より約19万人少なく、1923年（大正12年）の関東大震災による人口減により、1925年（大正14年）の第2回国勢調査では神戸市との差が約24万人に開いてしまった。しかし、震災からの復興過程において横浜港が京浜工業地帯の中核を担う工業港へと発展して全国から労働人口を吸引し、市域拡張を1939年（昭和14年）までに済ませた結果、1940年（昭和15年）の第5回国勢調査では神戸市を僅差で抜くに至り、1942年（昭和17年）に100万人を超えた。
戦災被害により減少したものの、1951年（昭和26年）に再び100万人を超え、1968年（昭和43年）に200万人を超えて名古屋市を抜き、1978年（昭和53年）には大阪市を抜いて東京都区部に次ぐ大都市中第2位となり、1985年（昭和60年）には300万人を超えた。現在は、3,773,476人（2025年7月1日現在） と、全国の基礎自治体（市町村および特別区）のなかで最も多くなっており、これは10番目に人口が多い都道府県である静岡県をも上回っている（都市人口順位、都道府県人口順位も参照）。終戦直後の1945年（昭和20年）11月の人口調査で624,994人 だった横浜市の人口は、戦後の76年間で約315万4千人増加して約6倍に膨れ上がり、2021年（令和3年）に377万9千人に達してピークを迎えた。
横浜市の人口が多い理由は、面積が広く（横浜市の面積は、神奈川県の総面積の18.0%を占め、市人口第2位の大阪市の面積の約2倍、第3位の名古屋市の約1.5倍に上る）、丘陵・台地は多いものの山地が無いため、宅地開発が比較的容易であることなどが挙げられる（山地を削り海面を埋め立てて宅地開発を行った神戸市と対照的）。戦前にはまだ京急本線や東海道本線沿線の沿岸部に限られていた京浜のコナーベーションは、高度経済成長期になると東京一極集中の傾向もあいまって内陸部にまで急速に膨張した。これにより、横浜市も東京都区部のベッドタウンとしての性格が強まり、とりわけ横浜市中心部を経由しない東急田園都市線沿線の宅地開発は、東京都区部へ通勤・通学するいわゆる「横浜都民」の増加をもたらした。2020年（令和2年）の第21回国勢調査によれば、横浜市の昼夜間人口比率（常住人口（夜間人口）に対する昼間人口の比率）は91.1となっており、21大都市（東京都区部および政令指定都市20市）中18位という低いものになっている。横浜市の昼夜間人口比率は長らく低落傾向を示していたが、1990年代初めに底を打って以降、ゆるやかな上昇傾向が続いている。
なお、東京都特別区部への通勤率は横浜市平均で23.7% で、最も高いのが青葉区の36.0%で最も少ないのが瀬谷区の12.8%となっている。 行政区別の人口が最も多いのは港北区の367,529人で、以下、青葉区307,423人、鶴見区298,453人、戸塚区281,918人と続く。人口の最も少ない区は西区で108,219人、以下、栄区120,057人、瀬谷区120,940人、中区154,241人と続く。

### 人口動態概要
2024年現在約377万人となっている。従来は人口増加が続いてきたが近年は自然減少が社会増加を上回っており人口減少に転じている。人口動態の傾向としては都心回帰の流れもあり都心に近い鶴見区や中区では人口増加が続いてる一方で、金沢区や瀬谷区などは人口減少になっている。横浜市の人口は景気による相関関係が見られるのが特徴であり、高度経済成長期の1960年から1970年代半ばには年間8万人前後、バブル期の1980年から1990年までは年間4.5万人の人口増加があった一方で、オイルショック期の1975年から1980年までは年間3万人前後、バブル崩壊の1990年から1995年は年間1.7万人の人口増加に留まるなどしている。
| 実施年 | 横浜市人口(人) | 横浜市増加数(人) | 横浜市増加率(%) | 国内増加率(%) | 大都市人口増加率順位 |
| ------ | -------------- | ---------------- | --------------- | ------------- | -------------------- |
| 1950年 | 951,189        | -                | -               | -             | -                    |
| 1955年 | 1,143,687      | 192,498          | 20.2            | 7.3           | 7位                  |
| 1960年 | 1,375,710      | 232,023          | 20.3            | 4.6           | 3位                  |
| 1965年 | 1,788,915      | 413,205          | 30.0            | 5.2           | 5位                  |
| 1970年 | 2,238,264      | 449,349          | 25.1            | 5.5           | 4位                  |
| 1975年 | 2,621,771      | 383,507          | 17.1            | 7.9           | 7位                  |
| 1980年 | 2,773,674      | 151,903          | 5.8             | 4.6           | 12位                 |
| 1985年 | 2,992,926      | 219,252          | 7.9             | 3.4           | 4位                  |
| 1990年 | 3,220,331      | 227,395          | 7.6             | 2.1           | 5位                  |
| 1995年 | 3,307,136      | 86,805           | 2.7             | 1.6           | 9位                  |
| 2000年 | 3,426,651      | 119,515          | 3.6             | 1.1           | 8位                  |
| 2005年 | 3,579,628      | 152,977          | 4.5             | 0.7           | 2位                  |
| 2010年 | 3,688,773      | 109,145          | 3.0             | 0.2           | 6位                  |
| 2015年 | 3,724,844      | 36,111           | 1.0             | 0.8           | 11位                 |
| 2020年 | 3,777,491      | 52,647           | 1.4             | 0.8           | 7位                  |

### 今後の展望
2020（令和2）年国勢調査の結果を基準人口として行われた将来人口推計によると、上述の通り横浜市の人口は2021年でピークを迎え減少に転じており、2070年には約301万人に減少すると推計された。また、65歳以上の人が占める割合（高齢化率）は2065年には約37％に達するとされている。
2020年の国勢調査の独自の集計による人口・世帯数の速報値によると、横浜市の1世帯あたりの人数は2.15人で1920年の統計開始以来、過去最少となった。神奈川区（1.91人）、中区（1.77人）、西区（1.85人）、南区（1.91人）は2人未満だった。
| 結果     | 2015年 | 2020年 | 2025年 | 2030年 | 2035年 | 2040年 | 2045年 | 2050年 | 2055年 | 2060年 | 2065年 |
| -------- | ------ | ------ | ------ | ------ | ------ | ------ | ------ | ------ | ------ | ------ | ------ |
| 中位推計 | 3,725  | 3,733  | 3,710  | 3,665  | 3,602  | 3,524  | 3,437  | 3,346  | 3,249  | 3,139  | 3,020  |
| 高位推計 | 3,725  | 3,754  | 3,762  | 3,746  | 3,708  | 3,653  | 3,591  | 3,529  | 3,467  | 3,398  | 3,317  |
| 低位推計 | 3,725  | 3,712  | 3,660  | 3,588  | 3,502  | 3,402  | 3,292  | 3,175  | 3,047  | 2,904  | 2,753  |

（単位：千人）
- 市内の世帯数は今後増加し、2030年に169万８千世帯でピーク（前回2012（平成24）年推計とピークの時期は変わらず）
- 「単独世帯」は2035年、「夫婦のみの世帯」は2045年まで増加が続き、「夫婦と子供からなる世帯」は減少が続く
- 家族類型別世帯数は、「単独世帯」、「夫婦と子供からなる世帯」、「夫婦のみの世帯」の順で多いが、2050年には「夫婦のみの世帯」が「夫婦と子供からなる世帯」を上回る
- 65歳以上の「単独世帯」の割合は年々増加し、2065年には世帯の総数の19.3％に
- 港北区、西区、鶴見区は、今後も人口の増加が続き、人口のピークは、それぞれ2036年（2037年も同数）[103][104]、2041年、2042年。
- 南区、港南区、旭区、金沢区、栄区、泉区、瀬谷区では、今回の推計期間中（2015年～2065年）、人口の減少が続く[105][106][107]。
- 神奈川区、中区、保土ケ谷区、磯子区、緑区、青葉区、都筑区、戸塚区は2015年以降、数年から十数年程度の間増加し、その後人口の減少が始まる[108]。
- 65歳以上の人口が占める割合が高い区は、2015年時点で栄区（29.3％）、旭区（28.2％）、泉区（27.0％）。2065年では港南区（38.8％）、金沢区（38.7％）、旭区（38.1％）。0～14歳の人口が占める割合が高い区は、2015年時点で都筑区（17.0％）、青葉区（13.9％）。2065年では鶴見区（12.0％）、都筑区（11.9％）、瀬谷区（11.4％）[109]。

## 国政・県政

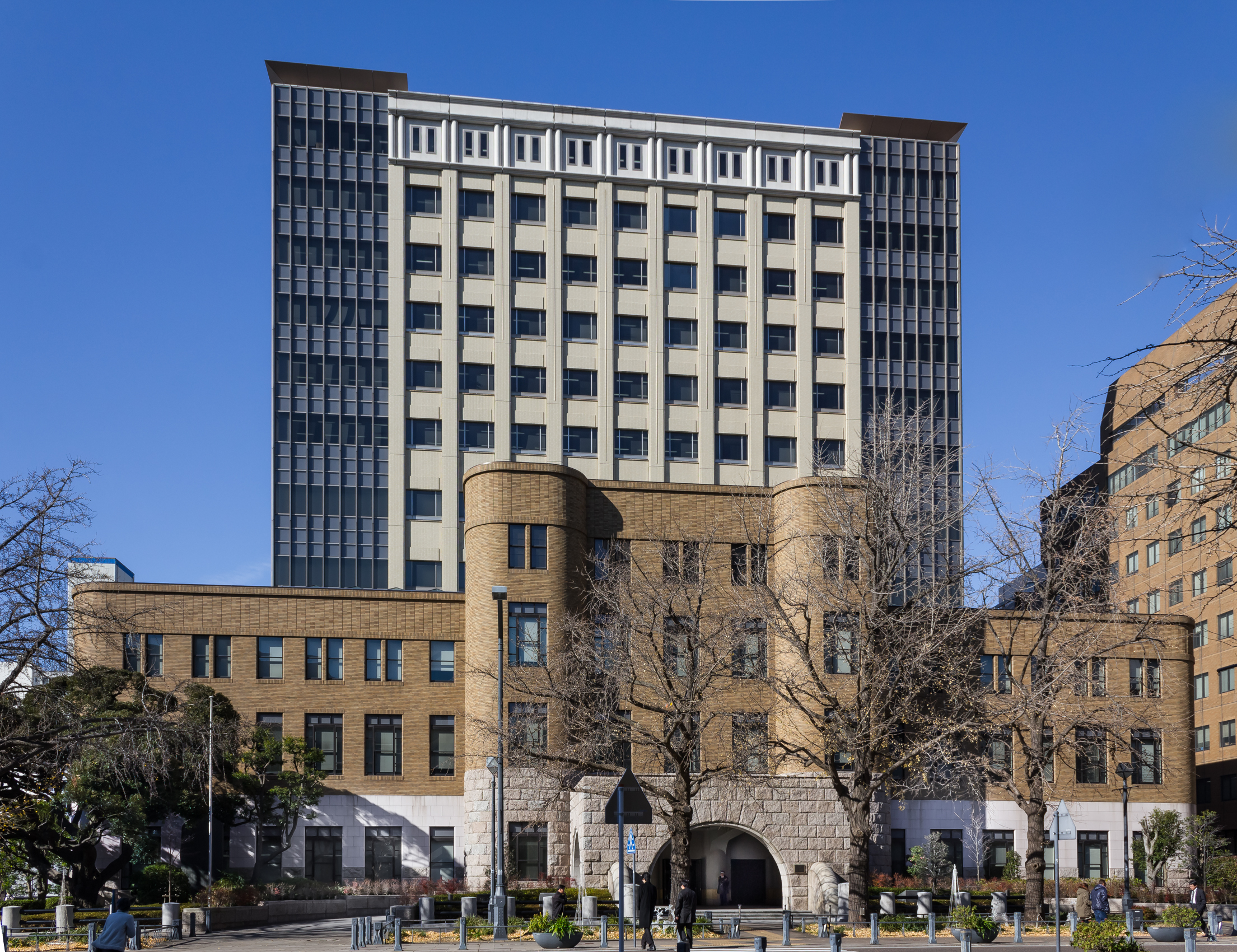
横浜地方裁判所

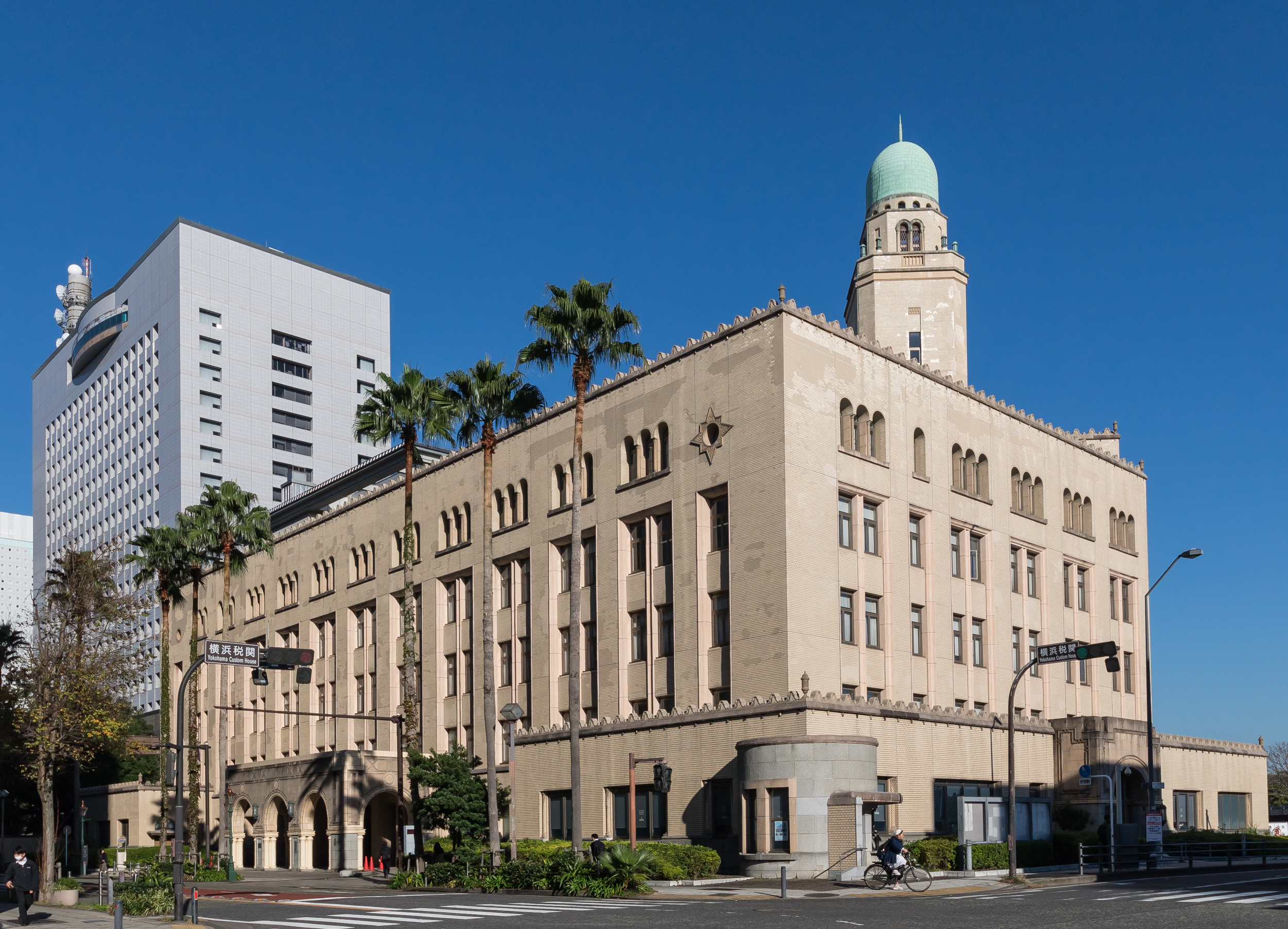
横浜税関（クイーンの塔）

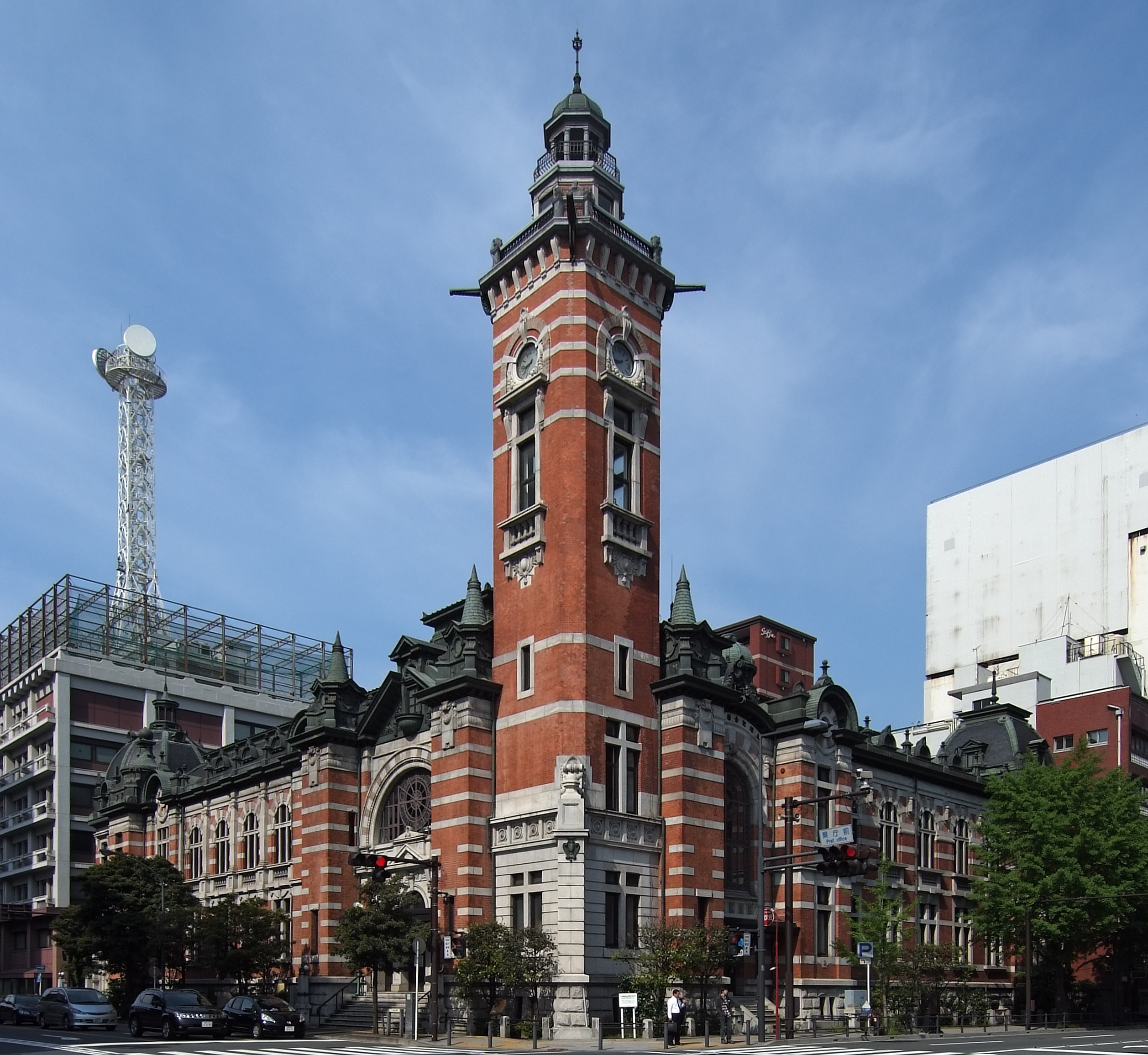
横浜市開港記念会館（ジャックの塔）

### 国などの機関
横浜市に置かれる国、独立行政法人、特殊法人の機関は以下の通り。横浜市に置かれる各省庁の地方支分部局のうち、関東地方（もしくはそれよりも広い地域）を統括するものは、国土交通省の関東地方整備局（港湾空港部）・関東運輸局、海上保安庁第三管区海上保安本部など、数少ない。それらの多くは中区山下町の横浜地方合同庁舎、もしくは中区北仲通の横浜第2合同庁舎（旧生糸検査所）に所在する。
| 国の行政機関 | 国の行政機関 |
| --- | --- |
| - 警察庁：関東管区警察局神奈川県情報通信部 - 総務省：関東管区行政評価局神奈川行政評価事務所 - 法務省：横浜刑務所、横浜拘置支所、横浜少年鑑別所、横浜保護観察所、横浜地方法務局、出入国在留管理庁東京出入国在留管理局横浜支局、公安調査庁横浜公安調査事務所、横浜地方検察庁 - 財務省：横浜税関、税関研修所横浜支所、関東財務局横浜財務事務所、国税庁東京国税不服審判所横浜支所、東京国税局税務相談室分室（4か所）、税務署（7か所） - 厚生労働省:横浜検疫所、関東信越厚生局麻薬取締部横浜分室、神奈川労働局、労働基準監督署（4か所）、公共職業安定所（8か所） | - 農林水産省：横浜植物防疫所、動物検疫所、関東農政局神奈川農政事務所 - 経済産業省：関東経済産業局横浜通商事務所 - 国土交通省：関東地方整備局（港湾空港部と河川、国道、営繕事務所）、関東運輸局（本局）、神奈川運輸支局、横浜地方海難審判所、気象庁横浜地方気象台、海上保安庁第三管区海上保安本部（本部、横浜海上保安部、第三管区情報通信管理センター、横浜機動防除基地） - 防衛省：南関東防衛局、自衛隊神奈川地方協力本部、陸上自衛隊横浜駐屯地（中央輸送隊、東部方面調査隊横浜派遣隊、第316基地通信隊横浜派遣隊、第113地区警務隊横浜連絡班） |
| 司法機関 | |
| - 横浜地方裁判所 - 横浜家庭裁判所 - 横浜簡易裁判所 - 神奈川簡易裁判所 - 保土ケ谷簡易裁判所（通称・交通裁判所） | |
| 独立行政法人 | |
| （太字は本部が所在） - 国際協力機構横浜国際センター - 理化学研究所横浜研究所 - 日本スポーツ振興センター神奈川県支部 - 日本学生支援機構 - 海洋研究開発機構横浜研究所 - 勤労者退職金共済機構建設業退職金共済事業本部神奈川県支部 - 国立病院機構横浜医療センター - 農林水産消費安全技術センター横浜センター | - 水産研究・教育機構 - 農畜産業振興機構横浜事務所 - 日本貿易振興機構横浜貿易情報センター - 海技教育機構 - 自動車技術総合機構関東検査部神奈川事務所 - 鉄道建設・運輸施設整備支援機構 - 自動車事故対策機構神奈川支所 - 都市再生機構 |
| 特殊法人 | |
| - 日本年金機構年金事務所（5か所） - 日本郵便株式会社南関東支社 - NTT東日本神奈川支店 - 日本放送協会 (NHK) 横浜放送局、営業センター（横浜西口） - 日本銀行横浜支店 - 日本政策金融公庫横浜支店、横浜西口支店 - 日本たばこ産業株式会社横浜支店、たばこ中央研究所、医薬探索研究所 | - 放送大学学園放送大学神奈川学習センター - 日本中央競馬会 (JRA) ウインズ横浜、ウインズ新横浜 - 商工組合中央金庫横浜支店、横浜西口支店 - 中日本高速道路株式会社（NEXCO中日本）東京支社横浜保全・サービスセンター - 東日本高速道路株式会社（NEXCO東日本）関東支社事務所京浜管理事務所、横浜工事事務所 - 首都高速道路株式会社神奈川建設局、神奈川管理局 - 日本貨物鉄道株式会社（JR貨物）神奈川営業支店 |

### 県の機関

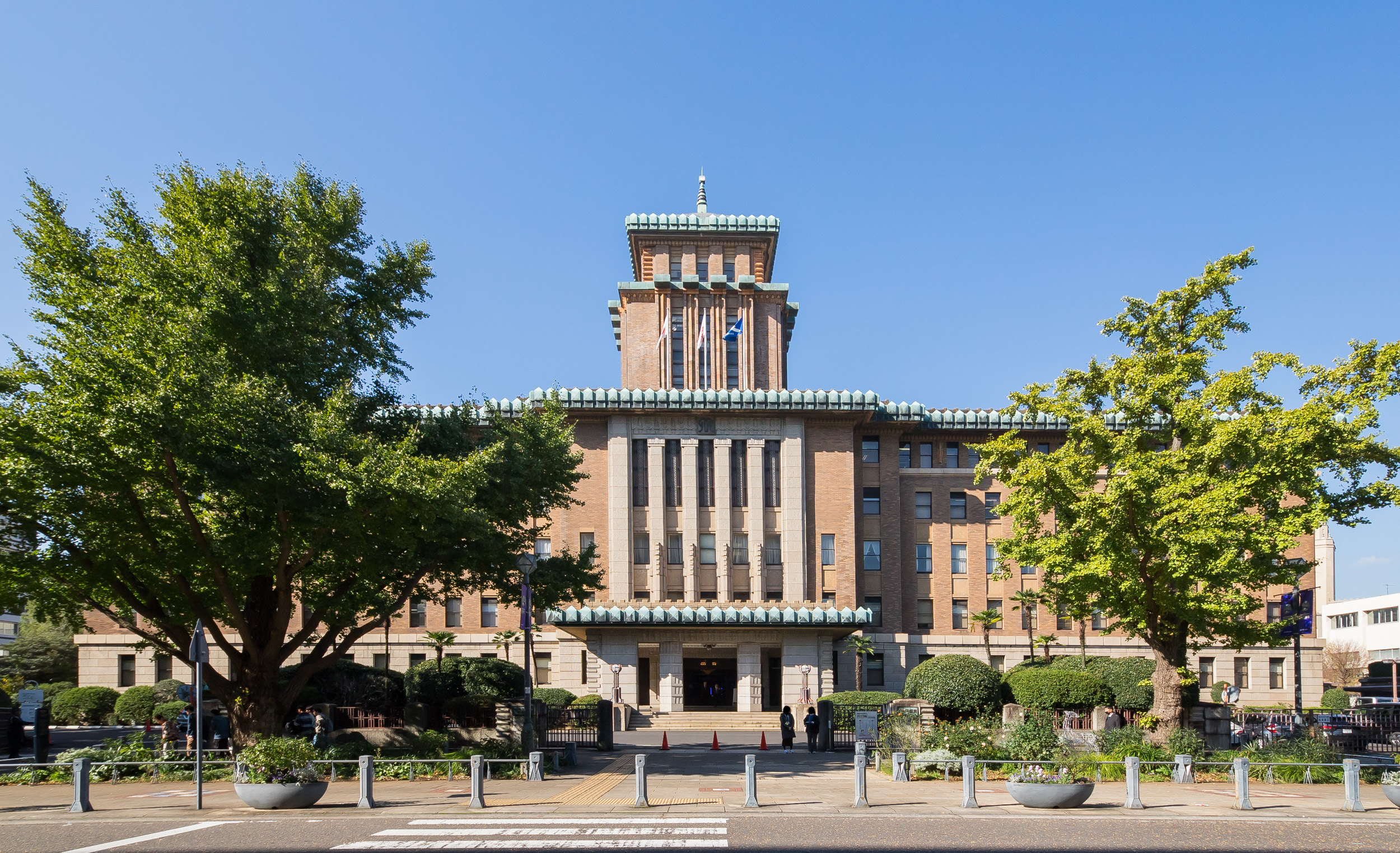
神奈川県庁本庁舎(キングの塔)

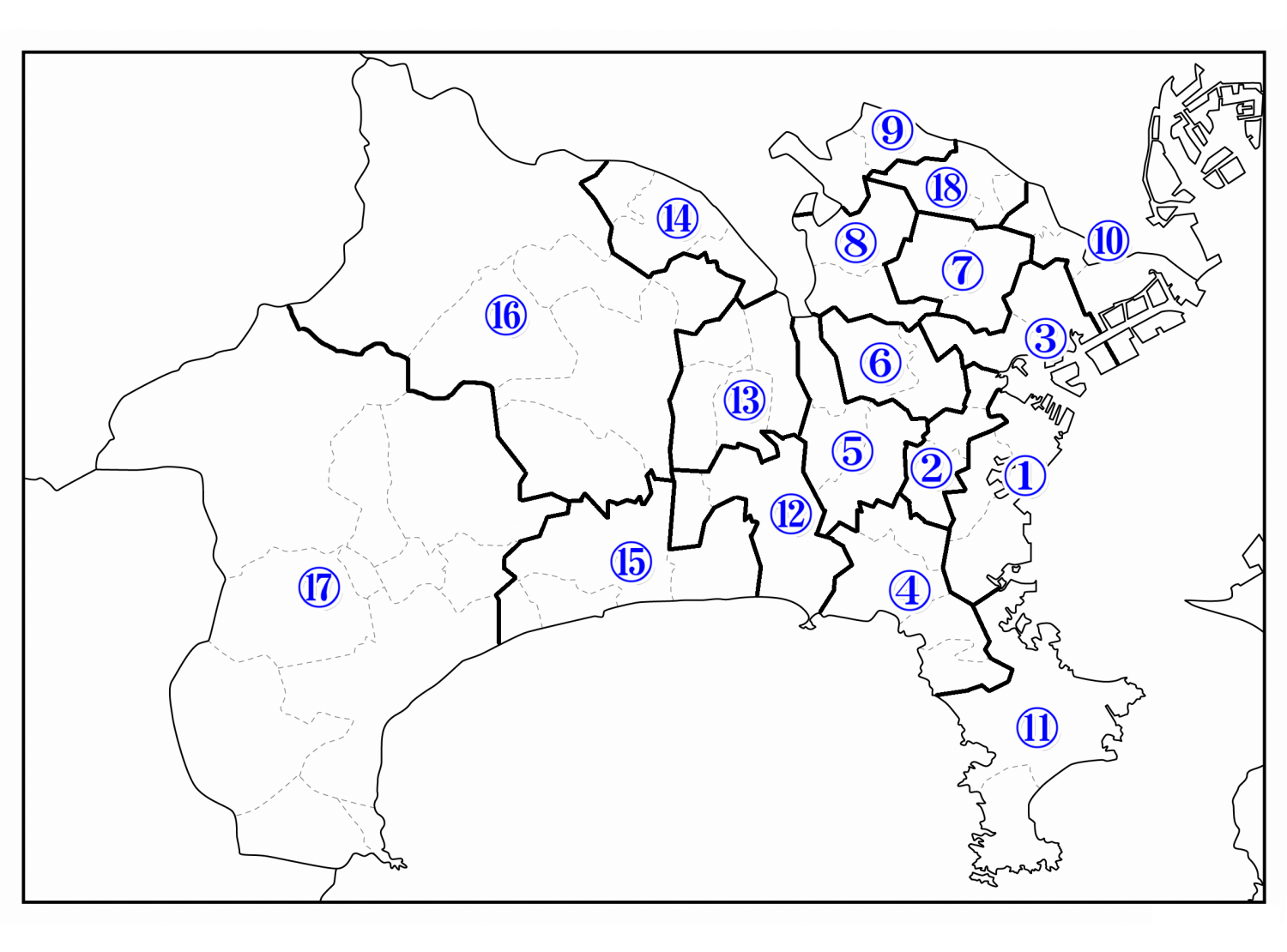
神奈川県内の衆議院小選挙区

神奈川県庁、神奈川県警察本部、神奈川県立図書館など、多くの機関が所在する。

### 国会議員
衆議院
- 小選挙区選出

| 選挙区                                    | 議員名     | 所属政党   |
| ----------------------------------------- | ---------- | ---------- |
| 神奈川1区（中区・磯子区・金沢区）         | 篠原豪     | 立憲民主党 |
| 神奈川2区（西区・南区・港南区）           | 菅義偉     | 自由民主党 |
| 神奈川3区（鶴見区・神奈川区）             | 中西健治   | 自由民主党 |
| 神奈川4区（栄区・鎌倉市・逗子市・葉山町） | 早稲田夕季 | 立憲民主党 |
| 神奈川5区（戸塚区・泉区）                 | 坂井学     | 自由民主党 |
| 神奈川6区（保土ケ谷区・旭区）             | 青柳陽一郎 | 立憲民主党 |
| 神奈川7区（港北区）                       | 中谷一馬   | 立憲民主党 |
| 神奈川8区（緑区・青葉区）                 | 江田憲司   | 立憲民主党 |
| 神奈川13区（瀬谷区・大和市・綾瀬市）      | 太栄志     | 立憲民主党 |
| 神奈川19区（都筑区・川崎市宮前区）        | 草間剛     | 自由民主党 |
- 比例代表選出（カッコ内は所属政党と重複立候補した小選挙区）

- 山崎誠（立憲民主党、神奈川5区）
- 古川直季（自由民主党、神奈川6区）
- 鈴木馨祐（自由民主党、神奈川7区）
- 三谷英弘（自由民主党、神奈川8区）
- 深作ヘスス（国民民主党、神奈川19区）

### 県議会議員
- 定数：105名
- 任期：2023年（令和5年）4月30日 - 2027年（令和9年）4月29日[112]

| 選挙区 | 鶴見区 | 神奈川区 | 西区 | 中区 | 南区 | 港南区 | 保土ケ谷区 | 旭区 | 磯子区 |
| 定数   | 3      | 3        | 1    | 2    | 2    | 2      | 2          | 3    | 2      |

| 選挙区 | 金沢区 | 港北区 | 緑区 | 青葉区 | 都筑区 | 戸塚区 | 栄区 | 泉区 | 瀬谷区 |
| 定数   | 2      | 4      | 2    | 3      | 2      | 3      | 1    | 2    | 1      |

※2014年3月20日の本会議で、議員定数を現行の107から105に削減する条例改正案が賛成多数で可決された。これにより2015年選挙から青葉区選挙区は「4」から「3」となった。
| 選挙区     | 氏名         | 会派名                                       | 党派名                 |
| ---------- | ------------ | -------------------------------------------- | ---------------------- |
| 鶴見区     | 川崎修平     | 自由民主党神奈川県議会議員団                 | 自由民主党             |
| 鶴見区     | 鈴木秀志     | 公明党神奈川県議会議員団                     | 公明党                 |
| 鶴見区     | 木佐木忠晶   | 日本共産党神奈川県議会議員団                 | 日本共産党             |
| 神奈川区   | 梅沢裕之     | 自由民主党神奈川県議会議員団                 | 自由民主党             |
| 神奈川区   | 片桐紀子     | 日本維新の会神奈川県議会議員団               | 日本維新の会           |
| 神奈川区   | 中村武人     | 立憲民主党・かながわクラブ神奈川県議会議員団 | 立憲民主党             |
| 西区       | 加藤元弥     | 自由民主党神奈川県議会議員団                 | 自由民主党             |
| 中区       | 原聡祐       | 自由民主党神奈川県議会議員団                 | 自由民主党             |
| 中区       | 作山友祐     | 立憲民主党・かながわクラブ神奈川県議会議員団 | 立憲民主党             |
| 南区       | 新堀史明     | 自由民主党神奈川県議会議員団                 | 自由民主党             |
| 南区       | 岸部都       | かながわ未来神奈川県議会議員団               | 立憲民主党             |
| 港南区     | 桐生秀昭     | 自由民主党神奈川県議会議員団                 | 自由民主党             |
| 港南区     | 浦道健一     | 神奈川を変える港南の会                       | 無所属                 |
| 保土ケ谷区 | 高橋栄一郎   | 自由民主党神奈川県議会議員団                 | 自由民主党             |
| 保土ケ谷区 | 望月聖子     | 立憲民主党・かながわクラブ神奈川県議会議員団 | 立憲民主党             |
| 旭区       | 須田幸平     | 立憲民主党・かながわクラブ神奈川県議会議員団 | 立憲民主党             |
| 旭区       | 磯本桂太郎   | 自由民主党神奈川県議会議員団                 | 自由民主党             |
| 旭区       | 小野寺慎一郎 | 公明党神奈川県議会議員団                     | 公明党                 |
| 磯子区     | 新井絹世     | 自由民主党神奈川県議会議員団                 | 自由民主党             |
| 磯子区     | 市川智志     | 立憲民主党・かながわクラブ神奈川県議会議員団 | 立憲民主党             |
| 金沢区     | 大村悠       | 自由民主党神奈川県議会議員団                 | 自由民主党             |
| 金沢区     | 松崎淳       | 立憲民主党・かながわクラブ神奈川県議会議員団 | 立憲民主党             |
| 港北区     | 武田翔       | 自由民主党神奈川県議会議員団                 | 自由民主党             |
| 港北区     | 嶋村公       | 自由民主党神奈川県議会議員団                 | 自由民主党             |
| 港北区     | 大山奈々子   | 日本共産党神奈川県議会議員団                 | 日本共産党             |
| 港北区     | 菅原暉人     | 立憲民主党・かながわクラブ神奈川県議会議員団 | 立憲民主党             |
| 緑区       | 古賀照基     | 立憲民主党神奈川県議会議員団                 | 立憲民主党             |
| 緑区       | 柳下剛       | 自由民主党神奈川県議会議員団                 | 自由民主党             |
| 青葉区     | 赤野孝之     | 立憲民主党神奈川県議会議員団                 | 立憲民主党             |
| 青葉区     | 内田美保子   | 自由民主党神奈川県議会議員団                 | 自由民主党             |
| 青葉区     | 小島健一     | 自由民主党神奈川県議会議員団                 | 自由民主党             |
| 青葉区     | 青木マキ     | 神奈川ネットワーク運動                       | 神奈川ネットワーク運動 |
| 都筑区     | 敷田博昭     | 自由民主党神奈川県議会議員団                 | 自由民主党             |
| 都筑区     | 首藤天信     | 立憲民主党神奈川県議会議員団                 | 立憲民主党             |
| 戸塚区     | 松田良昭     | 自由民主党神奈川県議会議員団                 | 自由民主党             |
| 戸塚区     | 北井宏昭     | わが町                                       | 無所属                 |
| 戸塚区     | 森田学       | 立憲民主党・かながわクラブ神奈川県議会議員団 | 立憲民主党             |
| 栄区       | 楠梨恵子     | 自由民主党神奈川県議会議員団                 | 自由民主党             |
| 泉区       | 田中信次     | 自由民主党神奈川県議会議員団                 | 自由民主党             |
| 泉区       | 松本清       | 立憲民主党・かながわクラブ神奈川県議会議員団 | 立憲民主党             |
| 瀬谷区     | 田村雄介     | 自由民主党神奈川県議会議員団                 | 自由民主党             |

## 市政
横浜市の当面の課題としては、幹線道路整備の遅れ（都市計画道路整備率は、平成21年3月31日現在、64.8%）による市内各拠点と郊外住宅地を結ぶ体系化の未達、低い昼夜間人口比率（平成17年国勢調査によれば、90.4）、市域の一体的な発展などがある。都市基盤整備や地域経済圏の確立が遅れた地域もあるため、市内の一体感に乏しいとも指摘されている。直面する課題に向けた政策推進力が求められている。
横浜市政は、神奈川県との二重行政解消のため、神奈川県の持つ権限や事務などを横浜市に移譲し、横浜市が神奈川県から独立して、より効率のよい市政運営を行うことができるよう、「横浜特別自治市」構想を掲げている。なお、東京23区（東京特別区）のような特別区は設置せず、市および区の2層構造を基本とした現行の行政区（横浜18区）を単位に、住民自治の制度的強化を図る構想である。
市役所の移転
関内駅前に所在した旧市庁舎（1959年完成）の老朽化や執務室の不足に伴い、横浜市では20年以上にわたり市役所の移転や建て替えが検討されてきた。2013年（平成25年）、中区北仲通南地区に市役所を全面的に移転することが決定され、2020年（令和2年）1月31日に新市庁舎の建物が竣工。同年6月29日より全面供用を開始した。現在の市役所の最寄駅は、馬車道駅（みなとみらい線）と桜木町駅（JR根岸線・ブルーライン）である。

### 議会
横浜市では、市議会を「市会」と称している。
議長と副議長
| 役職   | 氏名     | 期数 | 所属会派   |
| ------ | -------- | ---- | ---------- |
| 議長   | 清水富雄 | 8期  | 自由民主党 |
| 副議長 | 髙橋正治 | 6期  | 公明党     |

| 選挙区     | 定数 | 選挙区   | 定数 | 選挙区 | 定数 |
| ---------- | ---- | -------- | ---- | ------ | ---- |
| 鶴見区     | 07   | 神奈川区 | 06   | 西区   | 02   |
| 中区       | 03   | 南区     | 04   | 港南区 | 05   |
| 保土ケ谷区 | 05   | 旭区     | 06   | 磯子区 | 04   |
| 金沢区     | 05   | 港北区   | 08   | 緑区   | 04   |
| 青葉区     | 07   | 都筑区   | 05   | 戸塚区 | 06   |
| 栄区       | 03   | 泉区     | 03   | 瀬谷区 | 03   |

| 会派名         | 議席数 | 代表者               |
| -------------- | ------ | -------------------- |
| 自由民主党     | 0350   | 渋谷健（南）         |
| 公明党         | 0150   | 斉藤伸一（保土ケ谷） |
| 立憲民主党     | 0150   | 麓理恵（泉）         |
| 日本維新の会   | 080    | くしだ久子（旭）     |
| 日本共産党     | 050    | 古谷靖彦（鶴見）     |
| 民主フォーラム | 040    | こがゆ康弘（旭）     |
| 無所属         | 040    |                      |

## 地域
東京、川崎から続く市域の沿岸部には、京浜工業地帯が広がる。埋立地を中心とした地域には、鉄鋼業や化学工業などの大規模工場や、火力発電所が多く、内陸部にかけた地域は、部品や食品などの中小規模事業所が多い。横浜駅に鉄道路線が集中したため、商業の中心地は関内地区から横浜駅周辺へと移っている。そのため、元々の中心地であった伊勢佐木町や関内の地位が相対的に低下しており、その中間に位置する「みなとみらい21（横浜ランドマークタワー他）」を整備することで都心の一体化を目指している。また、新幹線駅を持つ新横浜を始め、上大岡、戸塚、二俣川・鶴ヶ峰、鶴見、港北ニュータウンなど、主要な生活拠点（旧：副都心）としての機能を持つ街の整備を図り、都市機能の集積や地域経済の強化に注力している。東急田園都市線沿いの青葉区は横浜市街地よりも東京23区との繋がりが深い。
- NTT市外局番はほぼ全域が「045」（横浜MA）。ただし、青葉区奈良町のごく一部に「042」（相模原MA）、鶴見区尻手のごく一部に「044」（川崎MA）地域がある。
- 日本の音風景100選：横浜港新年を迎える船の汽笛

### 行政区
横浜市は1994年以降、18の行政区で構成されている。市役所本庁の所在地は中区。1つの市を構成する行政区の数としては、大阪市の24区に次いで日本で2番目に多い。区名と主要な施設・観光地は以下の通り。
※人口は2025年7月1日時点の推計人口
住所の表記
「保土ケ谷区」「市ケ尾町」など、横浜市では公式の表記において大文字の『ケ』で記している。また、住所で『が』と表記される場合でも、駅名などでは小文字の『ヶ』が用いられる場合もある。
「丁目」の数字においては漢数字と算用数字が併用されている。
- アラビア数字の丁目は「字丁目」としての表記で「1丁目〜○丁目」を一括して一つの町である（ただし、二俣川1丁目・2丁目のみ例外で各々一つの町名）。
- 漢数字の丁目は町名の一部に含まれるもので、住居表示を実施した地域、土地区画整理事業、町名地番整理事業などにより町名が変更された地域で用いられている。「一丁目」だけで単独の町である。
- 字（あざな）がある町も多いが、上掲「字丁目」以外で通常使用されているのは南区蒔田町と南区弘明寺町のみである。なお、住居表示や土地区画整理事業、町名地番整理事業で設けられた町は字を廃止している。また、大字は存在しない。

### インフラ整備の状況
- 下水道普及率：100%（令和3年度末）

### 隣接している自治体・行政区
- 神奈川県
  - 川崎市（川崎区、幸区、高津区、中原区、宮前区、麻生区）
  - 藤沢市
  - 大和市
  - 横須賀市
  - 鎌倉市
  - 逗子市
- 東京都
  - 町田市

## 観光
横浜市の観光入込客数は約3,600万人（実人数、2023年）となっている。また、神奈川県の調べによる横浜・川崎地域の入込観光客数は5,598万2千人（延べ数、2008年）で、これは県全体の入込観光客数の32.7%を占めており、地域別では最も多い。

### 施設
- 大さん橋
- 金沢自然公園
- 金沢文庫
- こどもの国
- 三溪園
- 總持寺
- 氷川丸
- 野毛山動物園
- 馬車道
- 三井アウトレットパーク 横浜ベイサイド（旧横浜ベイサイドマリーナショップス&レストランツ）

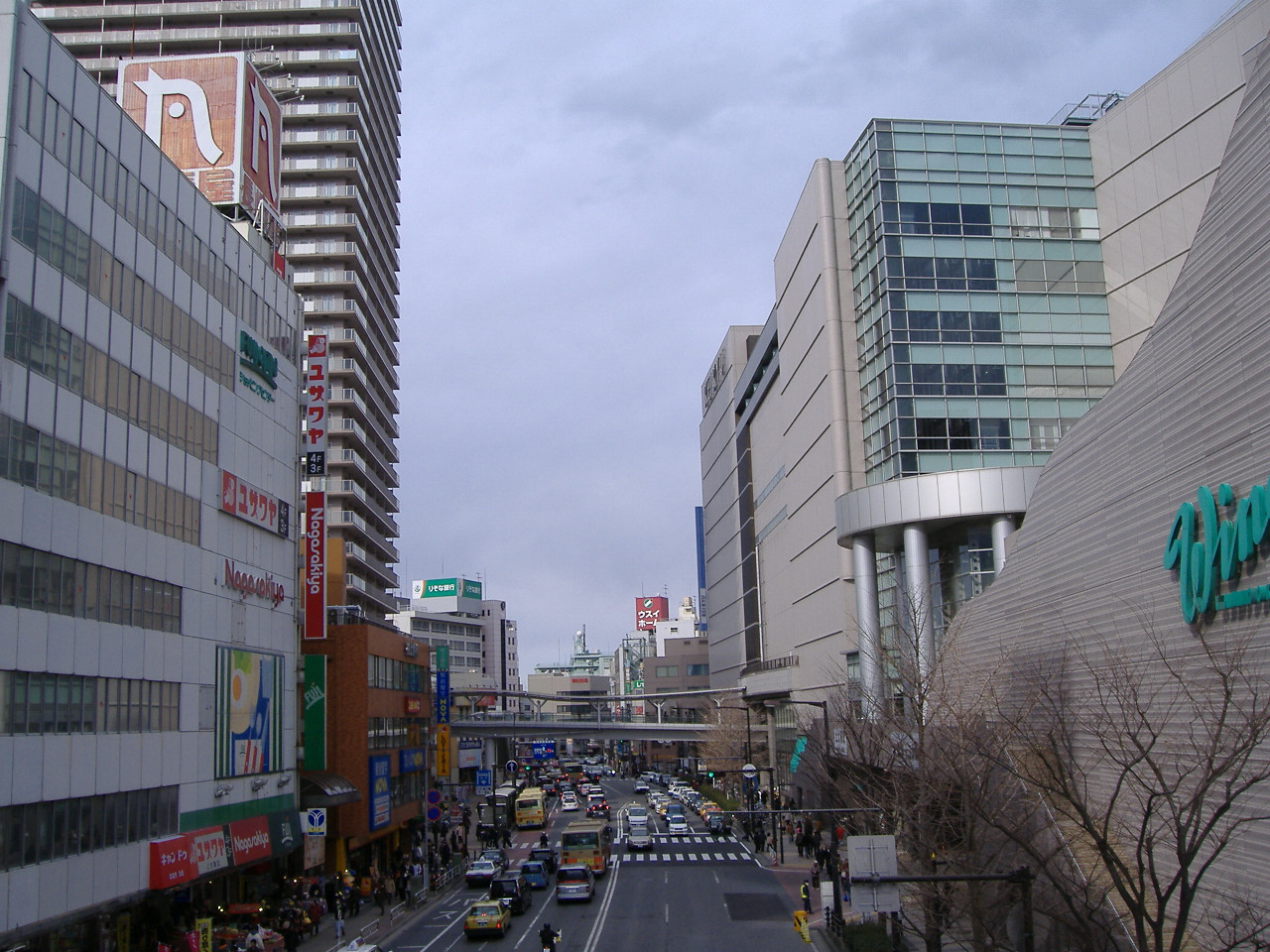
上大岡駅

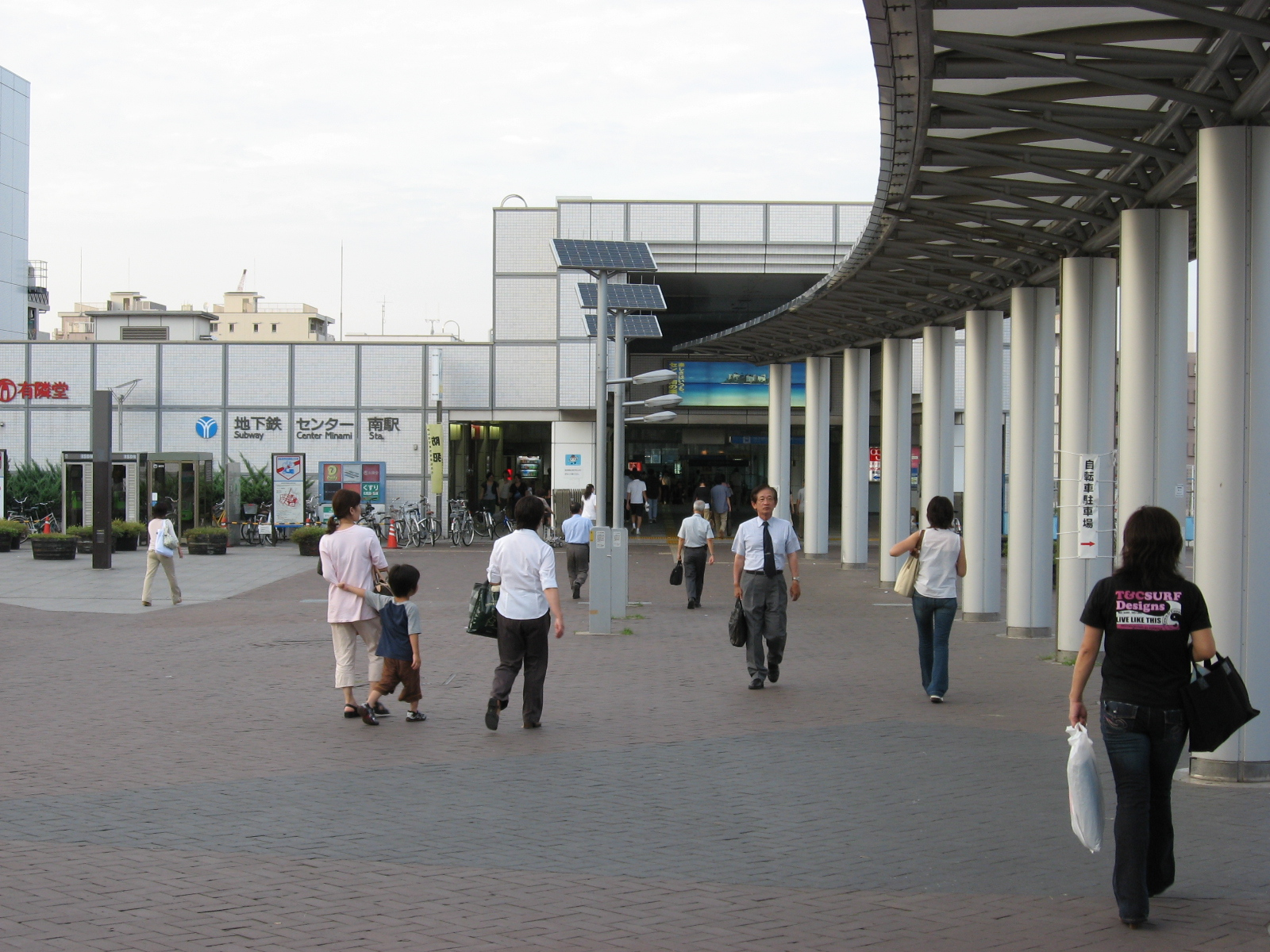
港北ニュータウン

- 横浜赤レンガ倉庫
- 横浜外国人墓地
- よこはまコスモワールド
- 横浜中華街
- よこはま動物園ズーラシア
- 横浜・八景島シーパラダイス
- 横浜マリンタワー
- 横浜みなとみらい21
- 横浜ワールドポーターズ
- 横浜居留地
- 横浜ランドマークタワー
- 山手地区
- 山下公園

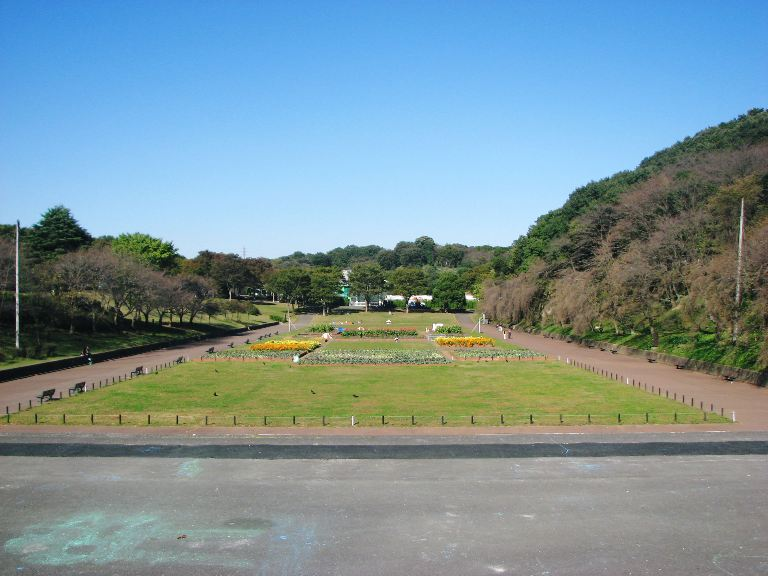
こどもの国・中央広場
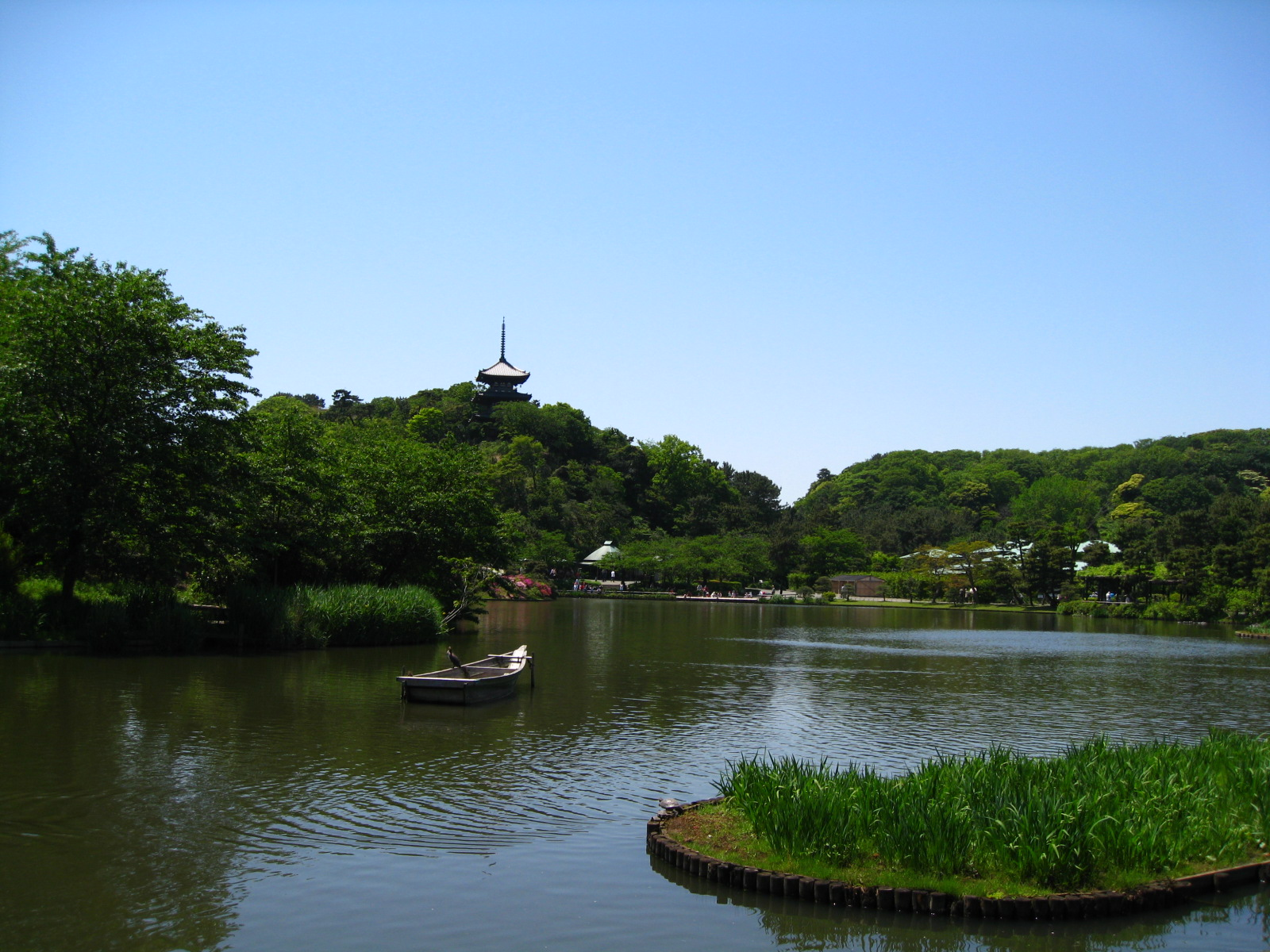
三溪園・聴秋閣
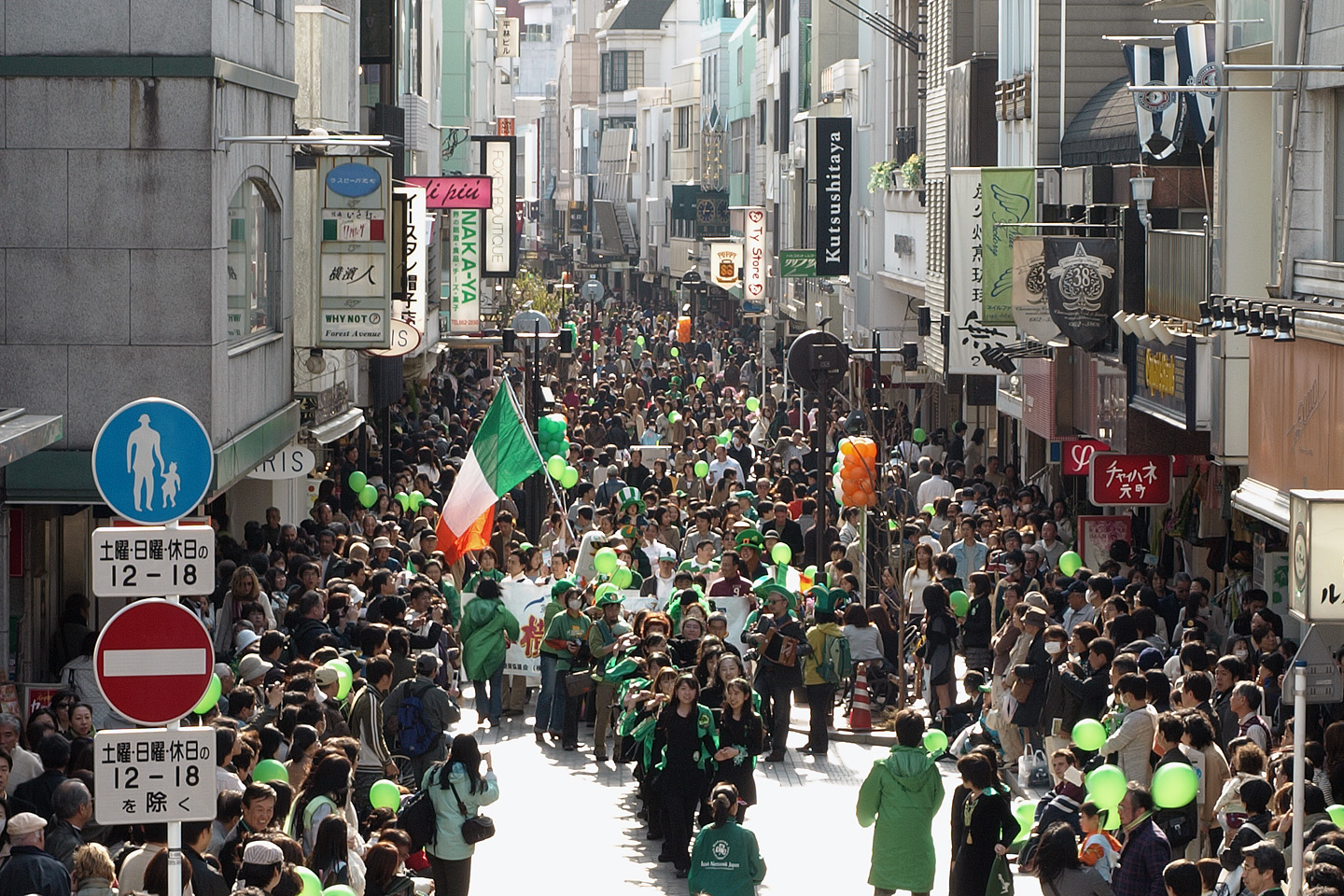
元町
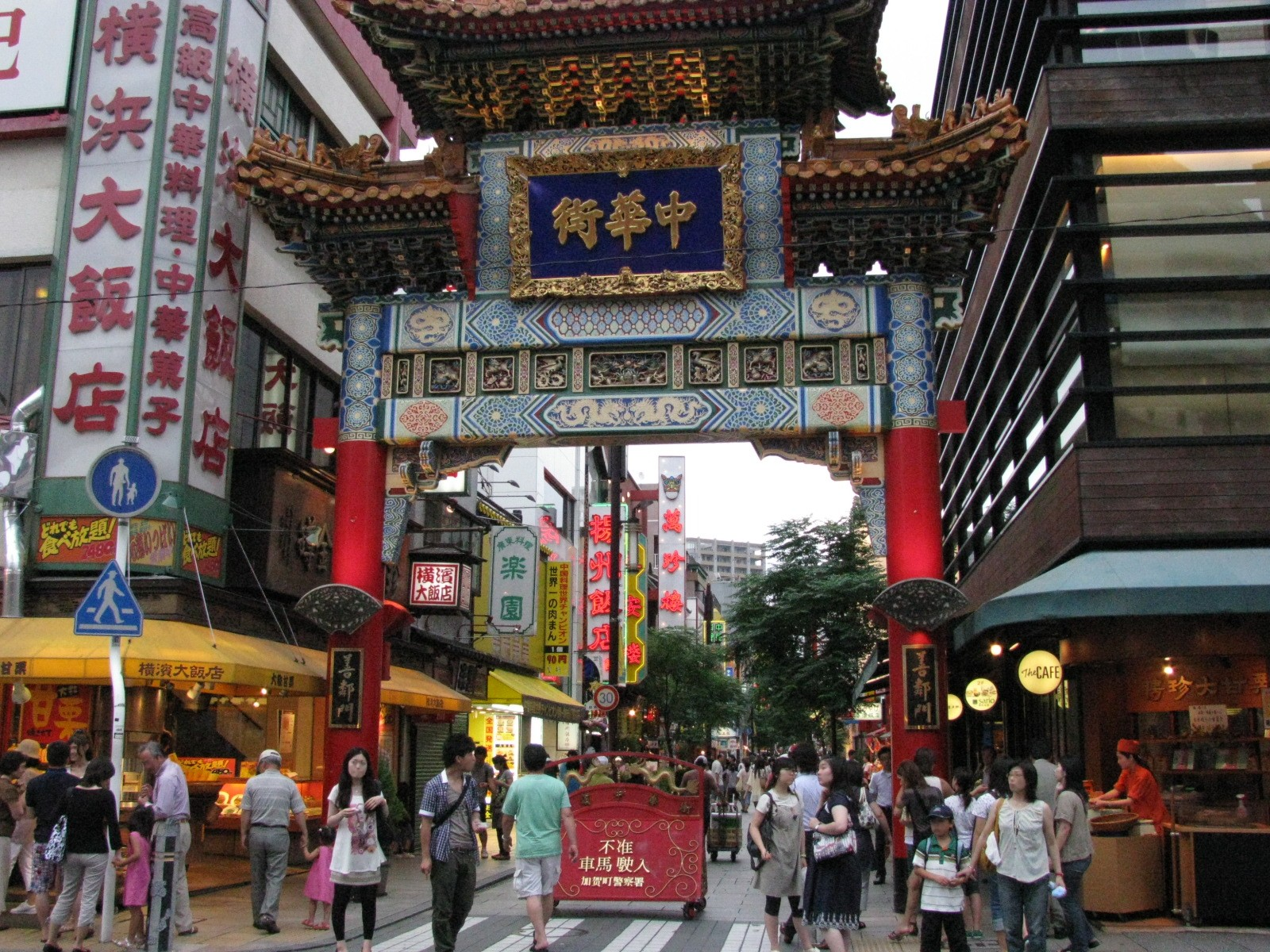
横浜中華街・善隣門
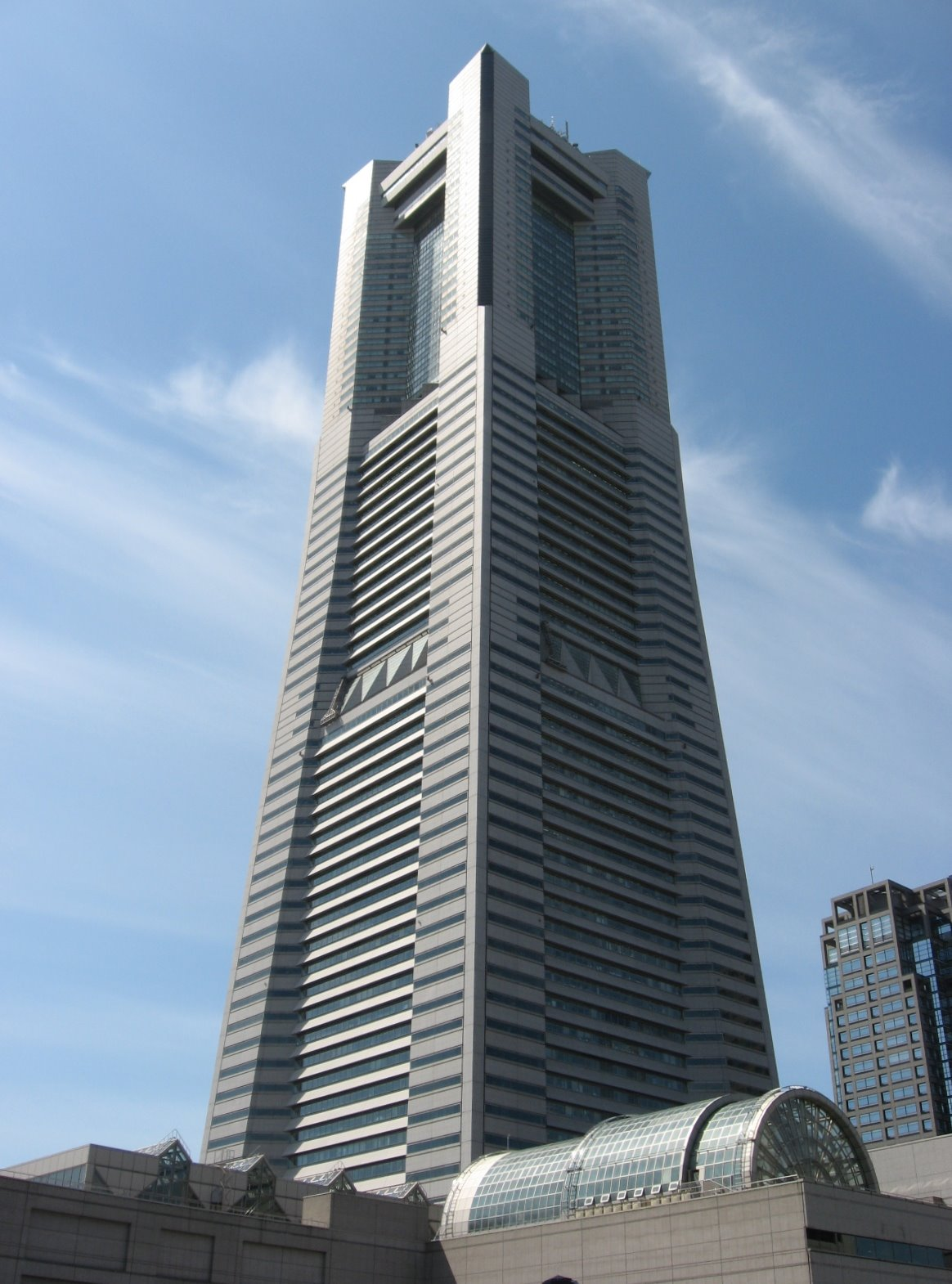
横浜ランドマークタワー
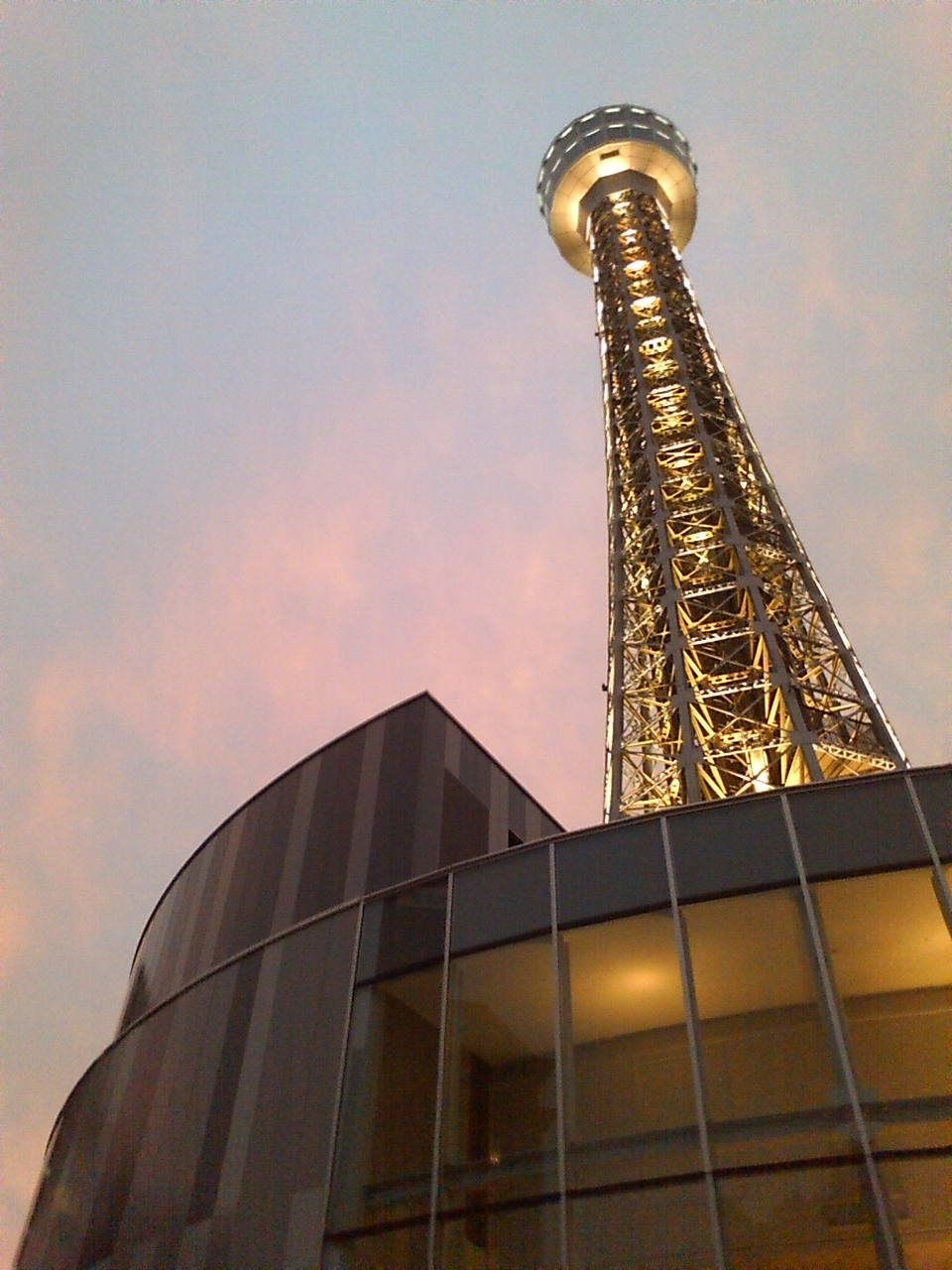
横浜マリンタワー
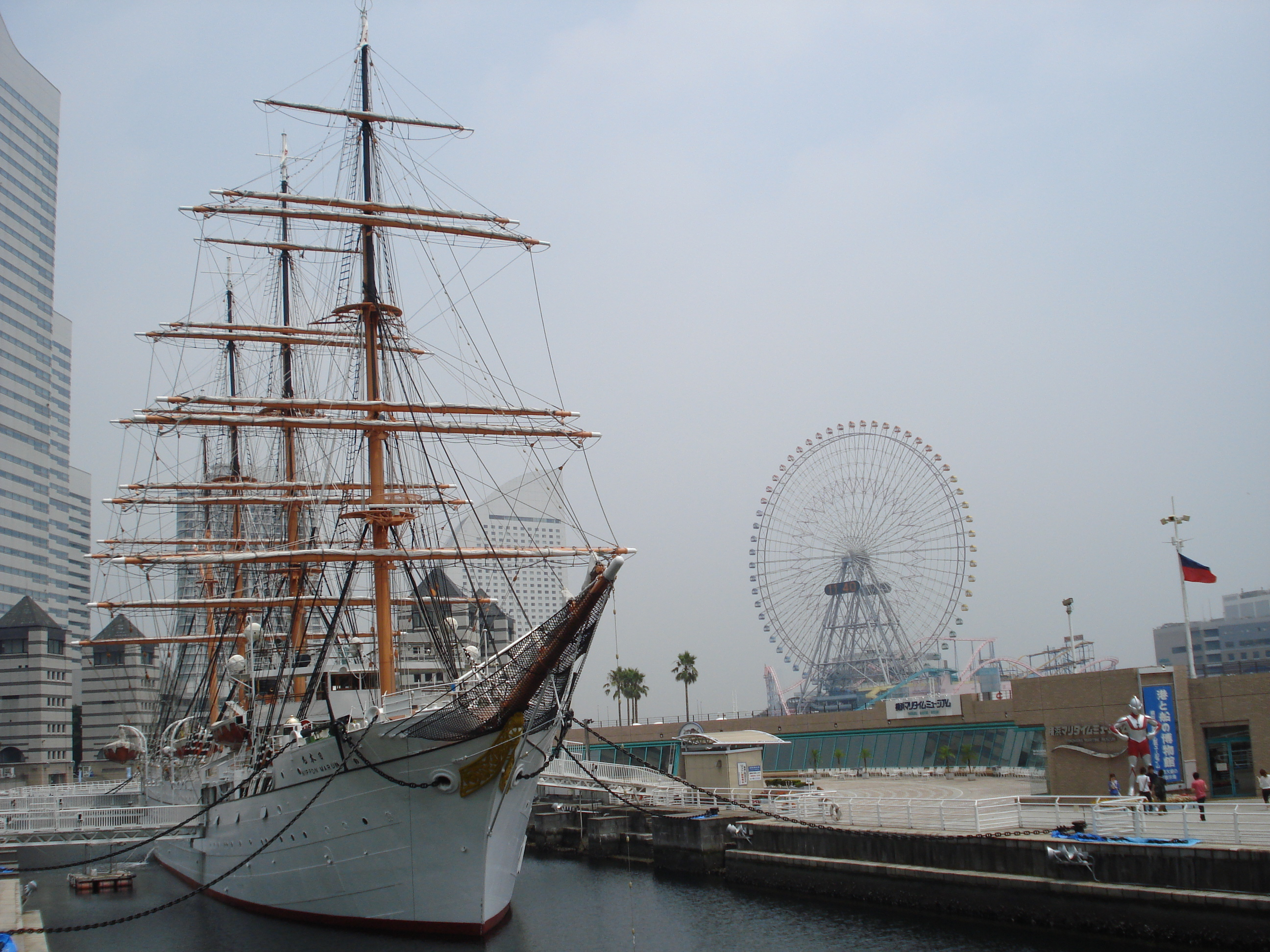
日本丸
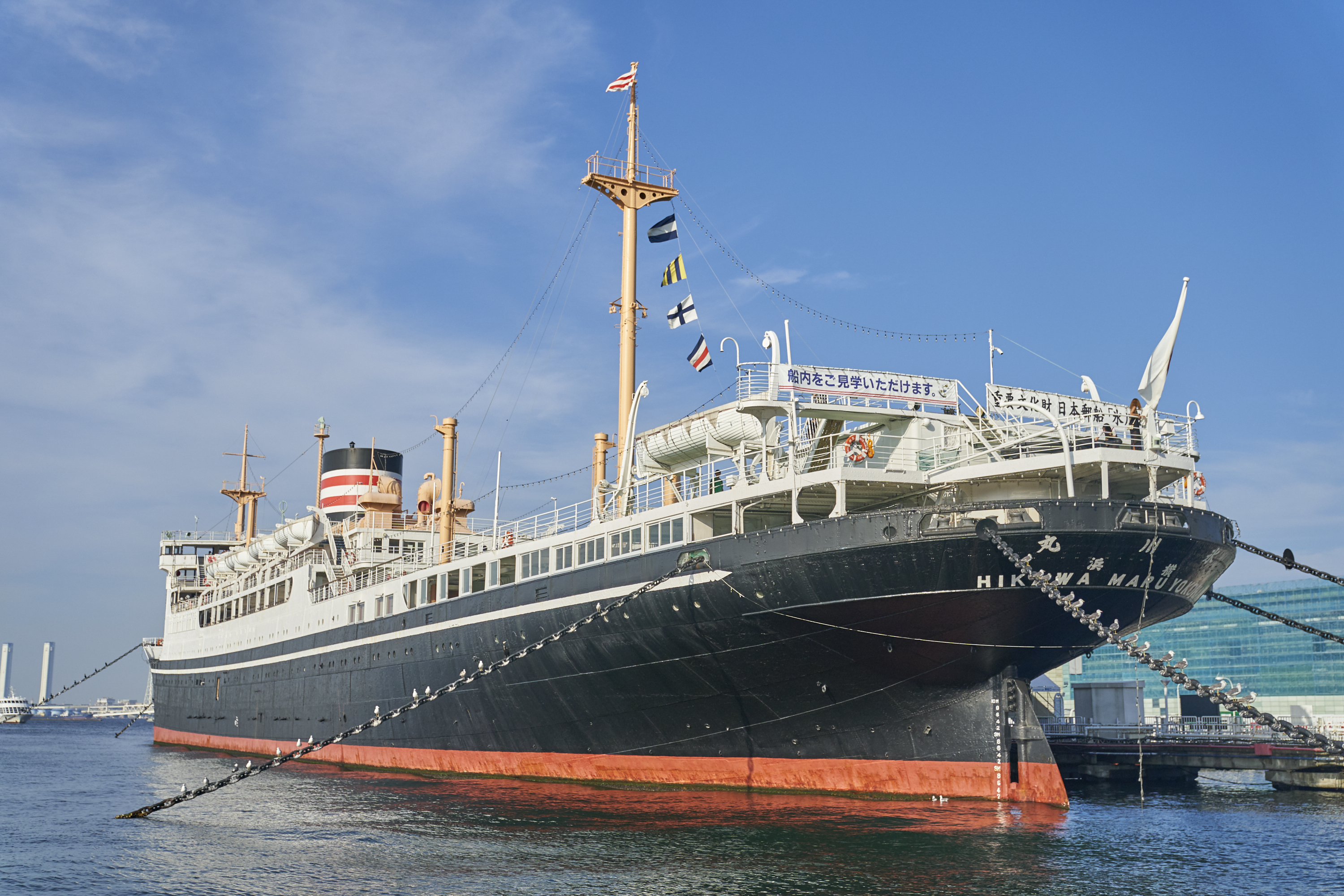
氷川丸
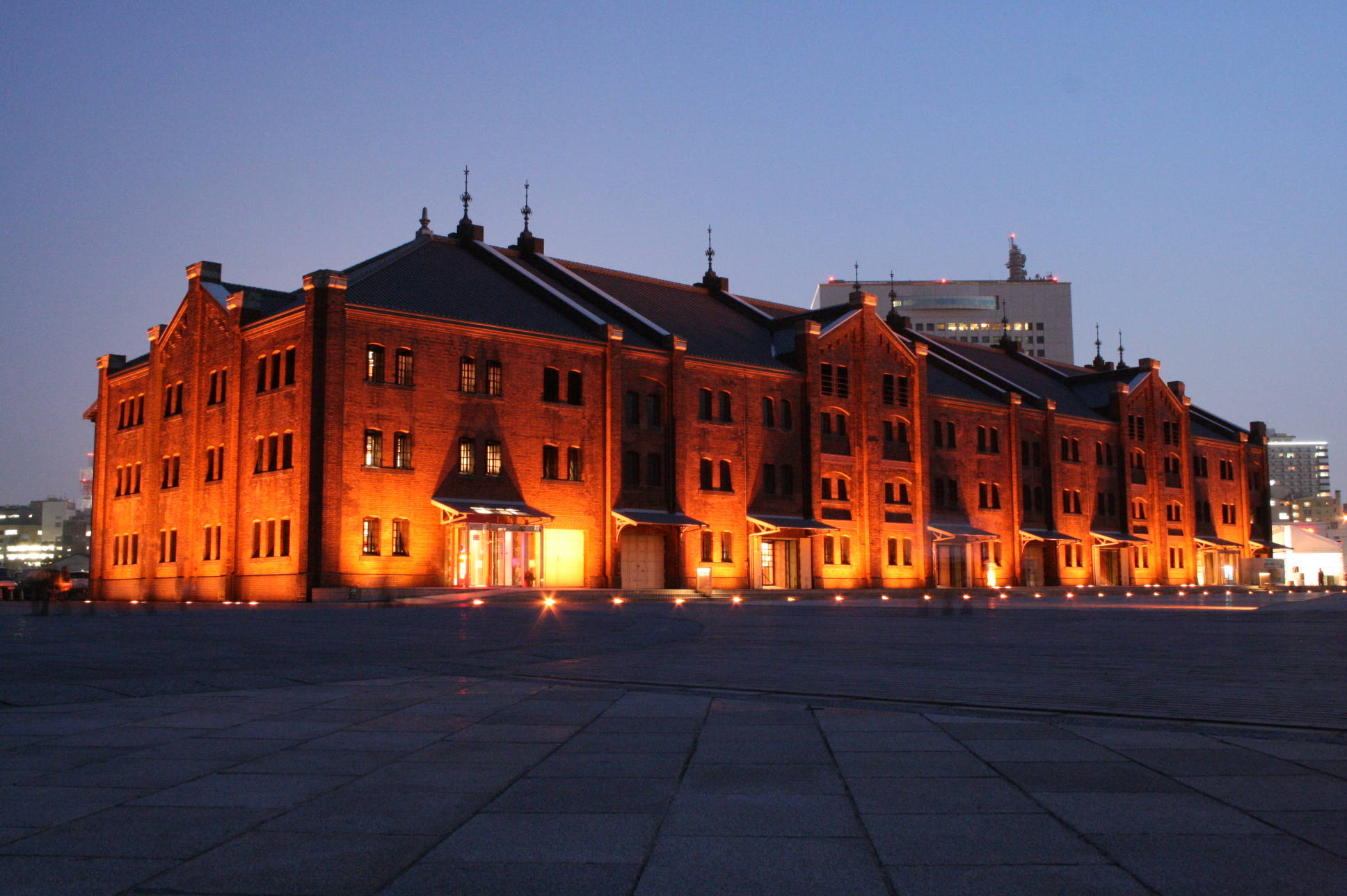
横浜赤レンガ倉庫
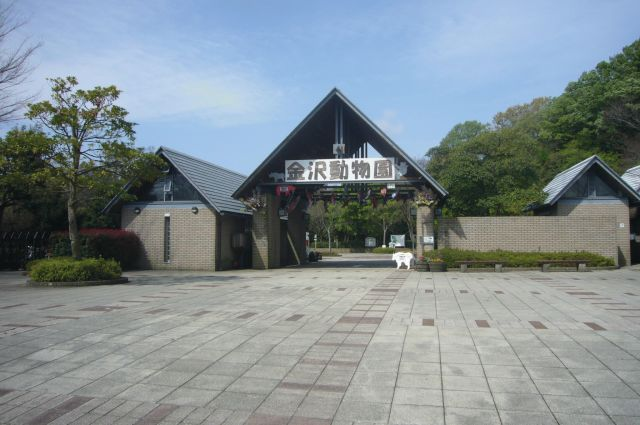
市立金沢動物園
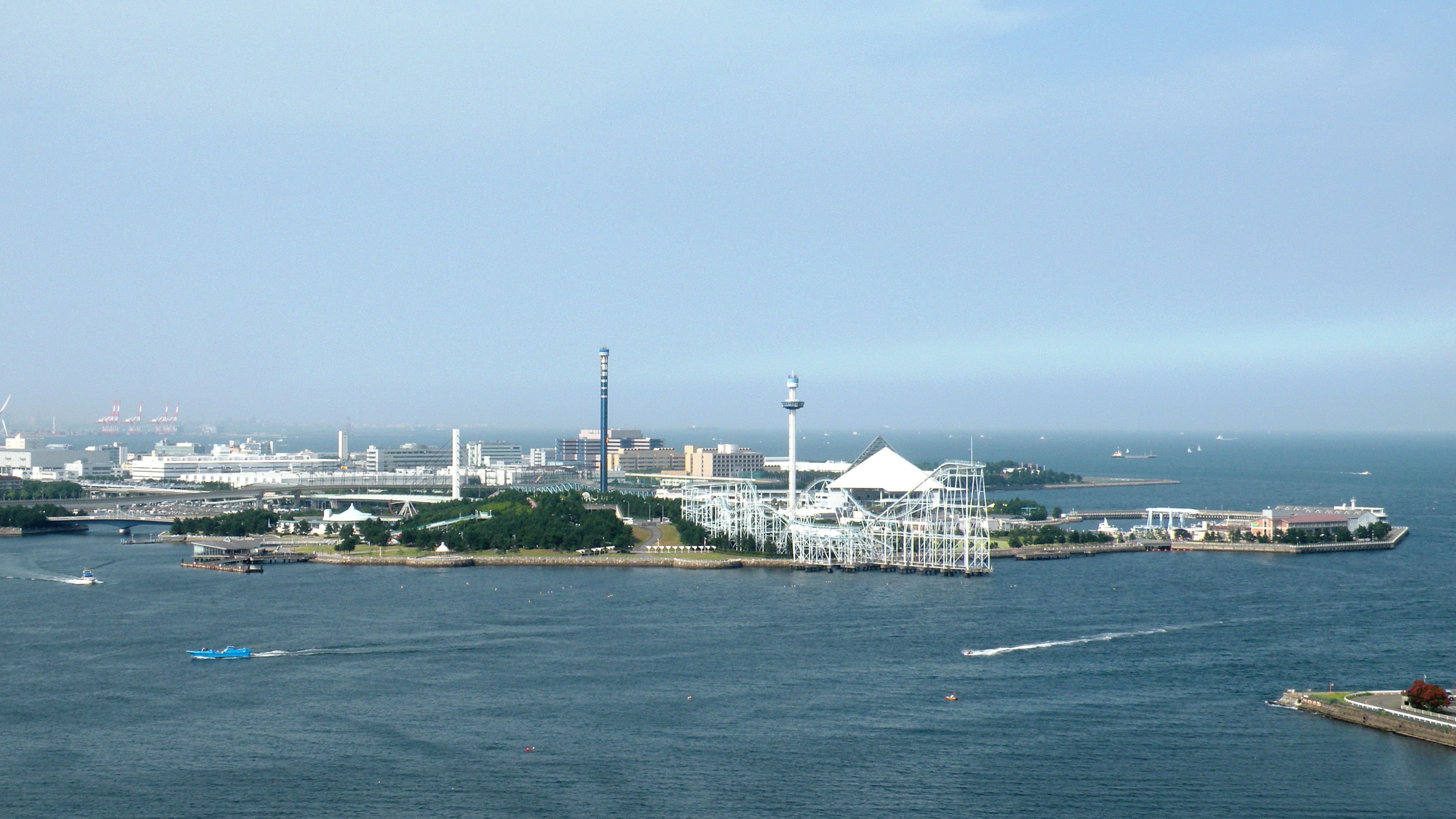
横浜・八景島シーパラダイス
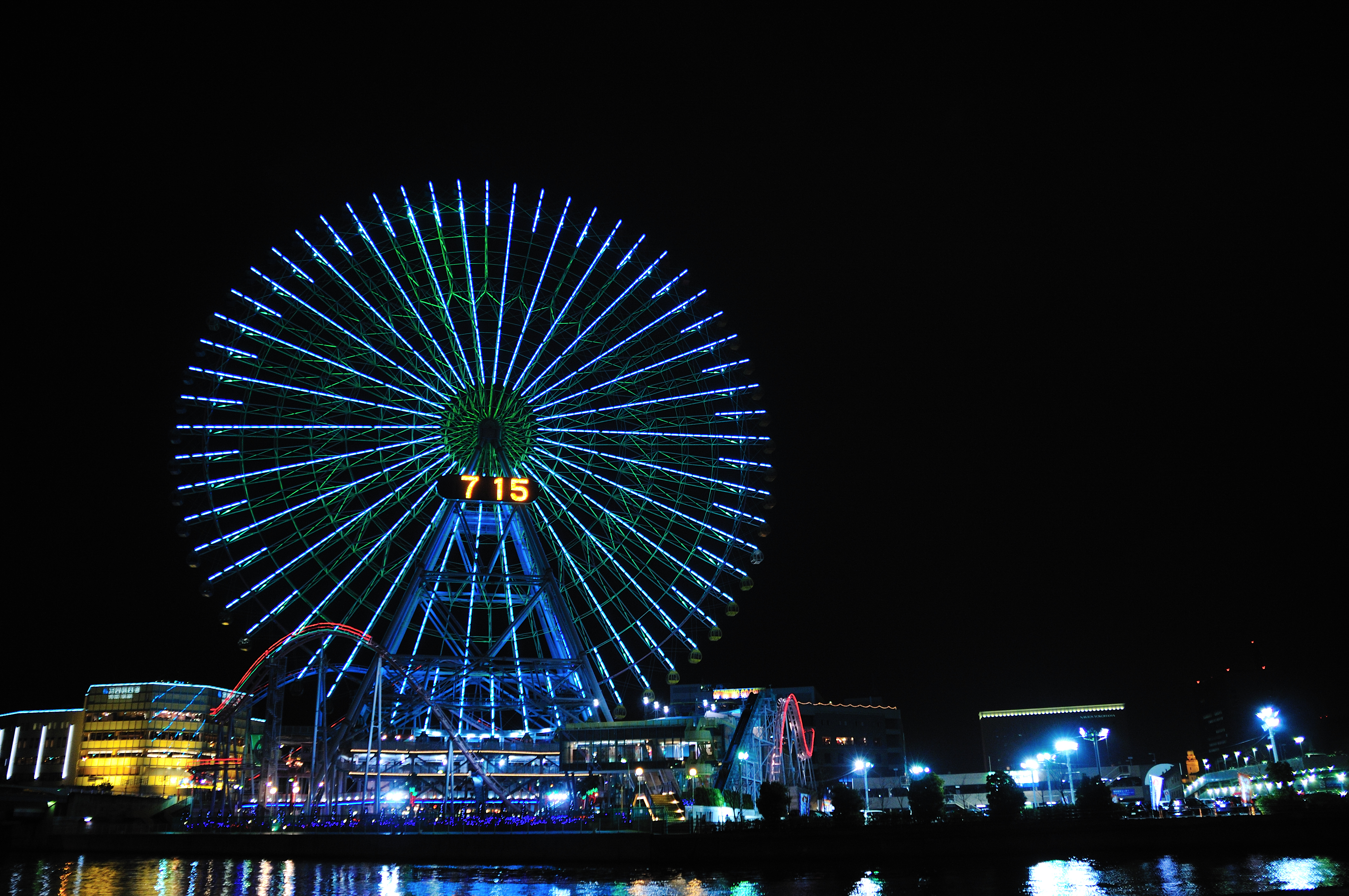
よこはまコスモワールド
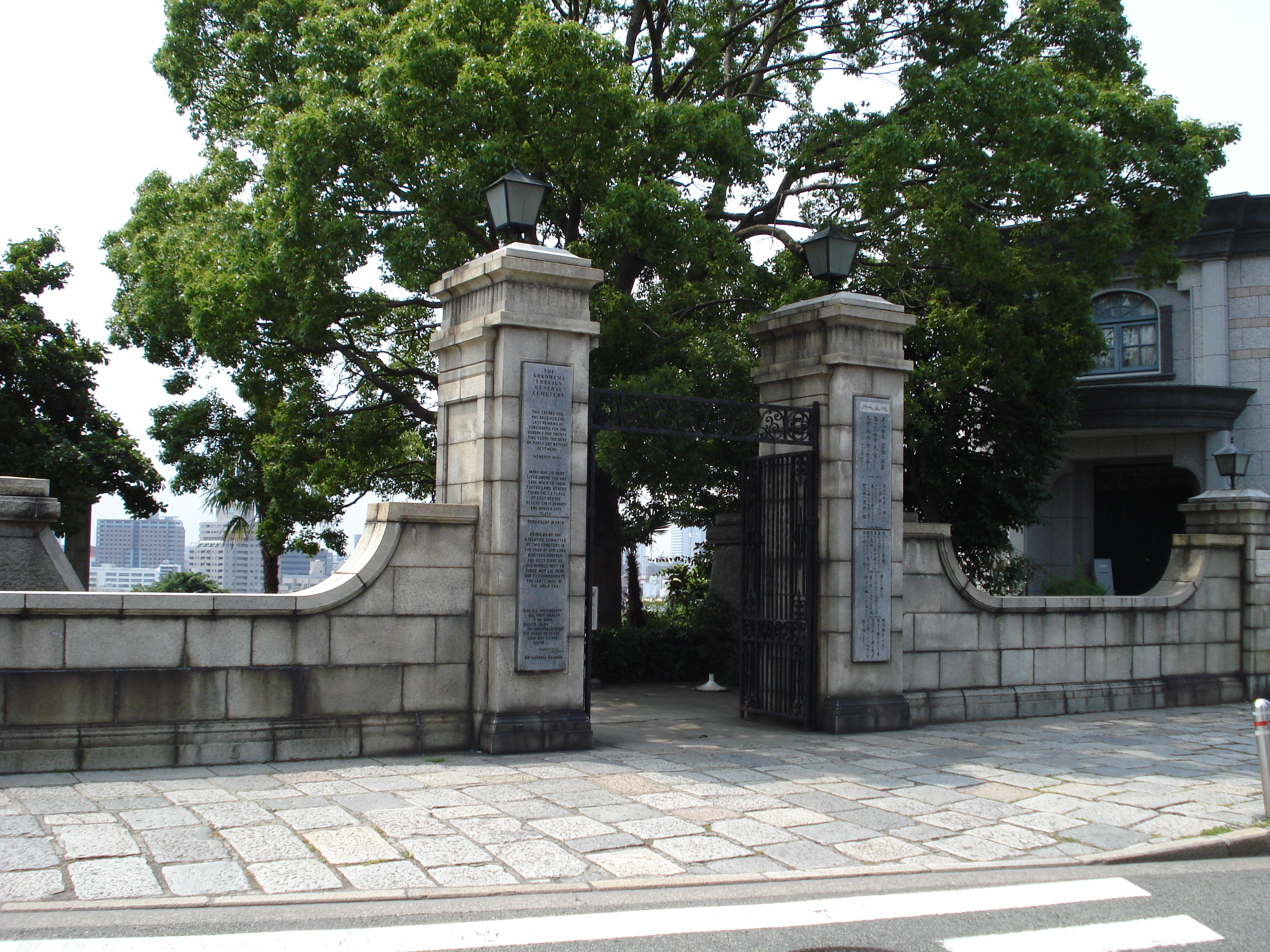
横浜外国人墓地
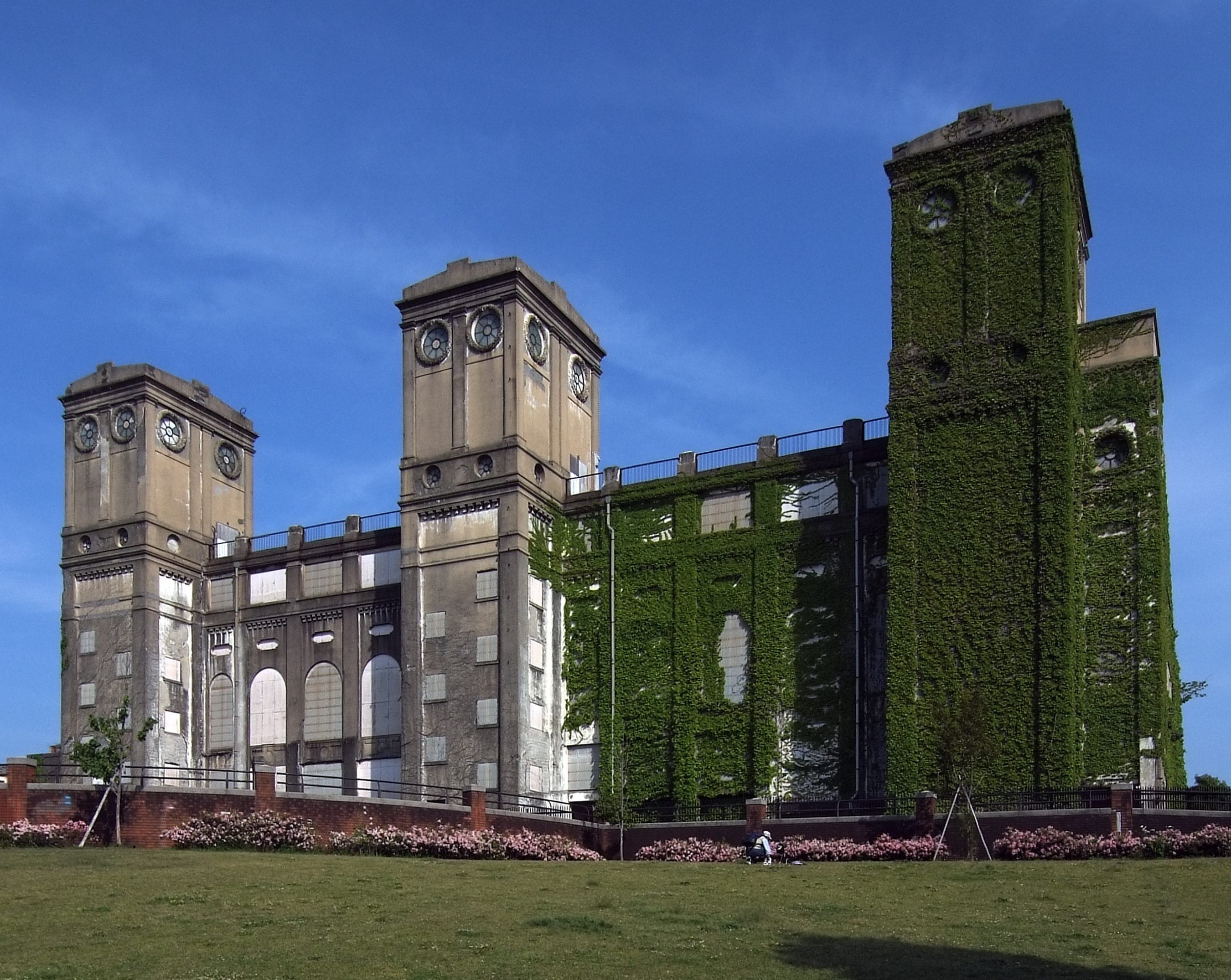
根岸森林公園（旧横浜競馬場
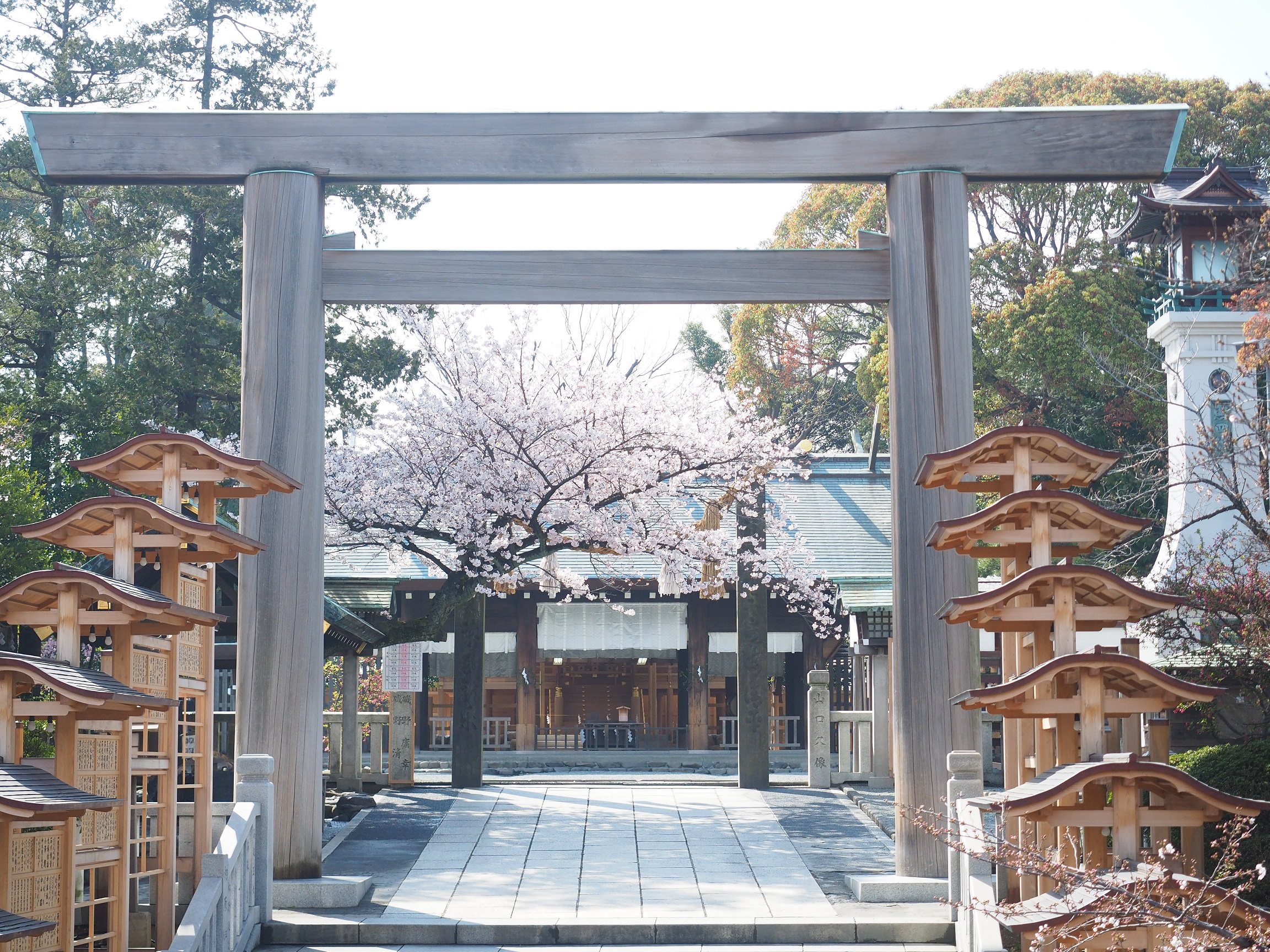
伊勢山皇大神宮
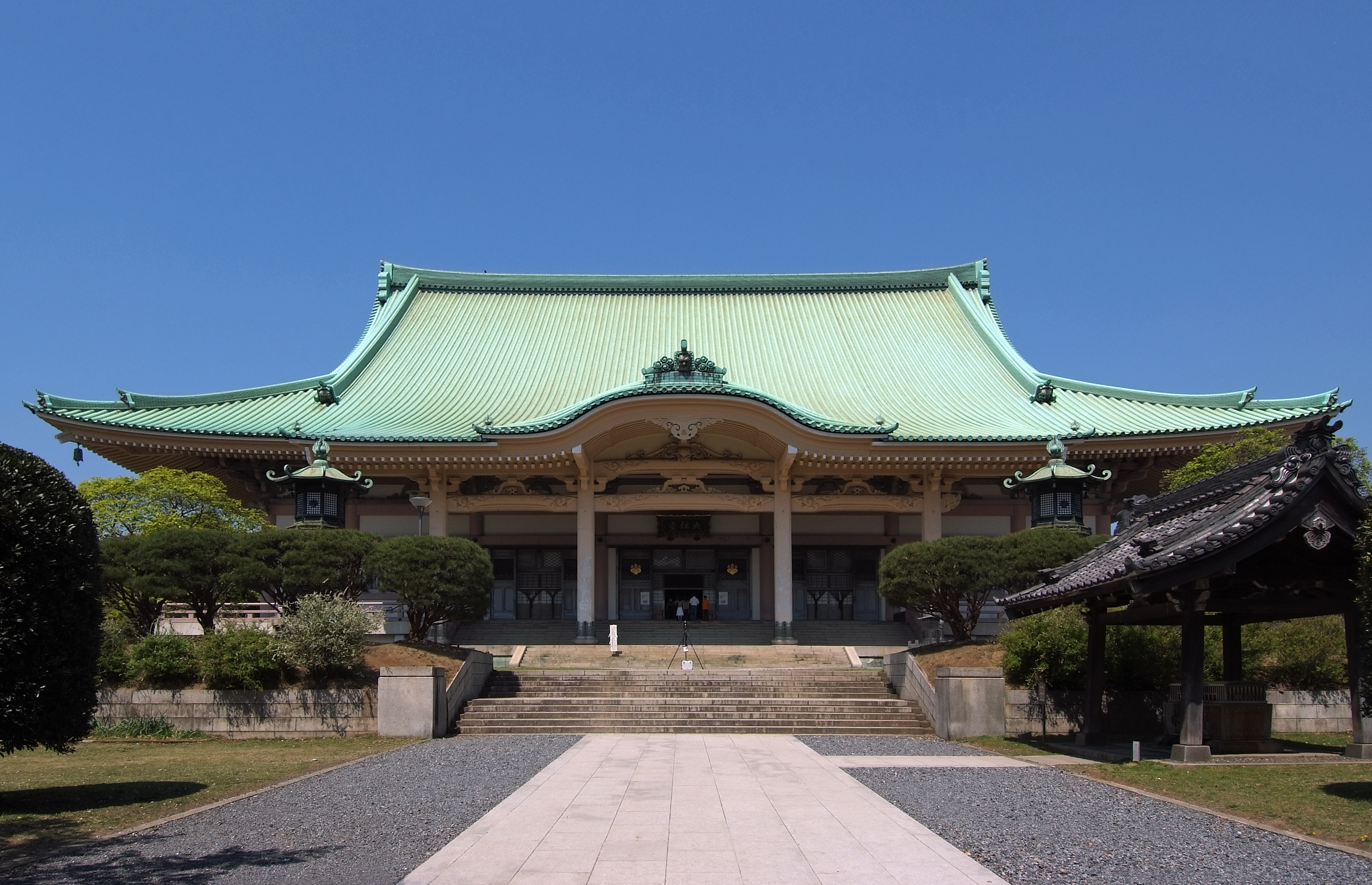
總持寺
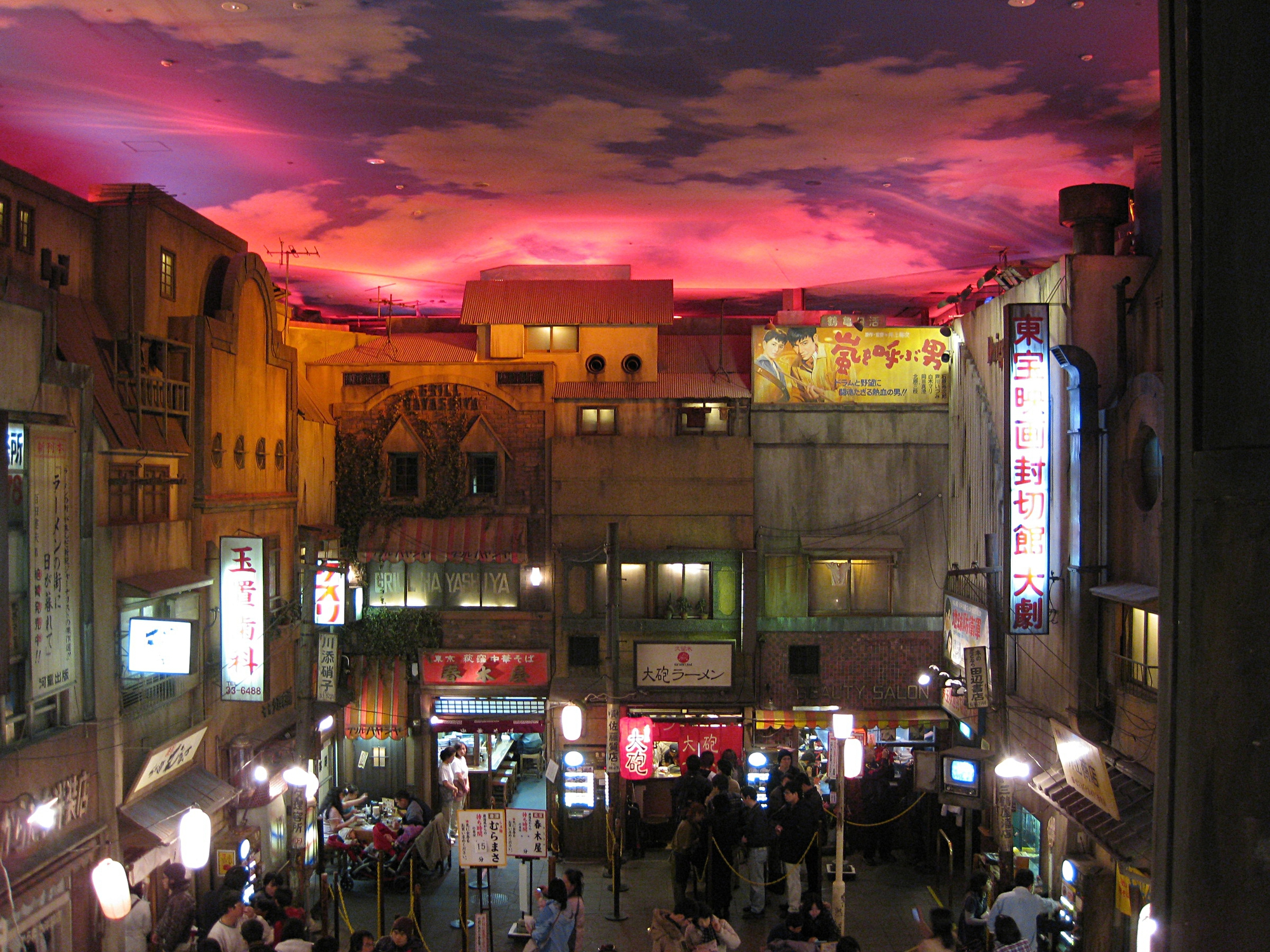
新横浜ラーメン博物館

### 祭り
- JATA国際観光会議&世界旅行博
- お三の宮例大祭
- 開港記念バザー
- 神奈川新聞花火大会
- サマーナイトフェスティバル
- 三蹊園観月会
- シーサイドシネマ[124]
- 野毛大道芸
- フランス映画祭
- みなと祭国際仮装行列
- みなと祭国際花火大会
- 横浜オクトーバーフェスト
- ヨコハマカーニバル - 2009年（第31回）の開催を最後に廃止
- 横浜開港祭
- 横浜ジャズプロムナード
- 横浜トリエンナーレ
- ヨコハマフリューリングスフェスト[125]
- ヨコハマ・フットボール映画祭
- 横浜マラソン
- ワールドフェスタ・ヨコハマ

### 芸能
交通の便が良いため、横浜スタジアムや横浜アリーナなどでコンサート・ライブなどは多数開催されている。横浜市出身の人物一覧で見られるように、輩出している芸能人は多いものの地元への定着性は低い。これは、地元密着のマスコミが少ないためであり、東京を除く関東広域圏共通の傾向でもある（詳しくはローカルタレントの項を参照）。
- 横浜 7th AVENUE

## 経済
横浜市内総生産は2021年に14兆6,453億円に達した。国内都道府県と比較すると静岡県と茨城県の間に位置する。OECD諸国と比較すると30位のハンガリーと31位のスロバキアの間に位置する。概ね第一次産業が0.0%、第二次産業が15.3%、第三次産業が83.6%となっており（2021年度）、第一次産業の割合が低く、第二次産業、および第三次産業の割合が高い。他の政令指定都市との比較では、大阪市の約6割の規模であり、名古屋市とほぼ同じである。別表の通り本社企業も人口の割に少なくないが、それでもより人口の少ない大阪市に比べ大きく見劣りするのは、大阪市が京阪神大都市圏の中心であるのに対して神奈川県全体が東京の隣県でベッドタウン的側面が強いこと（昼間人口では横浜市より大阪市の方が多くなる）、これに関連してブロック型の大企業（JR・NTT・電力・ガス・大手民放など）が不在であることなどが影響している。
内訳は、第一次産業が54億円 (0.0%）、第二次産業が2兆2,713億円 (15.3%)、第三次産業が11兆8,608億円 83.6%) となっている。他の政令指定都市と比べ、第一次産業の額と第二次産業の建設業の割合、第三次産業の不動産業の割合が大きく、第三次産業の金融・保険業・卸売・小売業・サービス業の割合は小さいが、第三次産業は名古屋とほぼ同じである。
市民所得
横浜市の市民所得は12兆6,551億円（2021年度）。
市民所得のうち雇用者報酬は9兆4,302億円で、市民所得に占める割合は74.5%。市民所得のうち企業所得は2兆3,717億円で、市民所得に占める割合は18.7%。
また、昼夜間人口比率は91.1（2020年の国勢調査）であった。これは、市内から市外へ通勤する人の数が、市外から市内へ通勤する人の数より多いことを示している。2000年の国勢調査によれば、移動人口は、東京都区部、川崎市に対する流出超過となっている。
市内総支出
市内総支出（＝市内総生産）は14兆6,453億円。他の政令指定都市との比較では、家計の最終消費支出が大きいことが挙げられ、その額は9兆5,329億円となっている。
労働力・就業者数等（2015年国勢調査より）
横浜市の労働力率は62.0%となっている。これは全国平均 (61.5%) 並みで、政令指定市の中では第8位、首位の川崎市 (66.1%) より4.1ポイント少ない。
また、完全失業者数は97,464人、完全失業率は5.3%となっている。これは政令指定市のうち、広島市 (5.0%)、静岡市 (5.1%) に次いで、3番目に低い。
戦後、第1次産業の就業者数、就業者割合は一貫して減っている。第2次産業の就業者数および就業者割合は高度経済成長期に拡大。その後は産業構造の転換により、数の上では増減したものの割合は減少している。第3次産業の就業者数は一貫して増加しており、就業者割合も1960年を除いて常に拡大している。2005年には就業者割合が74.8%に達した。
2005年の産業別就業者割合を全国平均と比較すると、農業（全国4.4、横浜0.5）と製造業（全国17.3、横浜13.6）が低く、情報通信業（全国2.6、横浜6.6）とサービス業（全国14.3、横浜17.9）の割合が高くなっている。

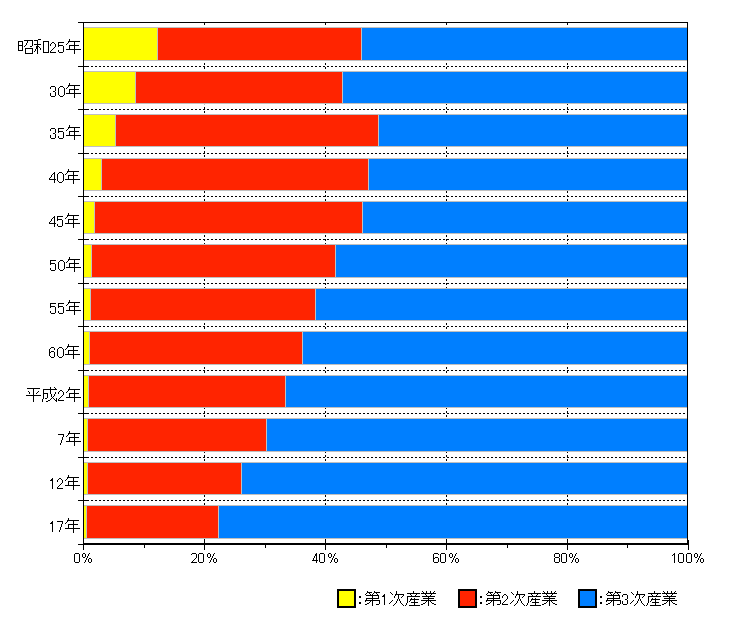
横浜市における、産業3部門別就業者割合の推移（昭和25年から平成17年まで）

- 15歳以上人口 (A)：3,063,487人
  - 労働力人口 (B)：1,834,323人
    - 就業者総数：1,736,859人
      - 第1次産業：8,935人 (0.5%)
      - 第2次産業：378,582人 (21.8%)
      - 第3次産業：1,299,538人 (74.8%)

    - 完全失業者数 (C)：97,464人
    - 労働力率 (B/A)：62.0%
    - 完全失業率 (C/B)：5.3%

### 産業

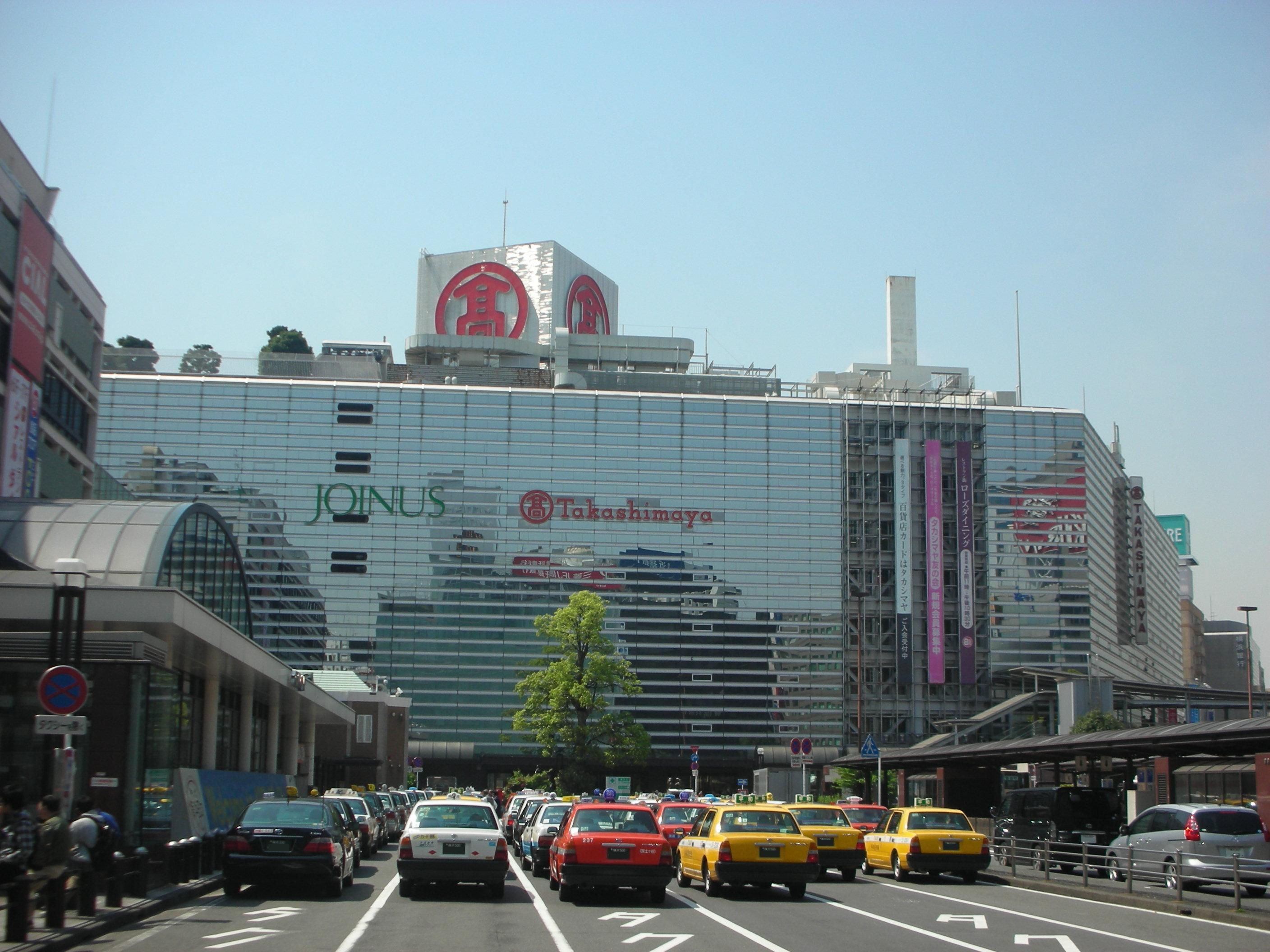
横浜高島屋
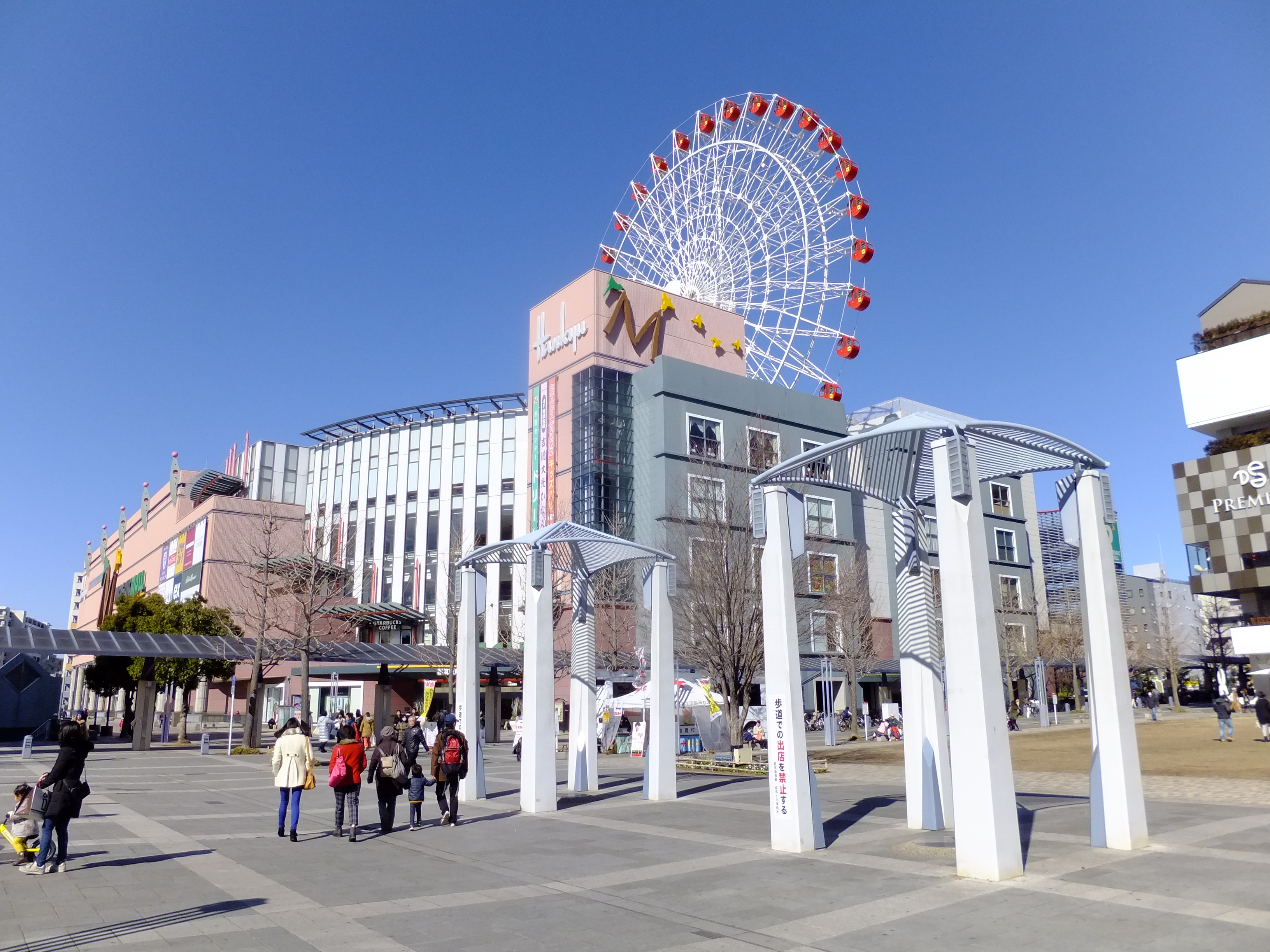
モザイクモール港北
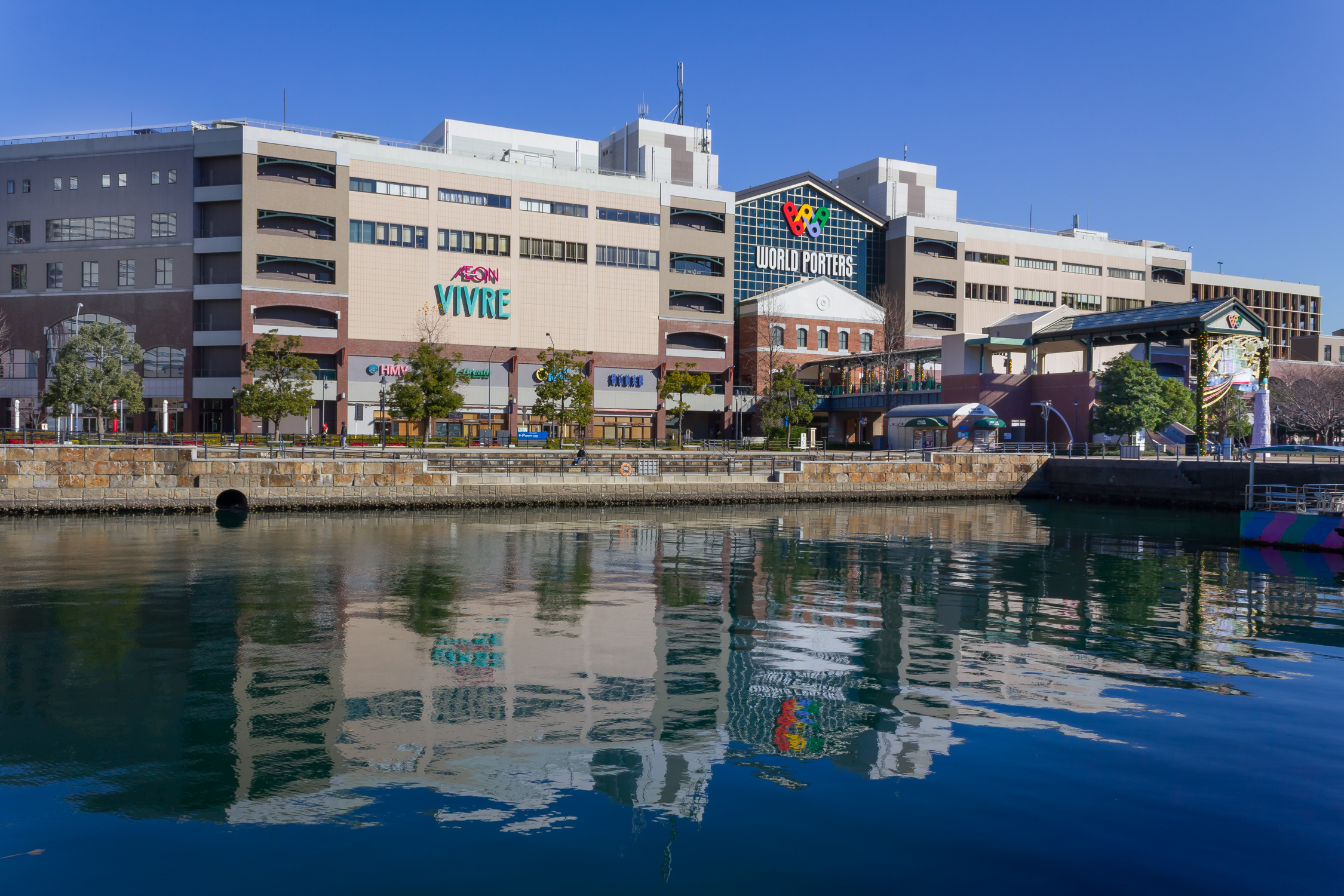
横浜ワールドポーターズ
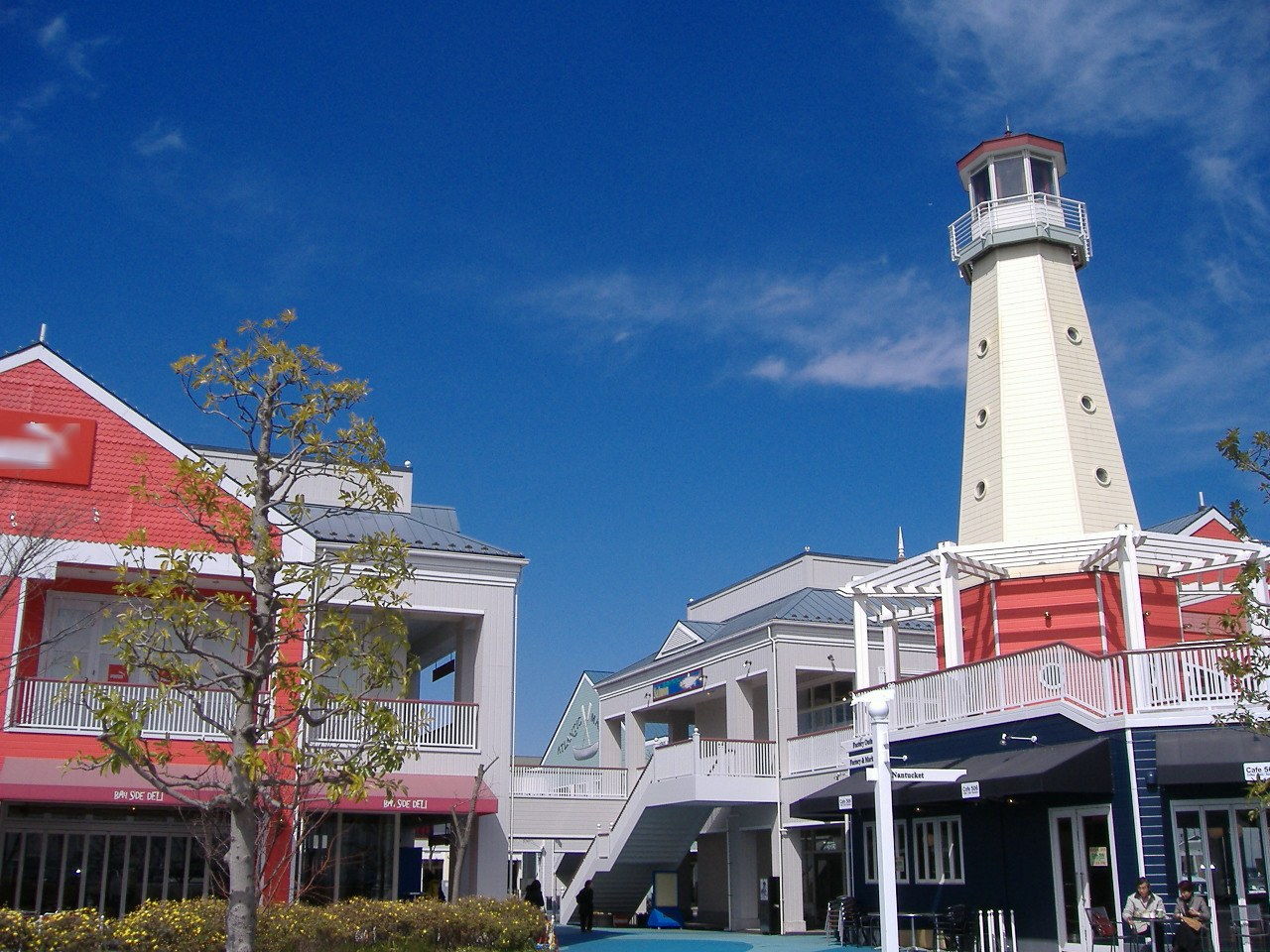
三井アウトレットパーク 横浜ベイサイド
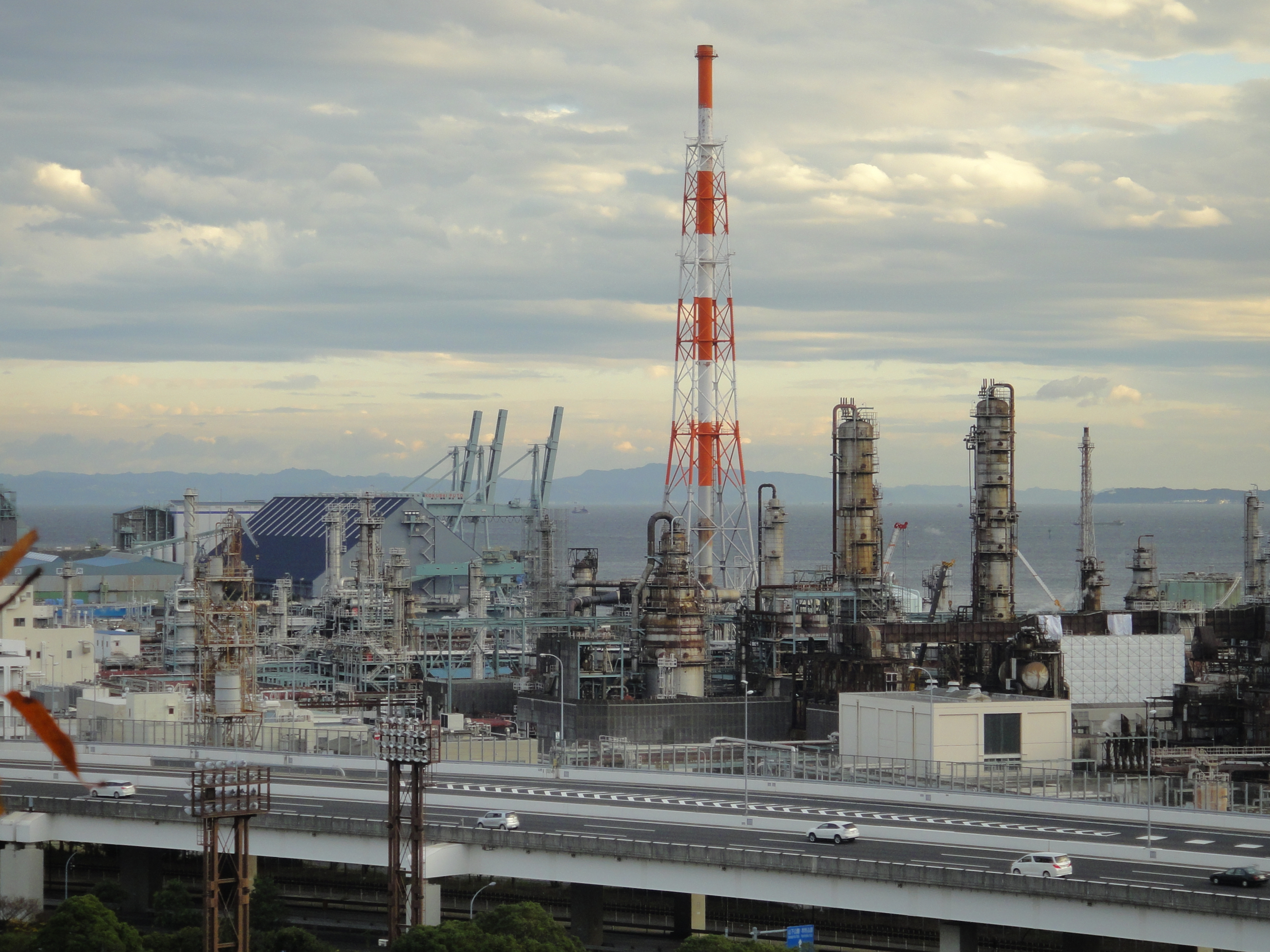
ENEOS根岸製油所
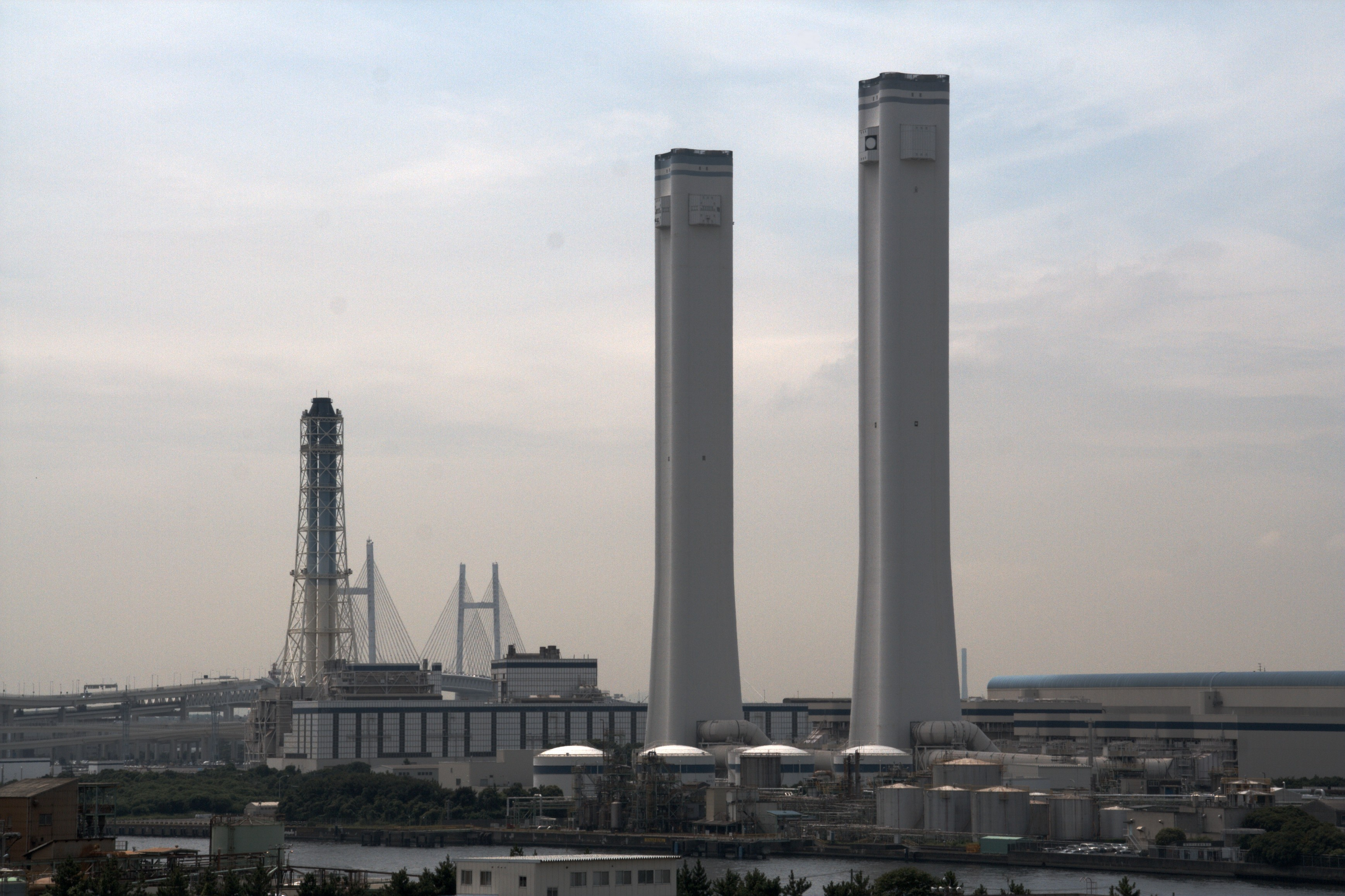
JERA横浜火力発電所
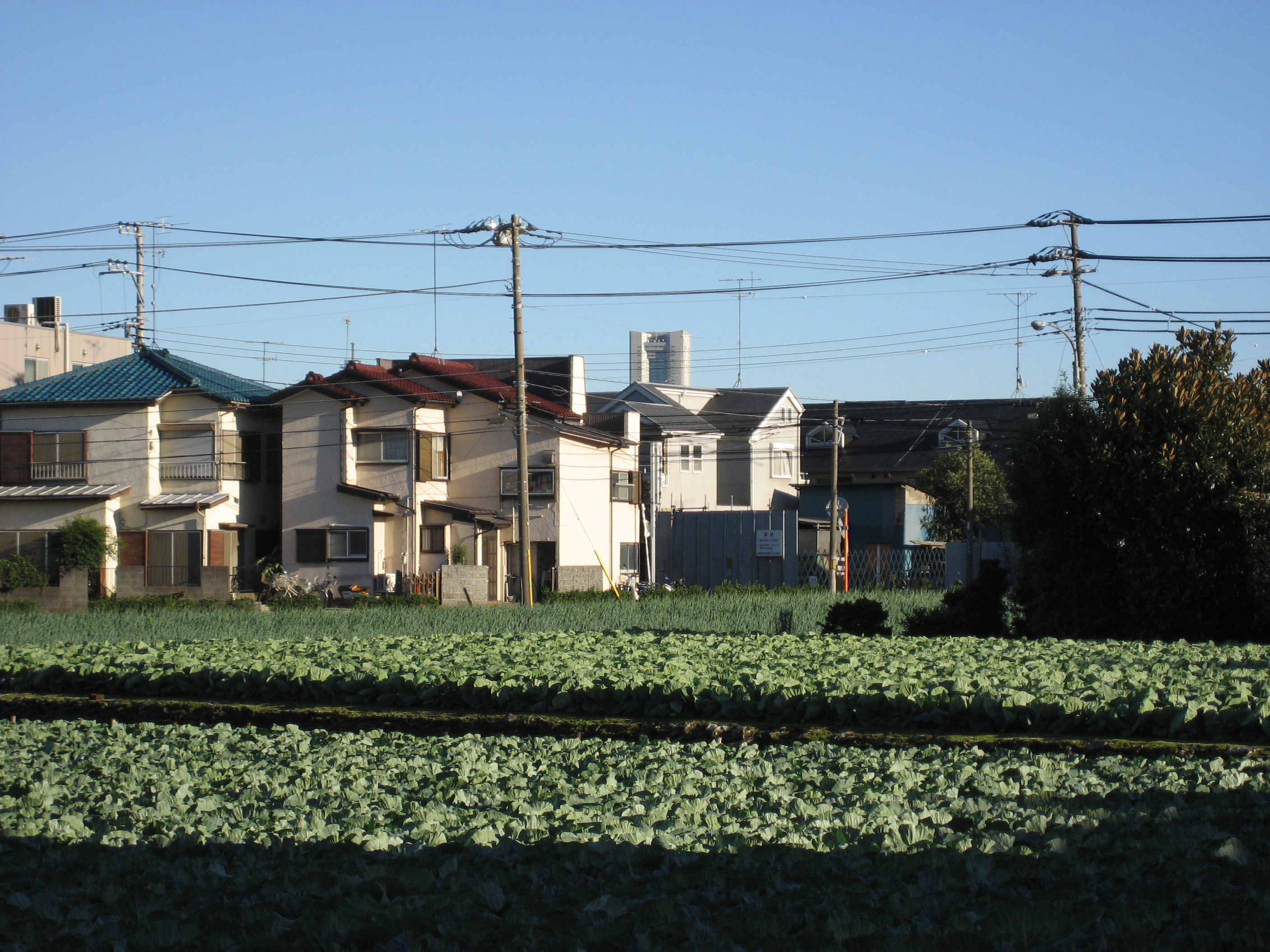
キャベツ畑（神奈川区神大寺）からランドマークタワーを見る
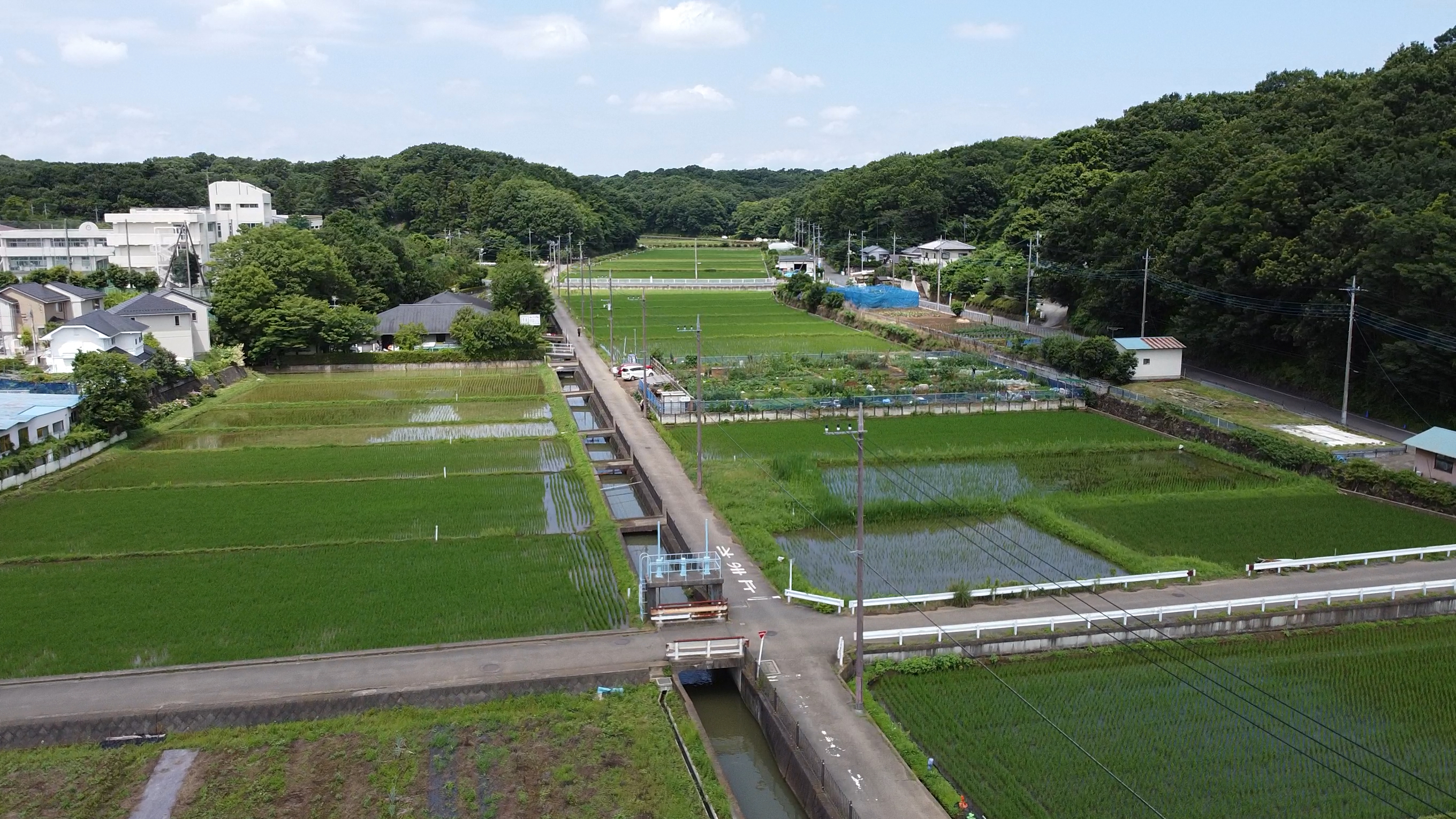
寺家ふるさと村

商業
事業所数は2万8527（2004年6月1日現在、以下同じ）で、このうち卸売業は6523事業所、小売業は2万2004事業所となっている。従業者数は25万3026人で、うち卸売業は7万480人、小売業は18万2546人。年間商品販売額は9兆3105億円で、卸売業が5兆6889億円、小売業が3兆6216億円。小売業の売場面積は280万9693km2。
サービス業
サービス業の事業所数は、4万2566（2004年サービス業基本調査、以下同じ）。従業者数は39万1346人で、うち常用雇用者数は32万249人。経費総額は4兆5300.75億円で、うち給与支出総額は1兆2464.65億円。設備投資額は1801.20億円。
工業
製造業に属する事業所数は、2800（2010年工業統計調査、以下同じ）で、従業者数は10万203人。製造品出荷額等は4兆3807億円、付加価値額は1兆3965億円、有形固定資産投資総額は1178億円となっている。
製造品出荷額の業種別構成比では、石油1兆568億円 (24.1%) が最も多く、以下、一般機械6236億円 (14.2%)、輸送機械4998億円 (11.4%)、食料4635億円 (10.6%)、情報機器3593億円 (8.2%)、金属製品2411億円 (5.5%)、飲料1532億円 (3.5%)、電気機械1403億円 (3.2%)、非鉄1099億円 (2.5%)、化学1022億円 (2.3%)、その他14業種6310億円 (14.4%) と続く。鶴見区・神奈川区・中区・金沢区の臨海部に大規模な工業団地が形成されている。
明治以降は捺染業が地場産業として発展した。横浜スカーフは、最盛期の1976年には世界の50%、日本国内の90%の生産量を占めた。
農業
都市化の中にありながら第一次産業である農業も近郊農業として確立し、盛んに行われている。横浜市内の農地面積は3,419ha と神奈川県内最大である。泉区などで盛ん。
横浜市独自の農業振興策として、市街化調整区域や生産緑地地区などの他に、農業専用地区という都市農業の確立と都市環境を守ることを目的とした地区が定められている。現在26地区、1011ha（うち田畑は613ha）が指定されており、横浜農業の中心として意欲的な農業経営が持続されている。
現在ではキャベツ・ホウレンソウ・コマツナ・ジャガイモなどをはじめ、「横浜ブランド農産物」の生産が意欲的に行われている。港北区綱島の桃「日月桃」や保土ケ谷区の「保土ヶ谷いも」など、かつては全国に知られた野菜産地も市内に存在する。
- 横浜農業協同組合（JA横浜）

### 本社を置く主な企業

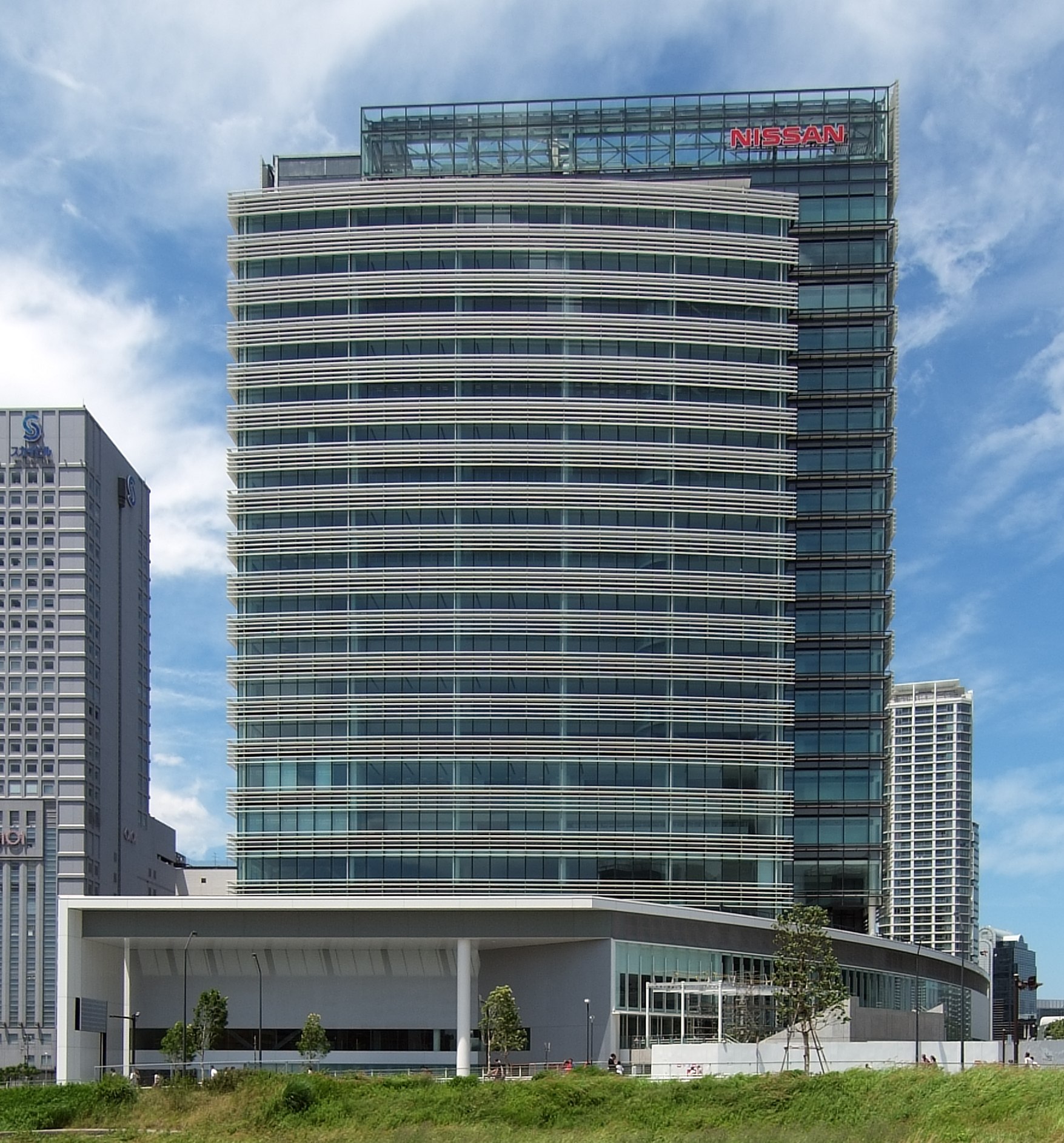
日産自動車グローバル本社
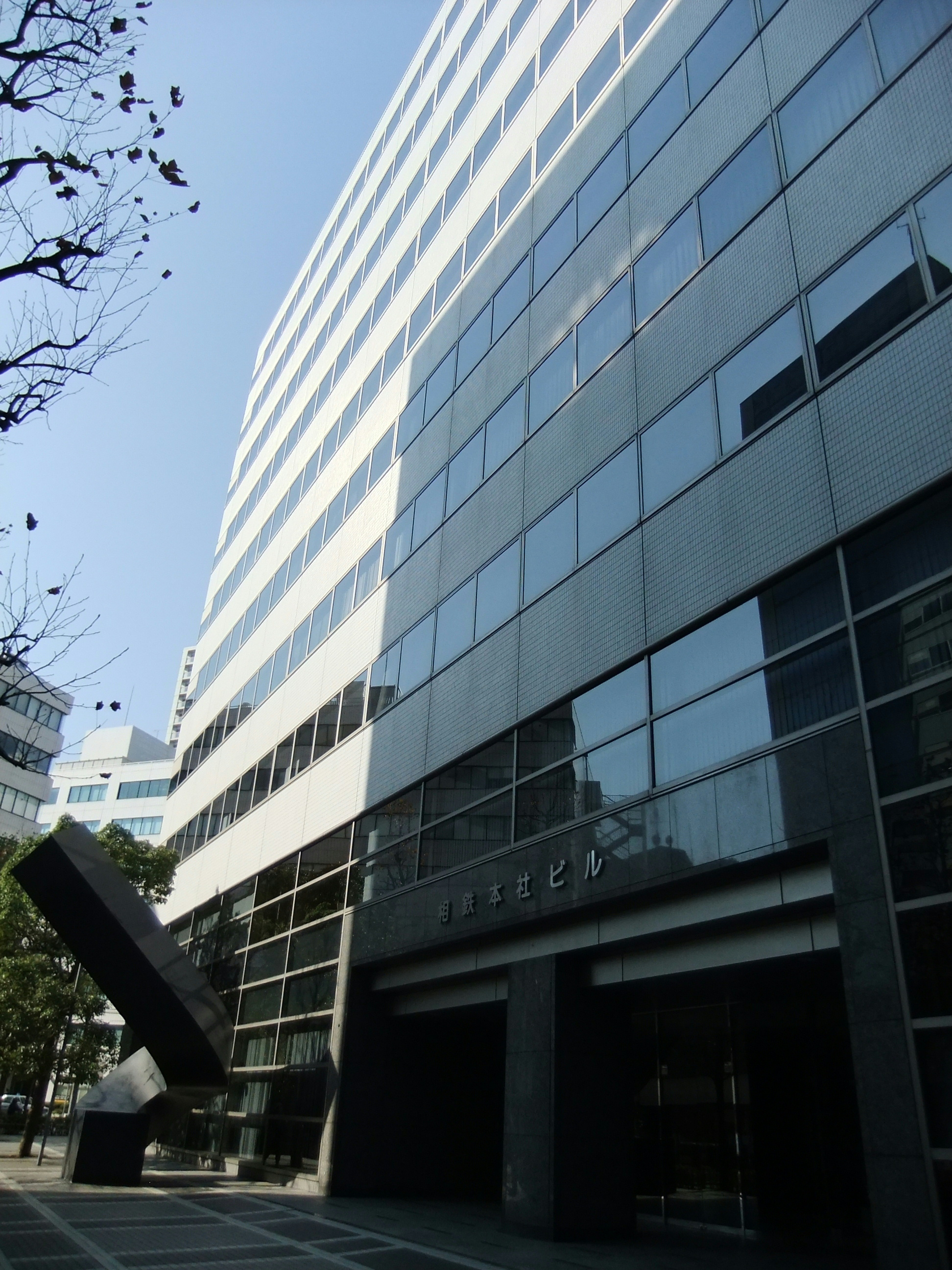
相鉄本社ビル（相鉄HD傘下）
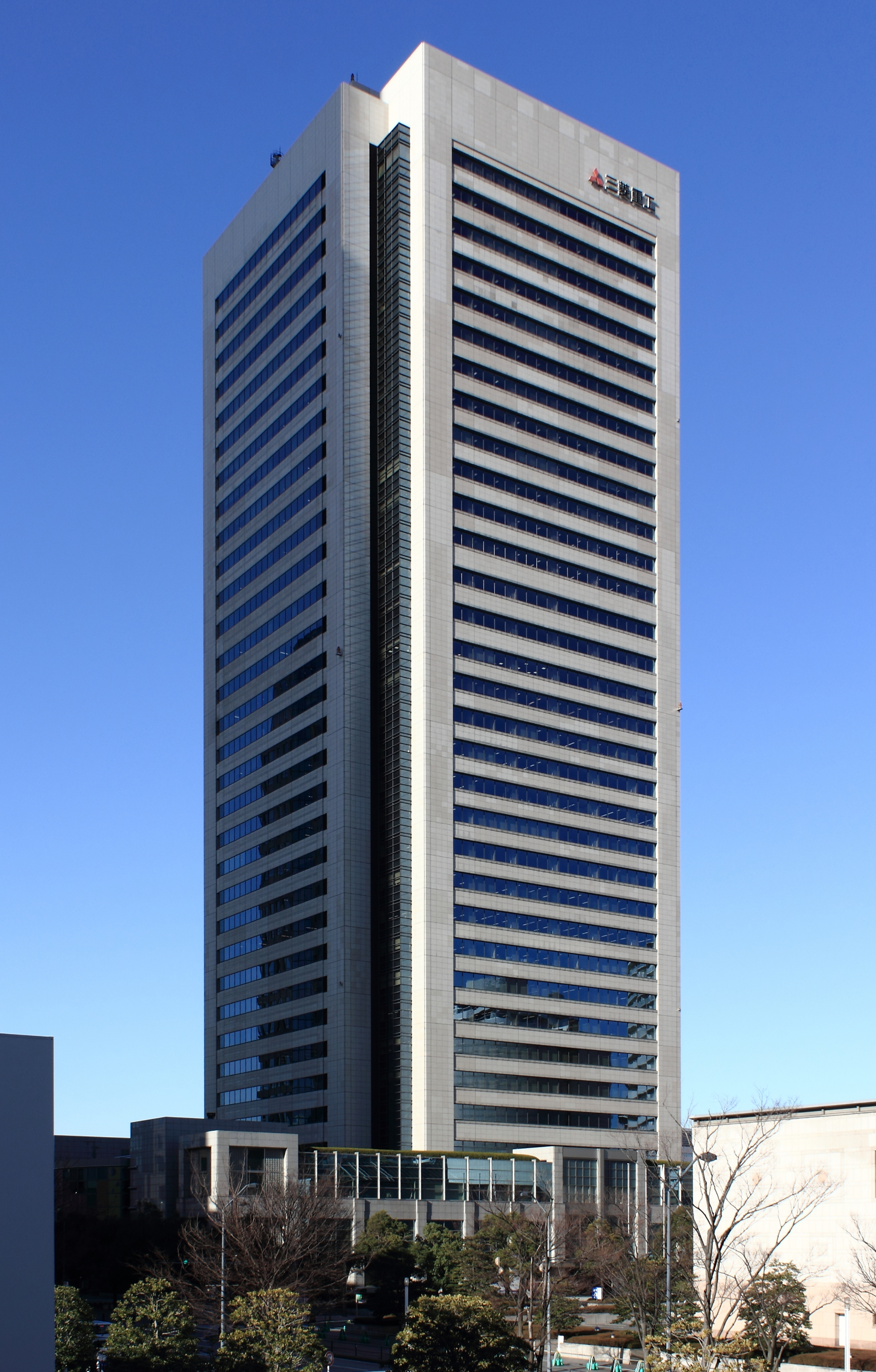
三菱重工横浜ビル（登記上の本店は東京都千代田区にある）

#### 東証プライム上場
- AOKIホールディングス
- CIJ
- JVCケンウッド（旧・日本ビクター）
- アイネット
- あい ホールディングス
- アネスト岩田
- アマノ
- アルプス技研
- いすゞ自動車
- イリソ電子工業
- オカムラ
- カッパ・クリエイト
- 京三製作所
- クリエイトSDホールディングス
- 京浜急行電鉄
- コーエーテクモホールディングス
- 古河電池
- コロワイド
- サカタのタネ
- 芝浦メカトロニクス
- 図研
- 相鉄ホールディングス
- ソシオネクスト
- ソディック
- 東京エレクトロン デバイス
- 日揮ホールディングス
- 日産自動車
- 日新
- 日本発条
- パイオラックス
- フィード・ワン
- ブイ・テクノロジー
- 富士ソフト
- マクニカホールディングス
- 丸全昭和運輸
- ユニプレス
- 横浜冷凍
- ヨロズ
- レイズネクスト
- レーザーテック

#### 東証スタンダード上場
- アイエーグループ
- アトム
- エバラ食品工業
- ウインテスト
- エーアンドエーマテリアル
- ASIAN STAR
- 大戸屋ホールディングス
- 小野測器
- 菊水電子工業
- クックパッド
- 工藤建設
- クリエートメディック
- コナカ
- スリーエフ
- 創健社
- タウンニュース社
- 千代田化工建設
- テイン
- テクノメディカ
- テラプローブ
- 東京汽船
- トーエル
- ナイス
- 日本アビオニクス
- 日本KFCホールディングス
- ハイマックス
- ヒップ
- ベリテ
- ホテルニューグランド
- 守谷輸送機工業
- 横浜魚類
- 横浜丸魚
- ランド
- ワットマン

#### 東証グロース上場
- ティアンドエス
- フォーライフ

#### 非上場
- ENEOSオーシャン
- PALTEK
- ありあけ
- アルプス物流
- ウエインズグループ
- 宇徳
- エクサ
- 扇島パワー
- 大倉陶園
- オーケー
- 快活フロンティア
- 花月園観光
- 神奈川銀行
- 崎陽軒
- グラフテック
- ココカラファイングループ
- サイバーコム
- さが美
- 三和エナジー
- 三和倉庫
- 四季（劇団）
- シュマルツ
- スリーハイ
- 大日本プロレス
- タカナシ乳業
- チップワンストップ
- 東京濾器
- トオカツフーズ
- 日本飛行機
- 日本農産工業
- 日本ピザハット・コーポレーション
- 日本ヒルティ
- ニューフレアテクノロジー
- バンダイナムコテクニカ
- 日立システムズエンジニアリングサービス
- ピーシーデポコーポレーション
- ファンケル
- 富士シティオ
- 富士通コミュニケーションサービス
- フレッシュネスバーガー
- ポンパドウル
- 三本珈琲
- 郵船クルーズ
- 有隣堂
- 横浜銀行
- 横浜スポーツアンドカルチャークラブ/Y.S.C.C.
- 横浜フリエスポーツクラブ
- 横濱文明堂
- 横浜マリノス
- 六元素情報システム
- 臨海
- オートコムジャパン株式会社

## 交通

### 航空
市内に空港は無く、東京都大田区の東京国際空港（羽田空港）もしくは千葉県成田市の成田国際空港（成田空港）が最寄りとなる。
アクセス路線としてリムジンバスが横浜駅東口バスターミナルに隣接する横浜シティ・エア・ターミナル (YCAT) を中心に、市内の各主要駅から両空港へのリムジンバスが発着する。
鉄道路線は羽田空港には京急が市内各駅と羽田空港第3ターミナル駅および羽田空港第1・第2ターミナル駅を結ぶ列車を運行している。
成田空港にはJR東日本が横浜駅と空港第2ビル駅および成田空港駅を結ぶ列車（成田エクスプレスなど）、一部時間帯だが京急が京成成田空港線直通列車（京急線内特急）を運行している。
なお、国際航空運送協会 (IATA) 都市コード 「YOK」 を持つ。

### 船舶

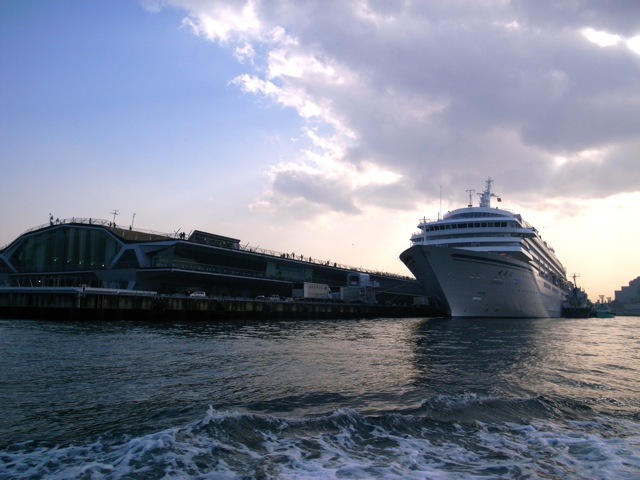
横浜港・大さん橋

横浜港
横浜港は、開港当初から昭和初期に至るまで、綿花などの原料・鉄類・機械の輸入と、生糸・綿糸・絹織物の輸出を主とし、特に生糸貿易港として発展した。その後、京浜工業地帯の発展に伴い、鉄鋼・機械類・油脂の輸入と、機械類・金属製品・鉄鋼の輸出を主とする工業港となる。現在では、本牧埠頭、大黒埠頭、南本牧埠頭の三つの複合型コンテナ埠頭群が整備され、コンテナ貨物取扱や倉庫物流における日本経済の拠点として重要な役割を担っている。一方では、高島埠頭や、新港埠頭はその役割を終えて、みなとみらい地区として再整備され、新たな港湾機能の役割を担っている。また、山下埠頭もバルク貨物のコンテナ輸送移行に伴いその役割を終えつつあり、新山下地区再整備構想のなかで、新たな横浜都心の整備エリアとしての構想が出されている。横浜港は、日本有数の貿易港となり、東京港と併せて京浜港として指定特定重要港湾（スーパー中枢港湾）に指定されている。また横浜港は、明治以来、海外渡航者の海路玄関口の一つとして、大さん橋や新港埠頭に多くの客船や移民船が出入りした。1960年代以降は外国航路が空路に替わり、国内フェリー航路の中心が東京港を中心に発展したことや、1970年代前半のオイルショックにより海運会社が貨客船による船客輸送を減少させたことから、客船ターミナルとしての役割は減衰し始めた。しかし1960年代後半から1990年代前半まで旧ソ連極東船舶公社がナホトカ定期航路を開設し維持したことが横浜港の海外渡航機能としての役割を維持した。また東海汽船により伊豆諸島への旅客港としての航路も維持している。
1990年代になると、日本国内でクルーズ客船による船旅が活発化し始め、クルーズ客船も大型化が著しくターミナルも老朽化したことから、2002年（平成14年）6月に大さん橋国際客船ターミナルが新装オープンした。横浜市もクルーズ客船の寄港誘致に積極的に取り組んだ結果、横浜港への日本船籍のクルーズ客船の寄港回数は2003年度に国内1位になり、現在まで1位を続けている。また、外国船籍を含むクルーズ船の寄港数は2014年まで12年連続で国内1位だった。
一方乗降客数では、2007年から2008年現在、外国航路の定期路線が存在せず、国内航路は伊豆諸島への定期航路しかないため、国内主要旅客港との乗降客数の比較では、中国への定期客船航路を持つ大阪港や神戸港、国内フェリー航路を持つ東京港のより低い数値となっている。横浜港へのクルーズ客船寄港が大きな経済波及効果を伴うことと、クルーズ旅行そのものが、先進国の富裕層の指標ともなっており、中長期的に増加が見込まれることから、横浜市や横浜港にとってクルーズ客船寄港促進は、同じく経済波及効果の高いコンテナ船寄航促進と並び、重要な課題となっている。
横浜港遊覧
- Y Cruise：マリンルージュ、シーバス（横浜駅東口 - ハンマーヘッド - ピア赤レンガ - 山下公園）
- 京浜フェリーボート
- ケーエムシーコーポレーション

### 鉄道
主要な駅
市の中央駅は横浜駅、新幹線停車駅は新横浜駅。
市役所本庁舎最寄駅は、馬車道駅（みなとみらい線）と桜木町駅（JR根岸線・ブルーライン）である。
1日平均乗車人員の多い駅（上位20位まで）
| - 横浜駅（JR各線・京急本線・東急東横線・相鉄本線・みなとみらい線・ブルーライン） - 日吉駅（東急東横線・東急目黒線・東急新横浜線・グリーンライン） - 戸塚駅（JR東海道線・横須賀線・湘南新宿ライン・ブルーライン） - 新横浜駅（東海道新幹線・JR横浜線・ブルーライン・相鉄新横浜線・東急新横浜線） - 長津田駅（JR横浜線・東急田園都市線・こどもの国線） - 菊名駅（JR横浜線・東急東横線） - あざみ野駅（東急田園都市線・ブルーライン） - 上大岡駅（京急本線・ブルーライン） - 桜木町駅（JR根岸線・ブルーライン） - 鶴見駅（JR京浜東北線・鶴見線） | - 関内駅（JR根岸線・ブルーライン） - 東戸塚駅（JR横須賀線・湘南新宿ライン） - 中山駅（JR横浜線・グリーンライン） - 青葉台駅（東急田園都市線） - 新杉田駅（JR根岸線・金沢シーサイドライン） - 綱島駅（東急東横線） - みなとみらい駅（みなとみらい線） - センター南駅（ブルーライン・グリーンライン） - センター北駅（ブルーライン・グリーンライン） - たまプラーザ駅（東急田園都市線） |

そのほかの主要駅
- 東神奈川駅（JR京浜東北線・横浜線）
- 元町・中華街駅（みなとみらい線）
- 金沢文庫駅（京急本線）
- 金沢八景駅（京急本線・京急逗子線・金沢シーサイドライン）
- 二俣川駅（相鉄本線・いずみ野線）
- 西谷駅（相鉄本線・新横浜線）

#### 鉄道路線
東海旅客鉄道（JR東海）
 東海道新幹線
- - 新横浜駅 -

東日本旅客鉄道（JR東日本）
 東海道線・■上野東京ライン
- - 横浜駅 - 戸塚駅 -

 横須賀線・ 湘南新宿ライン
- - 横浜駅 - 保土ケ谷駅 - 東戸塚駅 - 戸塚駅 -

 京浜東北線・根岸線
- - 鶴見駅 - 新子安駅 - 東神奈川駅 - 横浜駅 - 桜木町駅 - 関内駅 - 石川町駅 - 山手駅 - 根岸駅 - 磯子駅 - 新杉田駅 - 洋光台駅 - 港南台駅 - 本郷台駅 -

 横浜線
- 東神奈川駅 - 大口駅 - 菊名駅 - 新横浜駅 - 小机駅 - 鴨居駅 - 中山駅 - 十日市場駅 - 長津田駅 -

 南武線
- - 矢向駅 -

 鶴見線
- 鶴見駅 - 国道駅 - 鶴見小野駅 - 弁天橋駅 - 浅野駅 - 安善駅 -
- 海芝浦支線：浅野駅 - 新芝浦駅 - 海芝浦駅

相鉄線直通列車
- - 羽沢横浜国大駅

京浜急行電鉄（京急）
 本線
- - 鶴見市場駅 - 京急鶴見駅 - 花月総持寺駅 - 生麦駅 - 京急新子安駅 - 子安駅 - 神奈川新町駅 - 京急東神奈川駅 - 神奈川駅 - 横浜駅 - 戸部駅 - 日ノ出町駅 - 黄金町駅 - 南太田駅 - 井土ヶ谷駅 - 弘明寺駅 - 上大岡駅 - 屏風浦駅 - 杉田駅 - 京急富岡駅 - 能見台駅 - 金沢文庫駅 - 金沢八景駅 -

 逗子線
- 金沢八景駅 - 六浦駅 -

東急電鉄（東急）
 東横線
- - 日吉駅 - 綱島駅 - 大倉山駅 - 菊名駅 - 妙蓮寺駅 - 白楽駅 - 東白楽駅 - 反町駅 - 横浜駅

 目黒線
- - 日吉駅

 東急新横浜線（全線）
- 新横浜駅 - 新綱島駅 - 日吉駅

 田園都市線
- - たまプラーザ駅 - あざみ野駅 - 江田駅 - 市が尾駅 - 藤が丘駅 - 青葉台駅 - 田奈駅 - 長津田駅 -

 こどもの国線（全線）
- 長津田駅 - 恩田駅 - こどもの国駅

相模鉄道（相鉄）
 相鉄本線
- 横浜駅 - 平沼橋駅 - 西横浜駅 - 天王町駅 - 星川駅 - 和田町駅 - 上星川駅 - 西谷駅 - 鶴ヶ峰駅 - 二俣川駅 - 希望ヶ丘駅 - 三ツ境駅 - 瀬谷駅 -

いずみ野線（湘南台駅を除く全線）
- 二俣川駅 - 南万騎が原駅 - 緑園都市駅 - 弥生台駅 - いずみ野駅 - いずみ中央駅 - ゆめが丘駅 -

相鉄新横浜線（全線）
- 西谷駅 - 羽沢横浜国大駅 - 新横浜駅

横浜高速鉄道
 みなとみらい線（全線）
- 横浜駅 - 新高島駅 - みなとみらい駅 - 馬車道駅 - 日本大通り駅 - 元町・中華街駅

横浜市営地下鉄（横浜市交通局）
 ブルーライン（湘南台駅を除く全線）
- - 下飯田駅 - 立場駅 - 中田駅 - 踊場駅 - 戸塚駅 - 舞岡駅 - 下永谷駅 - 上永谷駅 - 港南中央駅 - 上大岡駅 - 弘明寺駅 - 蒔田駅 - 吉野町駅 - 阪東橋駅 - 伊勢佐木長者町駅 - 関内駅 - 桜木町駅 - 高島町駅 - 横浜駅 - 三ツ沢下町駅 - 三ツ沢上町駅 - 片倉町駅 - 岸根公園駅 - 新横浜駅 - 北新横浜駅 - 新羽駅 - 仲町台駅 - センター南駅 - センター北駅 - 中川駅 - あざみ野駅

グリーンライン（全線）
- 中山駅 - 川和町駅 - 都筑ふれあいの丘駅 - センター南駅 - センター北駅 - 北山田駅 - 東山田駅 - 高田駅 - 日吉本町駅 - 日吉駅

横浜シーサイドライン
 金沢シーサイドライン（全線）
- 新杉田駅 - 南部市場駅 - 鳥浜駅 - 並木北駅 - 並木中央駅 - 幸浦駅 - 産業振興センター駅 - 福浦駅 - 市大医学部駅 - 八景島駅 - 海の公園柴口駅 - 海の公園南口駅 - 野島公園駅 - 金沢八景駅

泉陽興業
YOKOHAMA AIR CABIN（全線）
- 桜木町駅 - 運河パーク駅

備考
- 市内のJRの駅は、JRの特定都区市内制度の「横浜市内」駅として扱われる。（なお、「横浜市内」駅には川崎市内の一部JR駅も含む）
- 横須賀線・京浜東北線・湘南新宿ライン・相鉄線直通は運転系統上の名称であり、線路名称上はいずれも東海道本線に属する。そのため、線路名称上市内を通るJRの在来線は、東海道本線・根岸線・横浜線・南武線・鶴見線の計5路線である。
- 京浜東北線と根岸線は、常時相互直通運転を行っている。
- 東急東横線と横浜高速鉄道みなとみらい線は、深夜時間帯の一部列車を除き常時相互直通運転を行っている。
- 横浜線の一部列車は、東神奈川駅から根岸線に乗り入れる。
- 弘明寺駅は京急とブルーラインの2路線にあるが、お互いの距離は600mほど離れているため、同一駅及び乗換駅ではない。
- 羽沢横浜国大駅には相鉄新横浜線と相鉄線直通列車が乗り入れ、常時相互直通運転を行っている。
- 大船駅の所在地は隣接する鎌倉市であるが、駅北側が栄区笠間に位置している。

### 路線バス
各事業者の運行子会社は省略。

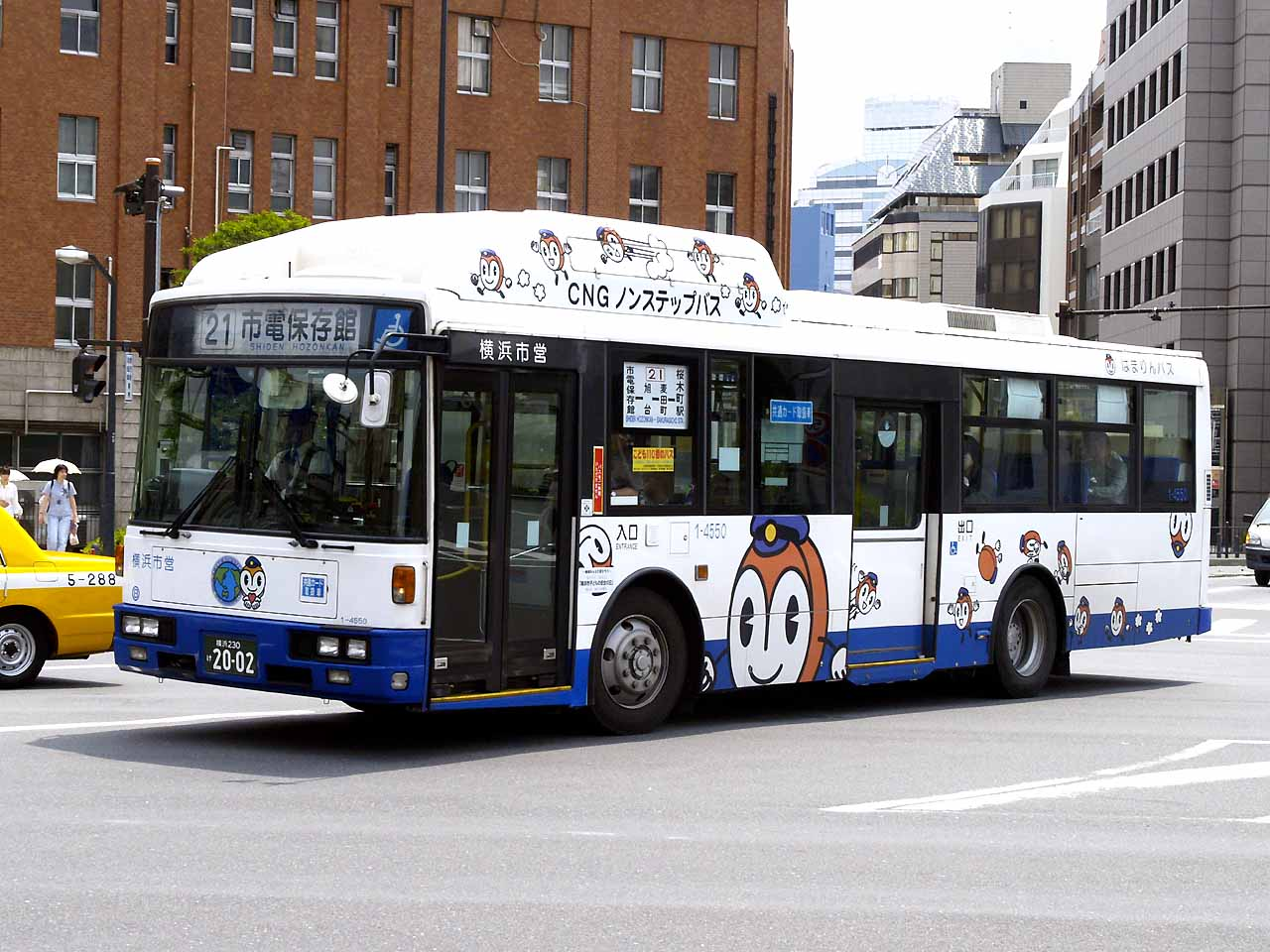
横浜市営バス

- 横浜市営バス - 旧市街地を中心に市域の約5割をカバー。一部路線を神奈中など民営に移管中。また、一部の運行業務を、横浜交通開発に委託している。（車両は、横浜市営バスのものを使用）
- 京浜急行バス - 金沢区・磯子区中心。京急グループ。
- 川崎鶴見臨港バス - 鶴見区中心。京急グループ。
- 東急バス - 港北区鶴見川以北・都筑区・青葉区中心。東急グループ。
- 江ノ電バス - 港南区笹下地区、磯子区西南部、戸塚区JR以東および栄区豊田地区中心。江ノ島電鉄の事業子会社、小田急グループ。
- 小田急バス - 青葉区の一部に乗り入れる形。小田急グループ。
- 神奈川中央交通（神奈中バス） - 戸塚区・栄区・泉区・瀬谷区・港南区・旭区・緑区・青葉区のJR以南中心。小田急グループ。
- 相鉄バス - 相鉄沿線・中区・西区・神奈川区・戸塚区の一部。相鉄グループ。
- 大新東バス - 金沢区南部の分譲地限定。
- フジエクスプレス - 2007年4月1日より横浜市営バス134系統を全便移譲の上、一部運行経路を変更（桜木町駅〜中区本牧地区循環線）して運行を開始する。富士急行グループ。
- 川崎市バス - 久末団地線（高田町 - 久末団地間）および犬蔵線（たまプラーザ駅）で横浜市に乗り入れ。

乗車方法は、走行地域や運行会社により異なる。市営バス・臨港バス・東急バス・小田急バス・フジエクスプレス・大新東バスは前乗り後降り先払いで、区間制の路線であっても整理券は使用せず、乗車時に行き先を乗務員に告げて所定の運賃を支払う。京急バス・相鉄バス・江ノ電バス・神奈中バスは前乗り後降りの路線と後乗り前降りの路線があるが、これは地域（均一制か区間制）によって異なる。なお、神奈中バスでは主として戸塚以西で前乗り前降りの路線も存在する。後乗り前降りと前乗り前降りの路線はいずれも後払いであり、整理券方式を採っている。

運賃は、均一制で設定されている地域と、区間制で設定されている地域がある。後者は主として金沢区・戸塚区・泉区・栄区・瀬谷区および旭区の大部分と緑区の一部であり、それ以外の地域は均一制となっている。

### 道路
横浜市は「横浜国際港都建設法」により、日本の代表的な国際港都であるべきことが目的として掲げられている（法第1条）。そのため、国際港都にふさわしい都市計画として「横浜国際港都建設計画」を定めることになっており、その道路事業が「横浜国際港都建設計画道路事業」として計画されている。
しかし道路整備率は21大都市の中で19位と低い。戦後比較的早期に「横浜国際港都建設計画道路事業」として策定され、その後も都市計画法制定まで多数の計画路線が追加されたが、事業着手され全線完成した路線は少ない。直近でも「ゆめはま2010プラン」1994-2010や「横浜中期政策プラン」2002-2006、「中期計画」2007-2010などで横浜都心迄30分の交通体系整備を実現させる3環状10放射からなる主要計画があるが、全線完成したのは環状2号線、横浜鎌倉線、横浜伊勢原線、日吉元石川線の1環状3放射にとどまる。市内の都市計画道路の整備率は、2024年3月31日時点で計画延長682.920kmに対し、整備済472.175kmであり、整備率は69.1%である。
- 3環状
  - 環状2号線
  - 環状3号線
  - 環状4号線
- 10放射
  - 横浜藤沢線（港南区丸山台〜戸塚区小雀町）
  - 羽沢池辺線（神奈川区羽沢町〜都筑区池辺町）
  - 山下長津田線（中区山下町〜緑区長津田町）
  - 横浜鎌倉線（鎌倉街道、県道21号と一部重複）（中区本町〜栄区公田町）
  - 桂町戸塚遠藤線（栄区桂町〜泉区下飯田町）
  - 横浜伊勢原線（長後街道、県道22号と一部重複）（戸塚区上倉田町〜泉区上飯田町）
  - 日吉元石川線（県道102号と一部重複）（港北区日吉〜青葉区美しが丘西）
  - 横浜上麻生線（県道12号と一部重複）（神奈川区東神奈川〜青葉区鉄町）
  - 横浜逗子線（笹下釜利谷道路、県道22号と一部重複）（港南区上大岡西〜金沢区六浦町）
  - 権太坂和泉線（保土ケ谷区狩場町〜泉区和泉町）

#### 主要な道路一覧
高速道路・有料道路
- E1東名高速道路：横浜青葉IC/JCT - 港北PA - 横浜町田IC
- E83第三京浜道路：都筑IC/都筑PA - 港北IC/横浜港北JCT - 羽沢IC - 保土ヶ谷PA - 保土ヶ谷IC
- 国道1号横浜新道：保土ヶ谷IC - 常盤台IC - 峰岡IC - 星川IC - 藤塚IC - 新保土ヶ谷IC - 今井IC - 川上IC - 戸塚PA - 上矢部IC - 戸塚終点
- 国道16号横浜新道：新保土ヶ谷IC - 狩場IC/JCT
- E16横浜横須賀道路本線：狩場IC - 別所IC - 日野IC - 港南台IC - 釜利谷JCT - 朝比奈IC
- E16横浜横須賀道路金沢支線：釜利谷JCT - 金沢自然公園IC - 堀口能見台IC - 並木IC

※ このほか、首都圏中央連絡自動車道（圏央道）の横浜市内区間にあたる横浜環状南線が、2025年度に開通する予定である。
首都高速道路
- K1 神奈川1号横羽線：汐入出入口 - 生麦JCT - 生麦出入口 - 守屋町出口 - 子安出入口 - 東神奈川出入口 - 金港JCT - 横浜駅東口出入口 - みなとみらい出入口 - 横浜公園出入口 - 石川町JCT
- K2 神奈川2号三ツ沢線：金港JCT - 横浜駅西口出入口 - 三ツ沢出入口 - 三ツ沢JCT
- K3 神奈川3号狩場線：本牧JCT - 新山下出入口 - 山下町出口 - 石川町入口 - 石川町JCT - 阪東橋出入口 - 花之木出入口 - 永田出入口 - 狩場JCT
- K5 神奈川5号大黒線：大黒JCT - 大黒PA - 大黒ふ頭出入口 - 生麦JCT
- K7 神奈川7号横浜北線：生麦JCT - 岸谷生麦出入口 - 馬場出入口 - 新横浜出入口 - 横浜港北出入口/JCT
- K7 神奈川7号横浜北西線：横浜港北出入口/JCT - 横浜青葉出入口/JCT
- B 湾岸線：大黒JCT - 大黒ふ頭出入口 - 大黒PA - 本牧JCT - 本牧ふ頭出入口 - 南本牧ふ頭出入口 - 三溪園出入口 - 磯子出入口 - 杉田出入口 - 幸浦出入口

その他の自動車専用道路
- 保土ヶ谷バイパス：新保土ヶ谷IC - 新桜ヶ丘IC - 南本宿IC - 本村IC - 下川井IC - 上川井IC - 横浜町田IC

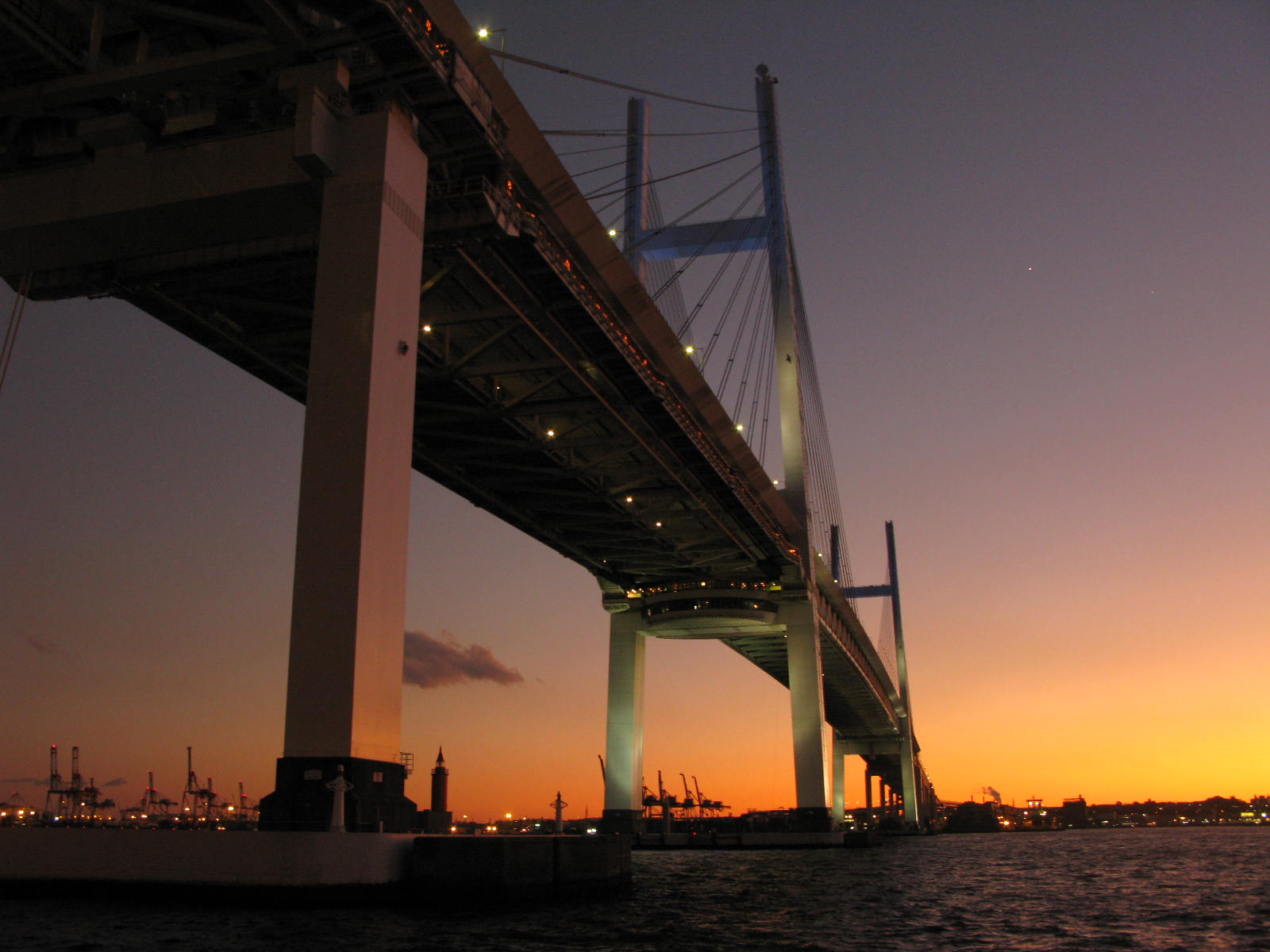
横浜ベイブリッジ(上層部は首都高速湾岸線、下層部は国道357号)

一般国道
- 国道1号（第二京浜、東海道）
- 国道15号（第一京浜、東海道）
- 国道16号（東京環状）
- 国道246号（厚木街道）
- 国道357号（東京湾岸道路）

主要地方道
- 神奈川県道2号東京丸子横浜線
- 神奈川県道6号東京大師横浜線
- 神奈川県道12号横浜上麻生線
- 神奈川県道13号横浜生田線
- 神奈川県道14号鶴見溝ノ口線
- 神奈川県道21号横浜鎌倉線
- 神奈川県道22号横浜伊勢原線
- 神奈川県道23号原宿六ツ浦線
- 神奈川県道30号戸塚茅ヶ崎線
- 神奈川県道40号横浜厚木線
- 神奈川県道45号丸子中山茅ヶ崎線
- 環状2号線
- 環状4号線（一部）
- 横浜市主要地方道80号横浜駅根岸線
- 横浜市主要地方道81号藤棚伊勢佐木線
- 横浜市主要地方道82号山下本牧磯子線
- 横浜市主要地方道83号青木浅間線
- 横浜市主要地方道84号保土ヶ谷宮元線
- 横浜市主要地方道85号鶴見駅三ツ沢線

## 文化施設

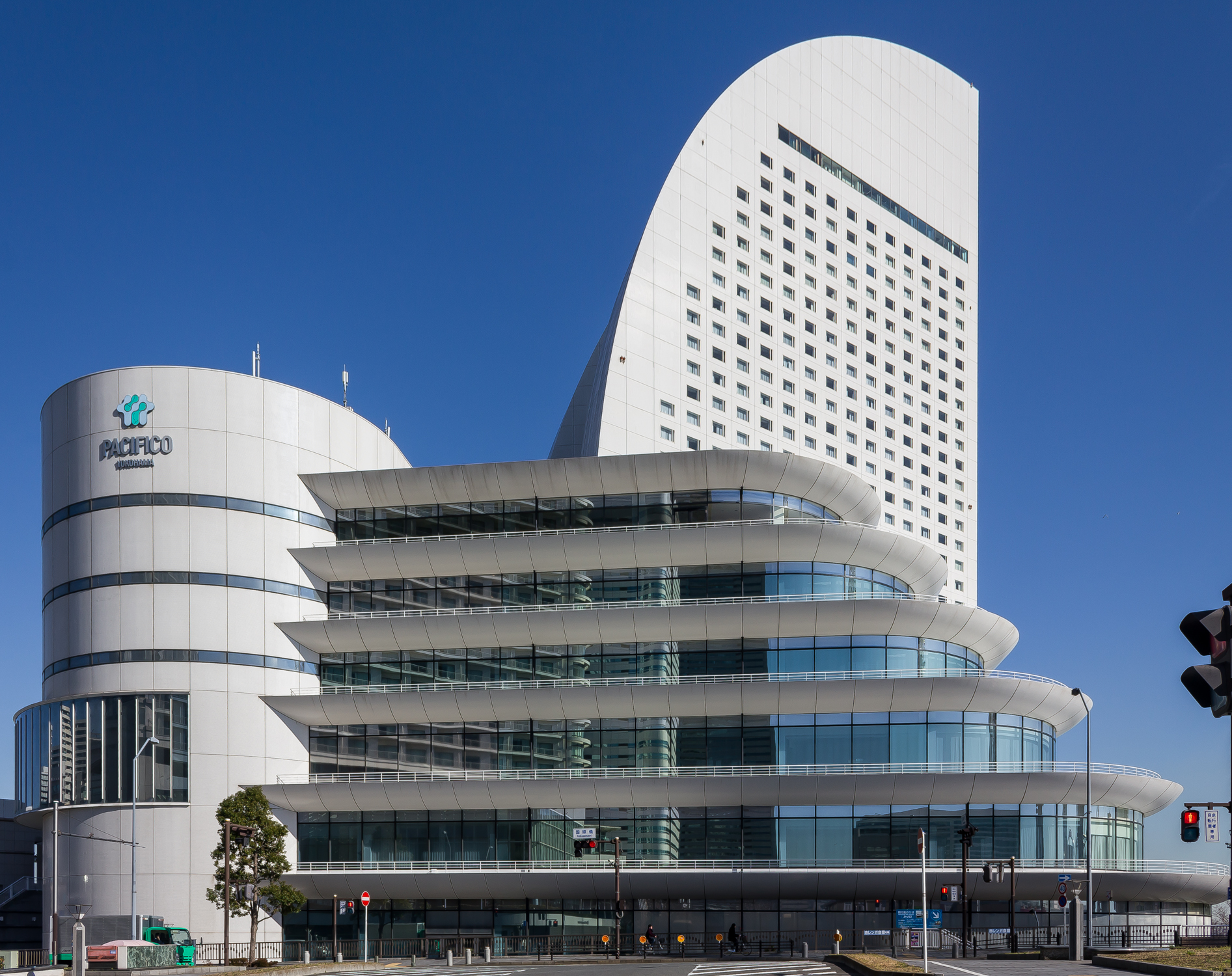
パシフィコ横浜

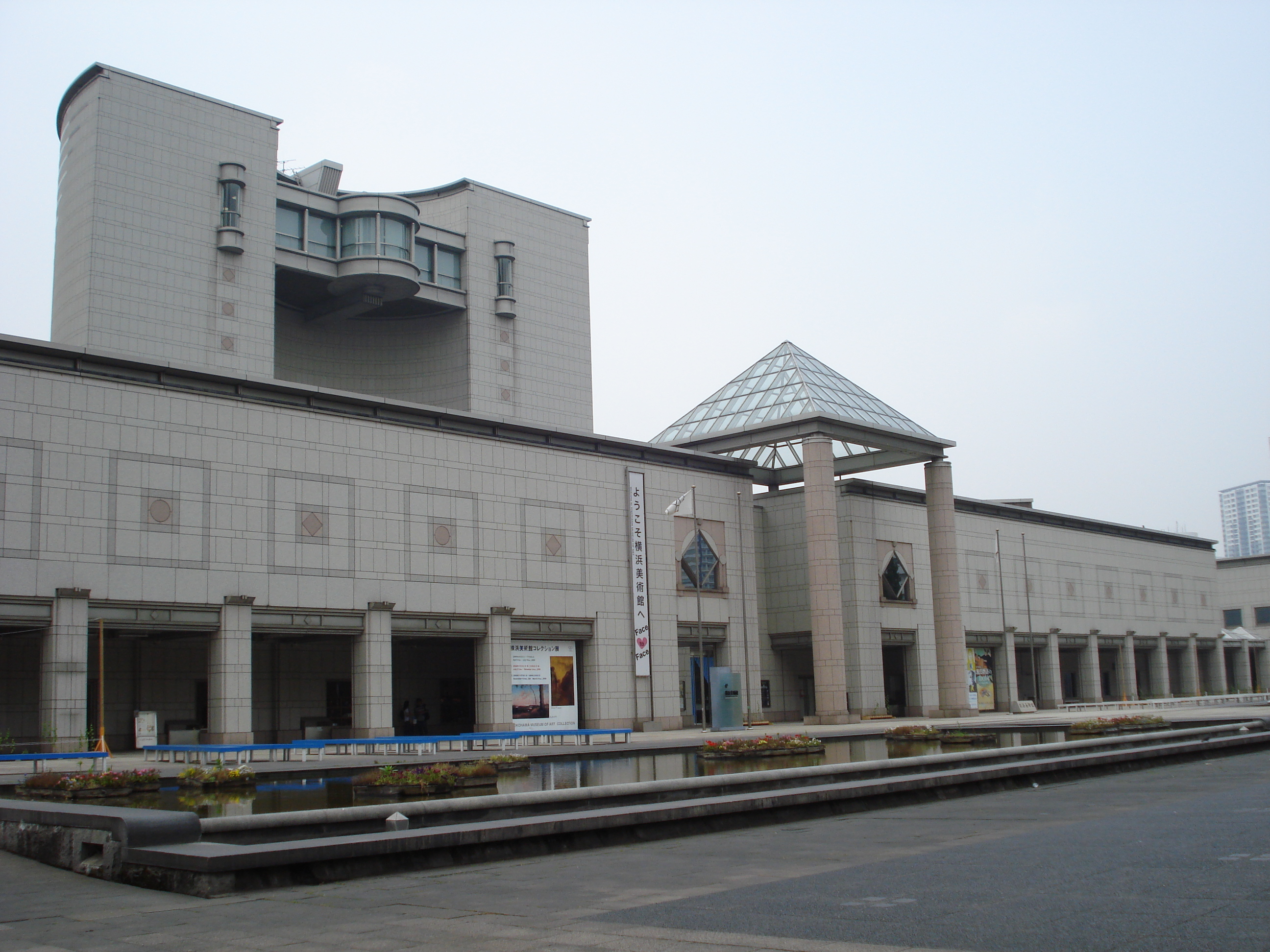
横浜美術館

### ホール・集会場
主要なもののみを以下に記載する。
- かながわアートホール
- 神奈川県立音楽堂
- 神奈川県立県民ホール（神奈川県民ホール本館・KAAT神奈川芸術劇場の総称）
- 神奈川県立青少年センター
- 神奈川県立地球市民かながわプラザ（あーすぷらざ）
- 横浜BUNTAI
- Kアリーナ横浜
- KT Zepp Yokohama
- ぴあアリーナMM
- 横浜アリーナ
- 横浜国際平和会議場（パシフィコ横浜）
- 横浜市青葉区民文化センター フィリアホール
- 横浜市開港記念会館
- 横浜市市民文化会館関内ホール
- 横浜にぎわい座
- 横浜能楽堂
- 横浜ベイホール
- 横浜みなとみらいホール
- 横浜市栄区民文化センターリリス（あーすぷらざ内）

※ 横浜市を拠点に活動する神奈川フィルハーモニー管弦楽団は、おもに横浜みなとみらいホール・神奈川県民ホール本館・神奈川県立音楽堂で定期公演を行なっている。

### 図書館
- 神奈川県立図書館（本館）
- 横浜市立図書館
  - 横浜市中央図書館をはじめ各区1館ずつ配置された18館で構成されており、全体では約405万冊を所蔵し[注釈 22]日本でも屈指の規模を誇る[144]。図書館カードは各館共通で使える。
  - 横浜市史資料室

### 博物館
中区を中心に多数存在。
- 神奈川県立歴史博物館
- 神奈川県立金沢文庫
- 神奈川県埋蔵文化財センター
- 神奈川近代文学館
- 国際平和展示室（あーすぷらざ内）
- 横浜市ふるさと歴史財団運営
  - 横浜市歴史博物館
  - 横浜ユーラシア文化館
  - 横浜都市発展記念館
  - 横浜開港資料館
  - 横浜市八聖殿郷土資料館
  - 横浜市三殿台考古館
  - 横浜市埋蔵文化財センター
- 大佛次郎記念館
- 日本郵船歴史博物館
- 馬の博物館
- 横浜市電保存館
- 横浜こども科学館（はまぎんこども宇宙科学館）
- 横浜みなと博物館
- 原鉄道模型博物館
- 横浜アンパンマンこどもミュージアム
- 三菱みなとみらい技術館
- 安藤百福発明記念館 横浜（カップヌードルミュージアム横浜）
- シルク博物館
- 横浜情報文化センター内
  - 日本新聞博物館（ニュースパーク）
- 岩崎博物館[145]
- ブリキのおもちゃ博物館[146]

### 美術館
- そごう美術館
- 横浜美術館（西区）- 建築家丹下健三の設計。
- 横浜人形の家
  - 他にも中区を中心に多数存在。

### 公民館
- 社会教育法に定められた公民館は設置されていないが、公民館類似施設として教育委員会が所管する横浜市社会教育コーナーが磯子区に一か所設けられている。また、同様の類似施設として各区内に「地区センター」、「コミュニティハウス」も点在している。

## 文化財
2023年（令和5年）12月15日時点で市内には、国指定・国登録・県指定・市指定・市登録の文化財物件が総数486件存在する。国選択・神奈川県選択の文化財は該当無し。

### 国指定文化財

#### 国宝
- 称名寺聖教（しょうみょうじしょうぎょう）
- 金沢文庫文書（かなざわぶんこもんじょ）

#### 重要文化財
- 旧横浜正金銀行本店本館（神奈川県立歴史博物館）
- 横浜市開港記念会館
- 氷川丸
- 初代日本丸
- 旧横浜船渠株式会社第二号船渠（ドックヤードガーデン）
- 旧横浜船渠株式会社第一号船渠（日本丸メモリアルパーク）

#### 史跡
- 旧横浜正金銀行本店（敷地）
- 称名寺境内
- 三殿台遺跡
- 大塚・歳勝土遺跡
- 朝夷奈切通

#### 名勝
- 三溪園
- 山手公園

#### 天然記念物
- ミヤコタナゴ

### 国登録文化財

#### 登録有形文化財
- 神奈川県庁本庁舎ほか

### 国選択文化財
- 該当なし

### 県指定文化財

#### 重要有形文化財
- 東漸寺釈迦堂

#### 史跡
- 稲荷前古墳群
- 市ヶ尾横穴墓群
- 品濃一里塚

#### 天然記念物
- 日野のシイ
- 旧城寺の寺林

#### 無形民俗文化財
- お馬流し
- 善部妙蓮寺の曲題目
- 牛込の獅子舞
- 鉄の獅子舞[148]

### 県選択文化財
- 該当なし

### その他
- 周知の埋蔵文化財包蔵地:市内に2500か所ほど存在[51][52]。
- 横浜市認定歴史的建造物:市教育委員会ではなく、都市整備局企画部都市デザイン室が認定する歴史的建造物群[149]。

## スポーツ

### 主なスポーツチーム
本項では、原則としてプロおよびセミプロのチーム・団体のみを記載する。社会人スポーツクラブについては、上記2つのページを参照のこと。
野球
- 横浜DeNAベイスターズ（プロ野球 セントラル・リーグ）
- 神奈川フューチャードリームス（ルートインBCリーグ。神奈川県各地の球場でホームゲームを主催）

サッカー
- Jリーグ

- 横浜F・マリノス（J1。横浜市のほか、横須賀市・大和市もホームタウンとしている）
- 横浜FC（J2）
- 横浜スポーツ&カルチャークラブ（Y.S.C.C.横浜）（J3）

- なでしこリーグ

- 日体大FIELDS横浜（1部）
- ニッパツ横浜FCシーガルズ（2部）

- Fリーグ（フットサル）

- Y.S.C.C.横浜（フットサル）

バスケットボール
- 横浜ビー・コルセアーズ（Bリーグ）
- 横浜エクセレンス（B3.LEAGUE。旧名称は「東京エクセレンス」。2021-22シーズンからホームタウンを東京都板橋区から横浜市に移転した。）

ラグビー
- 横浜キヤノンイーグルス（ジャパンラグビーリーグワン）

2022シーズンよりホームタウンを東京都町田市から移転。
アイスホッケー
- 横浜GRITS（アジアリーグアイスホッケー）

陸上競技
- 横浜DeNAランニングクラブ
- パナソニック女子陸上競技部

ボクシング
- 横浜光ボクシングジム
- 花形ボクシングジム（鴨居ジム）
- 大橋ボクシングジム

### 主なスポーツ施設
主要なもののみを以下に記載する。
野球場
- 神奈川県立保土ヶ谷公園硬式野球場（サーティーフォー保土ヶ谷球場）
- 俣野公園野球場（俣野公園・横浜薬大スタジアム）
- 横浜スタジアム - 横浜DeNAベイスターズの本拠地。

球技場・陸上競技場
- 神奈川県立保土ヶ谷公園サッカー場
- 横浜国際総合競技場（日産スタジアム） - 横浜F・マリノスのホームスタジアム。
- 小机競技場（日産フィールド小机）
- 三ツ沢公園球技場（ニッパツ三ツ沢球技場） - 横浜FC、Y.S.C.C.横浜などのホームスタジアム。
- 三ツ沢公園陸上競技場

ゴルフ場
- 磯子カンツリークラブ
- 戸塚カントリー倶楽部
- 程ヶ谷カントリー倶楽部
- 横浜カントリークラブ

屋内スポーツ施設
- 横浜アリーナ
- 横浜国際プール（WATER ARENA ウォーターアリーナ）
- 横浜BUNTAI
- 横浜武道館

その他
- 横浜市スポーツセンター - すべての区に1つずつ設置されている。
- 横浜プールセンター

## 教育
市域に設置されている幼稚園、認定こども園、小学校、中学校、高等学校、中等教育学校、特別支援学校、専修学校、および各種学校の数は、下表の通り。各種学校などの外国人学校は9校設置されている。校名などは、各区の記事を参照のこと。
| 学校種       | 総数 | 国立 | 県立 | 市立 | 私立 |
| ------------ | ---- | ---- | ---- | ---- | ---- |
| 幼稚園       | 247  | －   | －   | －   | 247  |
| 認定こども園 | 36   | －   | －   | －   | 36   |
| 小学校       | 352  | 1    | －   | 340  | 11   |
| 中学校       | 179  | 1    | －   | 146  | 32   |
| 義務教育学校 | 2    | 2    | －   | －   | －   |
| 高等学校     | 93   | －   | 47   | 9    | 37   |
| 中等教育学校 | 2    | －   | －   | －   | 2    |
| 特別支援学校 | 24   | 1    | 8    | 13   | 2    |
| 専修学校     | 61   | －   | 2    | －   | 59   |
| 各種学校     | 10   | －   | －   | －   | 10   |

### 大学・短期大学
大学は21校、短期大学は2校設置されている。高等専門学校は設置されていない。校名一覧は下表の通り（太字は本部所在校）。

### 学校教育以外の教育施設
自動車学校

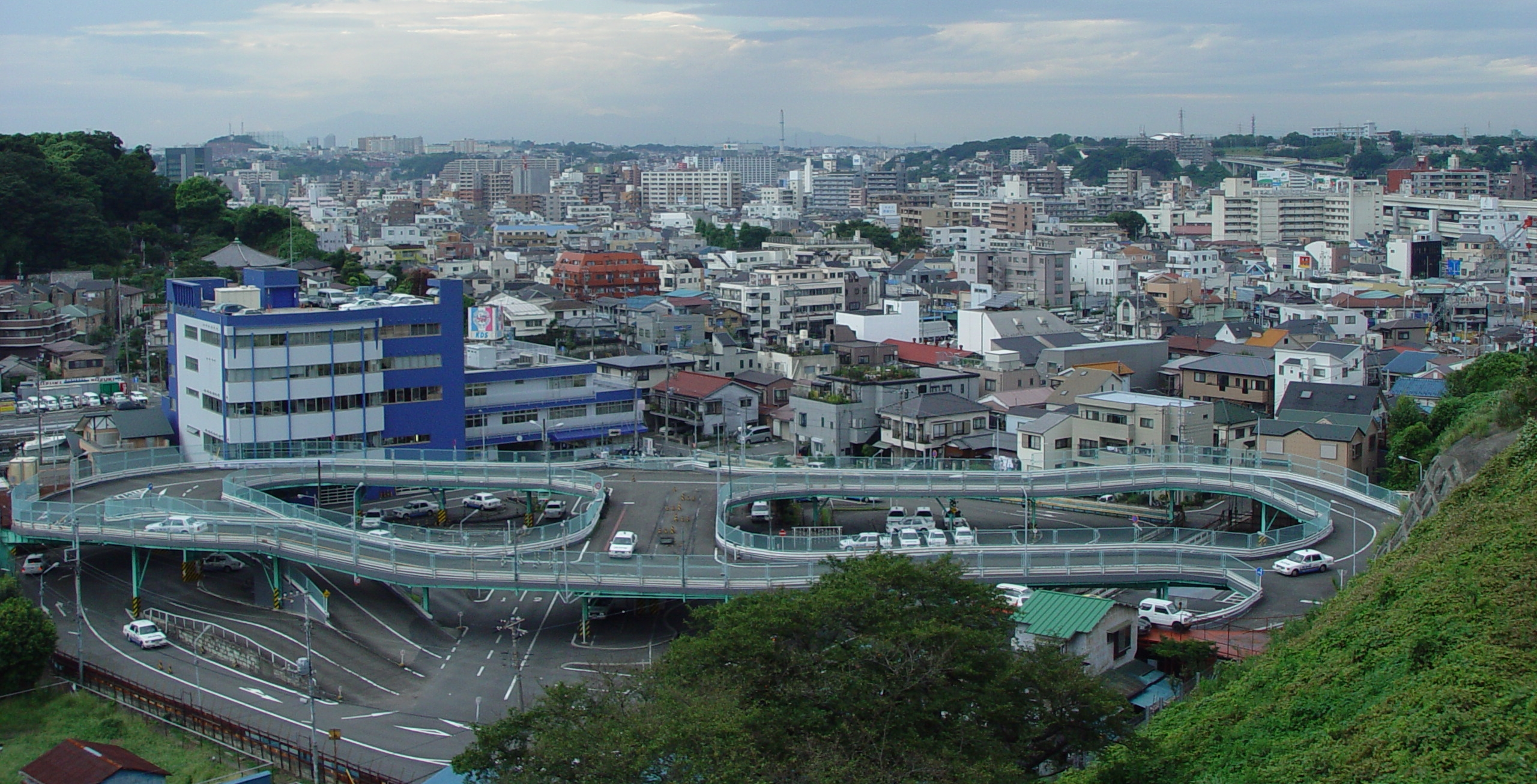
二層の立体構造になっている神奈川ドライビングスクール

- 青葉自動車学校、神奈川ドライビングスクール、鎌倉自動車学校、鴨居自動車学校、KANTOモータースクール横浜西口校、菊名ドライビングスクール、京急上大岡自動車学校、コヤマドライビングスクール綱島、湘南平塚モータースクール、新鶴見ドライビングスクール、鶴ヶ峰自動車学校、日吉自動車学校、南横浜自動車学校、横浜自動車学校

神奈川労働局長登録教習機関
- 杉孝

登録小型船舶教習所
- 小型船舶免許センター

神学校
- 日本バプテスト神学校
- イムマヌエル聖宣神学院

### 職業訓練
公共職業能力開発施設として、職業能力開発短期大学校が2校設置されている。
職業能力開発短期大学校
- 独立行政法人高齢・障害・求職者雇用支援機構立
  - 港湾職業能力開発短期大学校横浜校
- 県立
  - 神奈川県立産業技術短期大学校

## 自治体間交流・国際交流

### 自治体間交流

#### 山梨県道志村との交流
横浜市は山梨県南都留郡の道志村と友好・交流に関する協定を結んでいる。横浜市が上水道用水を頼る道志川上流の道志村には、横浜市水道局の水源林がある。
友好・交流に関する協定
横浜市と道志村の友好・交流に関する協定書（2004年（平成16年）6月22日調印）-「市民と村民が相互に活発な交流を進め、持続的な友好交流が行われるよう努める」ことなど、3項目に合意。
「横浜市民ふるさと村」に関する覚書（2004年（平成16年）6月22日調印）- 道志村を「横浜市民ふるさと村」とすることなど、3項目に合意。

#### 再生可能エネルギーの活用
2019年2月6日には、再生可能エネルギーで発電した電力の供給を受けるための連携協定を東北地方12市町村を結んだ。地球温暖化抑制を目的としている。

### 国際交流

#### 姉妹都市など
横浜市は7都市と姉妹都市提携、1都市と友好都市提携し、7都市とパートナー都市提携、5都市等と共同声明を発表している。また、横浜港は3港と姉妹港提携、2港と友好港提携し、1港と貿易協力港提携している。
姉妹都市
- サンディエゴ（アメリカ合衆国） - 1957年（昭和32年）10月29日提携
- リヨン（フランス共和国） - 1959年（昭和34年）提携
- ムンバイ（インド）- 1965年（昭和40年）6月26日提携
- オデッサ（ウクライナ） - 1965年（昭和40年）7月1日提携
- バンクーバー（カナダ） - 1965年（昭和40年）7月1日提携
- マニラ（フィリピン共和国） - 1965年（昭和40年）7月1日提携
- コンスタンツァ（ルーマニア） - 1977年（昭和52年）10月12日提携

友好都市
- 上海市（中華人民共和国） - 1973年（昭和48年）11月30日提携

パートナー都市
- 北京市（中華人民共和国） - 2006年（平成18年）5月17日提携
- 台北市（中華民国） - 2006年（平成18年）5月22日提携
- 釜山広域市（大韓民国） - 2006年（平成18年）6月26日提携
- ホーチミン市（ベトナム社会主義共和国） - 2007年（平成19年）10月23日提携
- ハノイ（ベトナム社会主義共和国） - 2007年（平成19年）11月16日提携
- 仁川広域市（大韓民国） - 2009年（平成21年）12月23日提携
- フランクフルト（ドイツ連邦共和国） - 2011年（平成23年）9月27日提携

#### 共同声明
- テルアビブ-ヤッフォ市（イスラエル） - 2012年（平成24年）9月5日発表[158]
- カヤオ市（ペルー） - 2013年（平成25年）3月29日発表[159]
- コトヌー市（ベナン） - 2013年（平成25年）11月16日発表[160]
- アビジャン自治区（コートジボワール） - 2017年（平成29年）9月11日発表[161]
- スコットランド自治政府 - 2018年（平成30年）7月4日発表[162]

姉妹港
- オークランド港 （アメリカ合衆国） - 1980年（昭和55年）5月2日姉妹港提携
- バンクーバー港（カナダ） - 1981年（昭和56年）5月15日姉妹港提携
- ハンブルク港（ドイツ連邦共和国） - 1992年（平成4年）10月27日姉妹港提携

友好港
- 上海港（中華人民共和国） - 1983年（昭和58年）10月12日友好港提携
- 大連港（中華人民共和国） - 1990年（平成2年）9月5日友好港提携

貿易協力港
- メルボルン港（オーストラリア連邦） - 1986年（昭和61年）5月24日貿易協力港提携

#### 総領事館など
横浜市には、大韓民国が総領事館を置き、中華民国が台北駐日経済文化代表処を置いている他、5ヶ国が名誉領事館を置いている。1975年（昭和50年）前後までは、米国、英国、フランスなども横浜に総領事館を置いていた。
総領事館など
- 在横浜大韓民国総領事館（中区山手町）
- 台北駐日経済文化代表処横浜分処（中区日本大通り）

外国政府事務所
- 米国国務省日本語研修所（アメリカ合衆国）
- アセンダス日本代表事務所（政府系企業、シンガポール）
- テネシー州政府日本事務所（アメリカ合衆国）
- ミシシッピ州政府駐日代表事務所（アメリカ合衆国）
- フィリピン・インク（経済団体、フィリピン）
- ホーチミン市人民委員会サイゴン商業公社駐日事務所（ベトナム社会主義共和国）

名誉領事館
- 在横浜エルサルバドル共和国名誉総領事館（中区本町）
- 在横浜グアテマラ共和国名誉領事館（青葉区美しが丘）
- 在横浜パラオ共和国名誉総領事館
- 在横浜ハンガリー名誉領事館
- 在横浜フィジー共和国名誉領事館
- 在横浜ベネズエラ・ボリバル共和国名誉領事館（中区山下町）

#### 海外事務所
横浜市は、ドイツのフランクフルトと中華人民共和国の上海（公益財団法人横浜企業経営支援財団が運営）、インドのムンバイ、アメリカ合衆国のニューヨークに海外事務所を置いている。かつては、マレーシアのクアラルンプール（2003年（平成15年）6月末に閉鎖）、ロサンゼルス（2007年（平成19年）10月に設置、2010年（平成22年）3月末に閉鎖）にも海外事務所を置いていた。
- （公財）横浜企業経営支援財団上海事務所 - 1987年（昭和62年）10月開設
- 横浜市フランクフルト事務所 - 1997年（平成9年）6月開設
- 横浜市ムンバイ事務所 - 2015年（平成27年）11月開設
- 横浜市米州事務所（ニューヨーク） - 2018年（平成30年）11月開設

#### その他の連携協定
2011年（平成23年）4月26日、横浜市は国際的な生物多様性の取り組みを発展させることを目的として、国連大学高等研究所 (UNU-IAS) と生物多様性に関する連携協定を締結した。
- 国連大学高等研究所

## 人物
- 横浜市出身の人物一覧

## 作品
| 演劇          | 人間万事金世中 （1879年） |
| 映画          | 港の日本娘（1933年） - 悲しき口笛（1949年） - 霧笛（1952年） - 俺は待ってるぜ（1957年） - 霧笛が俺を呼んでいる（1960年） - 涙を、獅子のたて髪に（1962年） - 天国と地獄（1963年） - 夜霧のブルース（1963年） - 三大怪獣 地球最大の決戦（1964年） - 月曜日のユカ（1964年） - 赤いハンカチ（1964年） - カミカゼ野郎 真昼の決斗（1966年 - ひき逃げ（1966年） - 帰らざる波止場（1966年） - 夜霧よ今夜も有り難う（1967年） - やくざ刑事（1970年） - 狼やくざ 殺しは俺がやる（1971年） - 麻薬売春Gメン（1972年） - 虹をわたって（1972年） - 正義だ!味方だ!全員集合!!（1975年） - 冬の華（1978年） - 薔薇の標的（1980年） - ヨコハマBJブルース（1981年） - 喜劇 家族同盟（1983年） - キャバレー（1986年） - あぶない刑事（1987年） - またまたあぶない刑事（1988年） - もっともあぶない刑事（1989年） - ゴジラvsモスラ（1992年） - 我が人生最悪の時（1993年） - 遥かな時代の階段を（1994年） - 居酒屋ゆうれい（1994年）- 横浜ばっくれ隊 夏の湘南純愛篇（1994年） - あぶない刑事リターンズ（1996年） - 罠（1996年） - CAT'S EYE キャッツ・アイ（1997年） - あぶない刑事フォーエヴァー THE MOVIE（1998年） - ジャンクフード（1998年） - ゴジラ・モスラ・キングギドラ 大怪獣総攻撃（2001年） - ゴジラ×メカゴジラ（2002年） - まだまだあぶない刑事（2005年） - ヨコハマメリー（2005年） - 名探偵コナン 探偵たちの鎮魂歌（2006年） - 犯人に告ぐ（2007年） - 大決戦!超ウルトラ8兄弟（2008年） - 映画 プリキュアオールスターズDX みんなともだちっ☆奇跡の全員大集合!（2009年） - ねこタクシー（2010年） - コクリコ坂から（2011年） - 夜明けの街で（2011年） - 映画 プリキュアオールスターズNewStage みらいのともだち（2012年） - さらば あぶない刑事（2016年） - シン・ゴジラ（2016年） - 枝葉のこと（2017年） - 未来のミライ（2018年） - 映画『ゆるキャン△』 (2022年) - 風が通り抜ける道（2024年） |
| テレビ ドラマ | ウルトラマン（1966年） - キイハンター（1968 - 1973年）※複数話 - 追跡（1973年） - 俺たちの勲章（1975年） - 大追跡（1978年） - 探偵物語 ※複数話（1979 - 1980年） - プロハンター（1981年） - 早春スケッチブック（1983年） - 牟田刑事官事件ファイル（1983年 - ） - あぶない刑事（1986 - 1987年） - ベイシティ刑事（1987 - 1988年） - もっとあぶない刑事（1988 - 1989年） - 法医学教室の事件ファイル（1992年 - ） - しあわせの決断 (1992年） - あぶない刑事フォーエヴァー TVスペシャル'98（1998年）- おばはん刑事!流石姫子（1998 - 2003, 2006年） - Sweet Season（1998年） - あきまへんで!（1998年） - ストロベリー・オンザ・ショートケーキ（2001年） - 救急救命士・牧田さおり（2002年 - 2015年） - 私立探偵 濱マイク（2002年） - ホットマン（2003 - 2004年）- 喰いタン（2006 - 2007年） - 海猿（2005年） - 14才の母（2006年） - たったひとつの恋（2006年） - どんど晴れ（2007年） - 正義の味方（2008年）- 打撃天使ルリ（2008年）- シバトラ〜童顔刑事・柴田竹虎〜（2008年） - イノセント・ラヴ （2008年） - 相棒Season 7 第10話 ノアの方舟〜聖夜の大停電は殺人招待状!（2009年1月1日） - RESCUE〜特別高度救助隊（2009年） - 時々迷々（2009 - 2019年） - ねこタクシー（2010年） - ジョーカー 許されざる捜査官（2010年） - Piece（2012年） - ダブルフェイス (テレビドラマ)（2012年） - まれ（2015年）- 世界一難しい恋 （2016年） - レンタル救世主 （2016年） - 遺産相続弁護士 柿崎真一 （2016年） - 逃げるは恥だが役に立つ（2016年）- 過保護のカホコ（2017年） - 愛してたって、秘密はある。 （2017年） - 今からあなたを脅迫します（2017年） - 記憶（2018年） - 正義のセ（2018年） - ボイス 110緊急指令室（2019年） - 4分間のマリーゴールド （2019年） - アライブ がん専門医のカルテ（2020年） - 私の家政夫ナギサさん（2020年） - ボイスⅡ 110緊急指令室（2021年） - ナイト・ドクター（2021年） - ムチャブリ! わたしが社長になるなんて（2022年） - 100万回 言えばよかった（2023年） - 大病院占拠（2023年） - 日本統一 関東編（2023年） - セクシー田中さん（2023年） - コタツがない家（2023年） - ONE DAY〜聖夜のから騒ぎ〜（2023年） - 新空港占拠（2024年） |
| 漫画          | ガラスの仮面（美内すずえ） - 夜回り先生 - 新世紀エヴァンゲリオン - ハチミツとクローバー - MAJOR - 夏のあらし! - 絶対少年（横浜編） - ヨコハマ買い出し紀行 - スクールランブル - ケンタウロスの伝説 - 疾風伝説 特攻の拓 - あいしてる（守村大） - あいつとララバイ（楠みちはる） - B・B（石渡治） - 僕といっしょ（古谷実） - ミラクル☆ガールズ（秋元奈美） - ISUCA（高橋脩） - 探偵オペラ ミルキィホームズ - バンビ〜ノ!SECONDO（せきやてつじ） - とっとこハム太郎 - 文豪ストレイドッグス - 湾岸ミッドナイト（楠みちはる） - 吸血鬼すぐ死ぬ（盆ノ木至） - GHOST GIRL ゴーストガール（紗池晃久） |
| アニメ        | ガラスの仮面 - Kanon（京都アニメーション版） - 超神伝説うろつき童子 - センチメンタルジャーニー - 鋼鉄天使くるみ2式 - MAJOR（メジャー） - 君が主で執事が俺で - ミラクル☆ガールズ - ISUCA - 探偵オペラ ミルキィホームズ - 攻殻機動隊 STAND ALONE COMPLEX - プリティーリズム・オーロラドリーム - コクリコ坂から - ココロコネクト - 超速変形ジャイロゼッター - ハマトラ - デジモンセイバーズ - 少女たちは荒野を目指す - 文豪ストレイドッグス - スクライド |
| ゲーム        | 君が望む永遠 - マブラヴ - マブラヴ サプリメント - マブラヴ オルタネイティヴ - マブラヴ ALTERED FABLE - レーシングラグーン - 電車でGO!（京浜東北線で横浜市の駅が出てくる） - 金色のコルダ (3 - ときめきメモリアル3 - KAIDO-峠の伝説-（ショートコースで収録、コース中に外国人墓地が出てくる） - 潮風の消える海に - 探偵 神宮寺三郎 横浜港連続殺人事件 - 探偵オペラ ミルキィホームズ - 青空の見える丘 - 首都高バトル01 - 龍が如く7 光と闇の行方 - 龍が如く7外伝 名を消した男 - LOST JUDGMENT 裁かれざる記憶 - コマンド&コンカー：レッドアラート3 - 龍が如く8 |
| 文学          | 田園の憂鬱（佐藤春夫） - 一房の葡萄（有島武郎） - 肉塊（谷崎潤一郎） - 痴人の愛（谷崎潤一郎） - 霧笛（大佛次郎） - 黄金伝説（石川淳） - 海の沈黙（三好徹） - 午後の曳航（三島由紀夫） - 砂の上の植物群（吉行淳之介） - マイク・ハマーへ伝言（矢作俊彦） - 横浜殺人事件（内田康夫） - 花園の迷宮（山崎洋子） - ゴールドラッシュ（柳美里） - 海を見ていたジョニー（五木寛之）- 傷痕の町（生島次郎） - 夜明けの街で（東野圭吾） - ぼくらの奇跡の七日間（宗田理） |
| 絵画          | Y市の橋（松本竣介） |

横浜市歌
作詞・森林太郎（森鷗外）、作曲・南能衛
1909年（明治42年）に、開港50周年を記念して作られた。なお、各区の歌は区の記事を参照。
横浜音頭
山野芋作（長谷川伸）による同名の小説がある。後に舞台化され1913年（大正3年）に横浜座で初演。
いいね!横浜G30
作詞・駒井瞭、作曲・横山剣（クレイジーケンバンド）
2002年度から2010年度まで行われた、横浜市環境事業局（現在は資源循環局）「ヨコハマはG30」タイアップ曲。横浜市内では、この他3曲とともにごみ収集時に流される。当初は原曲のまま（歌詞付き）使用されていたが、その後電子音によるアレンジを使用している。
横浜が舞台の楽曲
横浜を歌ったご当地ソングは数多くある。1998年（平成10年）1月3日放送のテレビ東京系の「出没!アド街ック天国」で紹介された「全国名曲の街ベスト50」では、第1位は横浜（ブルー・ライト・ヨコハマ）だった。
横浜市磯子区岡村出身のゆずは横浜を舞台とした曲が多数ある。横浜アリーナ(港北区)、横浜文化体育館(中区)を聖地としている。
主要な曲目については神奈川県のご当地ソング一覧#横浜を参照。

## マスコット
横浜市には数多くのマスコットキャラクター（ゆるキャラ）が存在する。
| イベントの キャラクター | たねまる（横浜開港150周年）- toMtoM21（トムトム21、市政100周年横浜市泉区地域イベント）-ブルアちゃん（横浜博覧会）-ハマこい君（ヨコハマカーニバル） |
| 行政機関の キャラクター | はまりん（交通局）- はまピョン（水道局）- ハマサイ（行政運営調整局・横浜市債マスコット）- とつか再開発くん（都市整備局・戸塚駅西口再開発事業）- へら星人ミーオ（資源循環局「ヨコハマはG30」）- イーオ（資源循環局「横浜3R夢!」）- クリーンバード（資源循環局のシンボルマーク）- ふや星人ゴミーオ（資源循環局・中事務所）- にこりん（コールセンター）- イコットちゃん（選挙管理委員会）- イコットJr.（選挙管理委員会）- だいちゃん（環境創造局）- はま菜ちゃん（環境創造局）- エコぽん（環境創造局）- ひだまりちゃん（こども青少年局）- すくすくん（こども青少年局）- ハマくん（消防局）- みんなのアース君（地球温暖化対策事業本部地球温暖化対策課）                                      |
| 区での キャラクター     | ワッくん（鶴見区） - かめ太郎（神奈川区） - にしまろちゃん（西区） - スウィンギー（中区） - みなっち（南区） - こう・なん・くぅ（港南区） - かるがも隊（保土ケ谷区） - あさひくん（旭区） - てっくるちゃん（旭区・グリーンロードシンボルマーク） - いそっぴ（磯子区、磯子まつりマスコット） - ミズキー（港北区） - なしかちゃん（青葉区） - えら坊（青葉区選挙管理委員会）- ミドリン（緑区） - ウナシー（戸塚区） - ララ・ミミ・キキ（戸塚区・とつか緑と暮らそうキャンペーン） - せやまる・このは家族（瀬谷区） - いっずん（泉区） - タッチーくん（栄区、いたち川マスコット） - ぼたんちゃん（金沢区） - どぼくねこ（港北土木事務所） - あいちゃん（都筑区・地域福祉保健計画マスコット） |
| その他                  | いこあら（金沢区明るい選挙推進協議会） - ヨッチー（横浜市立大学） - キャプテンわん（横浜市スポーツ協会） - みどりちゃん（横浜市緑の協会.※ミドリ電化のミドリちゃんとは無関係） |

## ナンバープレート
横浜市は、横浜ナンバー（神奈川運輸支局）を割り当てられている。
横浜ナンバー割り当て地域
横浜市全域・鎌倉市・逗子市・横須賀市・三浦市・葉山町

## テレビ番組
- 日経スペシャル ガイアの夜明け 公務員を減らせ! ～ムダと闘う　お役所改革～（2005年11月22日、テレビ東京）[167]。- “新時代行政プラン”を取材。